# Guerra contra Estado Islámico
La guerra contra Dáesh, guerra contra Estado Islámico o guerra contra ISIS
es el conflicto armado desatado el 5 de junio de 2014, cuando el grupo terrorista Dáesh, junto con militantes suníes y tribus antigubernamentales, lanzó una ofensiva contra los ejércitos de Irak y Siria. Las fuerzas de Dáesh
―también conocido como ISIS, Estado Islámico o Dáish―
atacaron Samarra (Irak) ese mismo día y se apoderaron de Mosul y Tikrit durante los días 9 y 11 de junio. A finales de mes, Irak había perdido el control de toda la frontera occidental con Jordania y Siria.
El 29 de junio de 2014, Dáesh declaró un califato que incluía a Siria e Irak. Abu Bakr al-Baghdadi, líder del grupo, fue declarado por este «califa y líder de todos los musulmanes».
A medida que las fuerzas de seguridad iraquíes se retiraban hacia el sur, las fuerzas del Gobierno Regional del Kurdistán ocuparon parte de los territorios disputados entre Irak y Kurdistán, incluyendo el centro petrolero de Kirkuk.
Los observadores internacionales interpretaron la movilización kurda como la última señal de la «creciente anarquía» en Irak.
El primer ministro de Irak, Nuri al-Maliki, pidió un estado de emergencia nacional el 10 de junio, tras el ataque en Mosul, pero fue denegado por el Consejo de Representantes de Irak, donde muchos parlamentarios suníes y kurdos boicotearon la sesión oponiéndose a un incremento de los poderes del primer ministro.
En agosto de ese año, una coalición internacional lanzó su propia ofensiva en la región para hacer frente a la insurgencia de Estado Islámico.
Siria decidió intervenir en la guerra con apoyo aéreo, y varios medios afirmaron que la Guardia Revolucionaria Iraní, al mando del general Qasem Soleimani, participaba en el conflicto desde hace tiempo, cosa que el gobierno iraní había desmentido.
El 8 de agosto de 2014, a petición urgente de Irak, Estados Unidos decidió intervenir en la guerra, para defender las minorías cristianas y yazidíes, además de resguardar a las instalaciones y militares estadounidenses situados en dicho país. Estados Unidos decidió bombardear posiciones de los terroristas, limitándose a realizar solo ataques aéreos. Más tarde, Obama expresó su deseo de crear una coalición internacional con el objeto de acabar con los yihadistas, apoyada y conformada por treinta países y respaldada por las Naciones Unidas. Estados Unidos denominó a su operación militar en la guerra contra Estado Islámico como Operación Determinación Inherente u Operación Resolución Inherente (en inglés: Operation Inherent Resolve).
Tanto Nahla Al-Hababi (representante de la provincia de Nínive en el Parlamento iraquí) como Qasim Al Araji (legislador iraquí) y Hadi Al Ameri (secretario general de Badr), afirmaron que Estados Unidos había entregado armas al grupo yihadista. Varios analistas políticos
creen que Estados Unidos creó a Estado Islámico para acabar con el gobierno del presidente sirio Bashar Al Assad.
Por otra parte, Yousaf al Salafi (un comandante de Dáesh capturado por los servicios de inteligencia pakistaníes) afirmó también que el grupo estaba recibiendo financiación de Estados Unidos para comprar armas, operar y reclutar jóvenes que combatan en Siria, Irak y Pakistán.
Pese a que la ofensiva de la coalición contra Dáesh se basa en los ataques aéreos, sus tropas se han visto atacadas mientras entrenaban a fuerzas iraquíes en sus respectivas bases. Estas respondieron de manera defensiva, respetando el protocolo de guerra planeado, aunque se llevaron a cabo algunas misiones ofensivas para rescatar rehenes.
En enero de 2015, Dáesh penetró y se instaló en Afganistán (estando este ya en guerra) para rivalizar con los talibanes, pero la OTAN detuvo su avance. Estado Islámico estaba ya interviniendo en esta fecha en el conflicto libio iniciado en 2014. Posteriormente, la guerra contra Estado Islámico se expandió a Egipto, Nigeria y Rusia además de Israel, Turquía, Yemen y Líbano entre otros.
En julio de 2015, la coalición confirmaba la baja de numerosas unidades de Estado Islámico, entre combatientes, vehículos y demás unidades tácticas.
En diciembre de 2015 Rusia entró oficialmente en la guerra civil siria apoyando al gobierno sirio y a su vez declaró la guerra al Dáesh. En marzo de 2016, Vladímir Putin, presidente de Rusia, anunció oficialmente el inicio de la retirada de las tropas de Rusia en Siria al dar por cumplida su misión antiterrorista, pero dijo que Rusia mantendrá su presencia en el puerto sirio de Tartus y en el aeródromo Hmeymim.
Si bien Rusia solamente expresó mantenerse dentro de sus bases militares en Siria pero continuó la acción bélica directa en conjunto con acciones ofensivas de las Fuerzas Armadas Sirias para recuperar sus posesiones perdidas que estaban en manos de Dáesh.
Numerosos manifestantes expresaron su oposición tanto a la guerra como a la islamofobia y el yihadismo de manera creciente;
asimismo, Dáesh se adjudicó la autoría de múltiples atentados sucedidos en los cinco continentes.
Personalidades como el ministro de Relaciones Exteriores jordano Nasser Judeh, el rey jordano Abdalá II o el papa Francisco han expresado que la guerra contra Dáesh es parte de una «Tercera Guerra Mundial» globalizada.
El 6 de diciembre de 2017, Rusia anunció la derrota total de los terroristas de Dáesh en Siria, mientras que Irak declaró la derrota del grupo terrorista en su territorio tres días después. Al mismo tiempo, Irán también declaró la derrota de la organización terrorista en Irak y Siria.
El 19 de diciembre de 2018 el presidente de los Estados Unidos Donald Trump anuncio el retiro de los efectivos militares y civiles desplegados allí en Siria expresando que dicho retiro se debe a que la misión derrotar al Estado Islámico se cumplió. El 11 de enero de 2019 el Pentágono anuncio el comienzo de la retirada de la maquinaria militar de Siria.
A finales de febrero de 2019 la Casa Blanca anunció que finalmente decidió dejar en Siria entre 200 y 400 militares para prestar apoyo a las fuerzas de la coalición que permanezcan en el país.
A principios de febrero de 2019 las fuerzas kurdas sirias respaldadas por la aviación de la coalición extranjera liderada por EE.UU lanzaron un asalto final contra el último reducto de Dáesh en Baguz, en el este de Siria.

Finalmente el 22 de marzo del mismo año las fuerzas kurdas lograron tomar el reducto y con ello estas fuerzas al igual que la Casa Blanca declararon a Siria libre de la presencia de Dáesh y con ello la victoria sobre la organización terrorista en Siria.
Turquía comenzó el 9 de octubre de 2019 la operación Fuente de Paz en el norte de Siria con el argumento de alejar a las milicias kurdas de su frontera y delimitar una «zona segura» para acoger a los miles de refugiados sirios que permanecen en su territorio. Debido a ello Estados Unidos a petición de Turquía decidió retirar un gran contingente de tropas de la zona delimitada por Turquía para que esta última pueda llevar a cabo la operación. Por otro lado las FDS kurdas reclamaron a EE.UU. de abandono y traición y decidieron pedir ayuda a las fuerzas militares del gobierno sirio.
Por otra parte Rusia hizo un acuerdo con Turquía para el control de una zona segura en el área demarcada del norte y noreste de Siria, por ello patrullas militares rusas y turcas custodian el área.
Las actividades de la operación extranjera contra Dáesh se paralizaron temporalmente en enero de 2020 debido a la amenaza de Irán en la región y de que este país lanzara una decena de misiles sobre bases extranjeras en Irak en represalia por el asesinato del General Qasem Soleimani y el comandante de las Fuerzas de Movilización Popular iraquí, Abu Mahdi al-Muhandis por parte de Estados Unidos, incluso algunas tropas de algunos países de la operación contra Dáesh se retiraron como el caso de España y Alemania, además el gobierno iraquí había expresado su deseo de la retirada de las tropas extranjeras del país
Además las milicias pro-iraníes llevan a cabo ataques con misiles contra bases militares de las fuerzas extranjeras y sus intereses en Irak y Siria desde octubre del año 2019 donde se tuvo un saldo de militares extranjeros muertos y heridos, en respuesta Estados Unidos y Reino Unido llevaron a cabo ataques aéreos contra estas milicias, además también las milicias llevan a cabo ataques contra convoyes de la coalición internacional.
En marzo del año 2020 algunas de las fuerzas internacionales se retiraron como parte del despliegue programado por cada país y debido al brote del coronavirus (covid-19).
El 9 de diciembre de 2021, el consejero de seguridad nacional iraquí, Qasim al Araji, anuncio el fin de la misión de combate de Estados Unidos y aliados de la coalición contra el EI. Por su parte el primer ministro de Irak, Mustafa Al-Kadhimi, anuncio que las tropas de combate se retirarán del país, con lo que la misión pasará a unas funciones de asesoría y capacitación.
Por ello el 22 de diciembre de 2021, las tropas de combate extranjeras se retiraron de Irak, quedando solo las de asesoramiento.
Luego de la derrota territorial de ISIS (Dáesh) en 2019, las potencias occidentales lideradas por Estados Unidos, y los aliados de Siria como Rusia e Irán, se dedicaron a combatir a los remanentes de ISIS que se alojaron especialmente en zonas desérticas como las del este de Siria y esta ultima agrupación terrorista se dedica a cometer ataques especialmente contra las fuerzas locales sirias e iraquíes. así como también contra las fuerzas kurdas y poblaciones civiles de la región.
Actualmente se encuentran desplegados 900 efectivos militares estadounidenses destinados en Siria y 2500 efectivos militares en Irak, con el supuesto objetivo de la eliminación duradera y total del grupo terrorista Estado Islámico, la cual se venció territorialmente a este último en el año 2019.

## Trasfondo
Originalmente Estado Islámico era una red de Al Qaeda, que fue perdiendo afinidad con esta tras sucesivos conflictos internos. A mediados del 2014, Estado Islámico conquistaba miles de localidades entre Irak y Siria, pasando a autodenominarse Estado Islámico de Irak y el Levante (en inglés: Islamic State of Iraq and Levant, o ISIS), para así después fundar un califato con Abu Bakr al-Baghdadi autobautizado como su califa "Ibrahim".
A principios de enero de 2014, los yihadistas de Estado Islámico de Irak y el Levante se apoderaron de las ciudades de Faluya y Ramadi,
controlando gran parte de la xx Gobernación de Ambar. Posteriormente, el ejército iraquí emprendió una ofensiva contra la región de Ambar, fortaleza de Estado Islámico, con el objetivo declarado de someter la región controlada por el gobierno. Samarra fue recapturada por las fuerzas iraquíes el 5 de junio de 2014,
mientras que los intensos bombardeos sobre Faluya debilitaron a las fuerzas de Estado Islámico. Sin embargo, los yihadistas habían hecho avances en la vecina Siria, desde donde les llegan las armas,
por lo que se han fortalecido sustancialmente en su posición.
A principios de junio, los insurgentes comenzaron a avanzar en el centro y norte de Irak, tras la campaña del ejército en la región de Ambar. En ese momento, aún tenían el control de la mayor parte de Faluya y Garma, así como partes del Al-Haditha, Jurf Al Sakhar, Aná, Al-Qa'im, Abu Ghraib y varios asentamientos más pequeños en la Gobernación de Ambar.
Con una enorme coalición entre países árabes y occidentales, empezaría una guerra aérea en contra de la expansión y el despliegue de los insurgentes, voluntarios yihadistas de varios países del mundo. Los terroristas de Estado Islámico fueron provocando decenas de atentados y ejerciendo una serie de conexiones con otras células terroristas como Boko Haram más un insólito nivel propagandístico en las redes sociales. Actualmente Estado Islámico cubre una superficie importante entre Siria e Irak, además de algunos territorios en Libia y Nigeria.

## Desarrollo

### Irak
En la noche del 9 al 10 de junio de 2014, terroristas del grupo Estado Islámico de Irak y el Levante se apoderaron de la mayor parte de la ciudad iraquí de Mosul. Se estima que alrededor de 1300 yihadistas armados se apoderaron de las oficinas gubernamentales de la provincia de Nínive, instalaciones militares y el Aeropuerto Internacional de Mosul.
Se creía que aproximadamente 500 000 habitantes de Mosul habían huido de la ciudad.
El primer ministro de Irak, Nuri al-Maliki, pidió un estado de emergencia nacional tras el ataque. El 10 de junio Mosul cayó en manos de los insurgentes,
y al día siguiente la ciudad de Tikrit, donde estos incendiaron los edificios del gobierno y liberaron a cientos de presos de la cárcel local.
Aunque el Parlamento no logró el quorum necesario para aprobar el estado de emergencia, el Gobierno pasó a la ofensiva el 12 de junio bombardeando posiciones rebeldes.
Al día siguiente combatientes de Estado Islámico entraron en la ciudad de Yalula, en el este de Irak, según informó la cadena de televisión Al Arabiya.
Debido a la situación en Irak, casi medio millón de ciudadanos entre hombres y mujeres se alistaron en el Ejército de Irak con el fin de acabar con el terrorismo.

#### Contraataque gubernamental
El 13 de junio de 2014, las fuerzas iraquíes, con respaldo de elementos de la Fuerza Quds y la Guardia Revolucionaria iraní, se reunieron en Samarra y afirmaron haber recuperado partes de la gobernación de Saladino,
en concreto el pueblo de Dhuluiya.
Periodistas de Al-Monitor en Mosul y Tikrit informaron que los ataques aéreos gubernamentales repetidos hicieron que los yihadistas de Estado Islámico se apartasen de posiciones fácilmente visibles dentro de las ciudades. En su lugar, militantes asociados con el Ejército Naqshbandi y otros grupos antigubernamentales liderados por antiguos oficiales baazistas, asumieron el rol visible de patrullaje y administración. Los terroristas designaron a los antiguos generales baazistas Azhar al-Obeidi y Ahmed Abdul Rashid como gobernadores de Mosul y Tikrit. Los militantes suníes permanecieron en Tikrit y su estratégicamente importante base aérea de Spyker.
En Tikrit, los insurgentes minaron las rutas que conducían a la ciudad y posicionaron su artillería para resistir a un posible asedio.
Según el periódico británico The Guardian, el 13 de junio con el llamado a las armas llevada a cabo por la autoridad chií más importante de Irak, el gran ayatolá Ali al-Sistani, movilizó en menos de un día a aproximadamente una división de milicianos que, a diferencia del ejército regular, no huirían al enfrentarse con terroristas.
El 14 de junio de 2014, Al-Maliki se dirigió a Samarra y declaró que «Samarra será el punto de partida, la estación de encuentro de nuestras tropas para limpiar cada pulgada profanada por los pasos de esos traidores». La televisión estatal iraquí aseguró que el ejército había conseguido capturar Dhuluiya, pero oficiales de seguridad en Samarra y testigos contaron a la CNN que el pueblo seguía estando bajo control de Estado Islámico.
El mismo día (14 de junio de 2014), el ejército iraquí atacó al Estado Islámico en Al-Mutasim, 22 km al sureste de Samarra, obligando a los terroristas a retirarse al desierto que rodea el pueblo.
Mientras tanto, el personal médico de Mosul recibió los cuerpos de 128 soldados y policías iraquíes muertos en los enfrentamientos.
Además, se informó que el ejército iraquí había matado a siete soldados kurdos en un ataque aéreo en Diala. Yabar Yawar, el secretario general de los peshmerga, dijo que las conversaciones con las autoridades iraquíes estaban en marcha para averiguar lo que había sucedido.
Al día siguiente (15 de junio de 2014), el ejército recuperó Ishaqi y encontró los cuerpos quemados de 12 policías.
A fines de junio de 2014, ya eran más de un millón los civiles desplazados en Irak.

#### Avance continuado de los insurgentes en Irak y captura de Tal Afar y Saqlauiya
El 15 de junio de 2014, tras repetidos intentos culminó con la captura de Tal Afar y la base aérea cercana.
Los defensores, compuestos principalmente por turcomanos chiíes y soldados de Mosul, escaparon a territorio controlado por kurdos.
Durante la lucha por Tal Afar, murieron 18 terroristas y 10 civiles, debido a los ataques con artillería de los insurgentes.
La guarnición sufrió un número indeterminado de bajas.
Surgieron rumores de la captura en Tal Afat del mayor general Abu Al-Waleed, pero más tarde lo negó en la televisión estatal.
Durante el día, los terroristas afirmaron haber ejecutado a entre 1000 y 1700 soldados capturados, mientras que el ejército aseguró que la Fuerza Aérea había matado a 279 yihadistas en las 24 horas previas.
El análisis por expertos militares de los vídeos de ejecuciones, subidos en Internet por los terroristas, confirmaron la muerte de al menos 170 soldados.
También el 15 de junio, Estado Islámico avanzó en la provincia de Diala, apoderándose de dos pueblos en Adhaim, al noreste de Bagdad.
El día siguiente, unos 28 milicianos voluntarios chiíes murieron en una emboscada organizada por Estado Islámico al sur de Samarra. Mientras, los milicianos aseguraron haber matado a 56 insurgentes en zonas del oeste y sur de Bagdad,
y los combates en Diala dejaron un saldo de 29 insurgentes y ocho soldados muertos.
Murió además el primer soldado iraní.
Al oeste de Bagdad, Estado Islámico conquistó Saqlauiya. Se ha presentado información contradictoria en relación con el número de muertos y la identidad de los responsables de la muerte de 44 prisioneros en una comisaría en Baqubah durante la noche. Según el Washington Post, los prisioneros murieron durante los combates contra Estado Islámico, o bien fueron ejecutados "preventivamente" por las fuerzas de seguridad. También se desconoce la situación acerca del asesinato de un imán suní en Bagdad.
El 17 de junio, según la BBC, el Ejército había capturado distritos de Baquba.
Por otra parte, las fuerzas de seguridad se retiraron del paso fronterizo de Al-Qa'im, que fue ocupado por yihadistas del Frente al-Nusra (perteneciente a Al-Qaeda) y el Ejército Libre Sirio, dos grupos de la Guerra civil siria.
Además, al este de Samarra se descubrieron los cuerpos de 18 miembros de las fuerzas de seguridad que habían sido ejecutados.

#### Baiji
El 18 de junio, Estado Islámico atacó la mayor refinería de petróleo de Irak, en Baiji, con morteros y ametralladoras. Un funcionario dentro de la refinería dijo que los yihadstas habían capturado el 75 % de las instalaciones, mientras que un portavoz militar afirmó que el ataque había sido repelido, con 40 insurgentes muertos.
Mientras tanto, los yihadistas invadieron tres aldeas en la provincia de Saladino, tras unos enfrentamientos que dejaron unos 20 civiles muertos. Además, India denunció que 40 de sus ciudadanos, que se encontraban trabajando para una empresa de construcción turca en Mosul, habían sido secuestrados por Estado Islámico. Al mismo tiempo fue ejecutado Rauf Abdel Rahman, el presidente del tribunal durante el juicio de Sadam Husein y juez que lo condenó a muerte, que había sido capturado por insurgentes dos días antes.
El 19 de junio, las fuerzas gubernamentales aseguraron haber recuperado el control total de la refinería de petróleo de Baiji, tras unos combates en los que murieron 100 terroristas.
Sin embargo, un testigo iraquí que pasó conduciendo por delante contó a Associated Press que Estado Islámico había colgado sus pancartas en torres de vigilancia y habían creado puestos de control alrededor de las instalaciones.
Llegada la noche, ambos bandos controlaban partes distintas de la refinería.
El mismo día, Estado Islámico capturó la Instalación de Armas Químicas de Al Muthanna cerca del lago Tharthar, unos 70 kilómetros al noroeste de Bagdad, en una zona que había estado bien dominada por los rebeldes.
La noche 20 de junio, militares de Estados Unidos comunicaron a ABC News que los 270 soldados iraquíes atrapados en la refinería de petróleo habían sido superados en número y armas. Y con Estado Islámico controlando las carreteras desde y hacia Baiji, había pocas posibilidades de llevar suministros a los soldados. Los yihadistas planeaban esperar hasta que las tropas se quedaran sin comida y municiones.
El mismo día, Estado Islámico aseguró haber capturado la mayor parte del Aeropuerto de Tal Afar. Las fuerzas kurdas, a las que acompañaba un equipo de la BBC, fueron rodeadas por Estado Islámico en tres lados en Yalula y más tarde se confirmó que el control del pueblo se había dividido entre los kurdos y Estado Islámico.
El 21 de junio, los insurgentes consiguieron apoderarse por completo de la refinería tras enfrentamientos nocturnos con las fuerzas gubernamentales.
Ese mismo día, milicias chiíes iraquíes se manifestaron en todo Irak para mostrar su fuerza. La manifestación más grande fue en Bagdad, en donde participaron miles de miembros de la milicia chií Brigadas del Día Prometido.
Además, Estado Islámico se enfrentó con militantes suníes aliados en Hauiya, dejando un saldo de 17 muertos.
El 23 de junio, los terroristas capturaron el aeropuerto de Tal Afar y se hicieron con la propia ciudad. Fuentes de las fuerzas de seguridad iraquíes confirmaron por primera vez la pérdida de la refinería de Baiji tras varios días de ataques continuos.
Para entonces, fuentes informaron que una combinación de deserciones, bajas y pérdidas de equipo había paralizado al ejército regular iraquí, forzando al Gobierno a depender cada vez más de voluntarios procedentes de milicias chiíes.
El gobierno iraquí admitió también que esencialmente habían abandonado la zona norte del país a las fuerzas insurgentes.
El 24 de junio, Siria lanzó sus primeros ataques aéreos en territorio iraquí, tras atacar previamente los pasos fronterizos con Irak controlados por Estado Islámico. Al día siguiente, Siria lanzó nuevos ataques aéreos, que dejaron un saldo de al menos 50 muertos y 132 heridos, incluyendo civiles, tras alcanzar un edificio municipal, un mercado y un banco en Al Rutba. No quedó claro si entraron soldados sirios en territorio iraquí. Ese día, fuentes estadounidenses anónimas comunicaron que Irán había establecido un centro de control especial en la base aérea de Al-Rasheed en Bagdad y que estaba volando una «flota pequeña» de drones Ghods Ababil sobre Irak. Además, una unidad de inteligencia de señales iraní había sido desplegada a la base aérea para interceptar comunicaciones electrónicas entre los combatientes y los comandantes de Estado Islámico. Diez divisiones de tropas iraníes regulares y de la Fuerza Quds se congregaron en la frontera entre Irán e Irak y alrededor de dos docenas de aviones de Irán se estacionaron en el oeste del país.
Para entonces, los combates proseguían en la refinería de Baiji, y el gobierno envió tropas de refuerzo. Los insurgentes también capturaron el campo petrolífero de Ajeel, tras la toma del pueblo cercano de Al-Alam, y rodearon por tres lados la gran Base Aérea de Balad, conocida como Camp Anaconda bajo la ocupación estadounidense, disparándole con morteros.
Las fuerzas de seguridad reportaron haber matado a 60 terroristas al sur de Tikrit.
La mañana del 26 de junio, los yihadistas ocuparon el pueblo de Mansuriyat al-Yabal, que alberga cuatro campos de gas natural,
aunque las fuerzas gubernamentales consiguieron recapturar el pueblo el día siguiente. También recuperaron Al-Alam.

#### Segunda batalla
El 14 de noviembre, las tribus suníes y las fuerzas iraquíes lograron recuperar la ciudad. La refinería fue escenario de intensos combates, y aviones del Ejército ametrallaron posiciones de Estado Islámico en torno de las instalaciones al norte de la ciudad. tras ser los terroristas abatidos, la bandera iraquí fue izada. La televisión estatal también informó sobre la «liberación de Baiji», citando a un alto comandante del Ejército en el lugar, el general Abdul-Wahab al-Saadi.
El 27 de ese mes, otro enfrentamiento entre soldados iraquíes y miembros de Estado Islámico dejó un saldo de 12 terroristas muertos.

#### Tercera batalla
El 11 de abril de 2015 Estado Islámico lanzó un nuevo ataque contra la refinería,
y volvió a hacerse con el control de parte de la refinería tras intensos combates.
El 20 de abril de 2015, las fuerzas de seguridad recuperaron el control de la refinería.
El 15 de agosto de 2015, Estado Islámico volvió a atacar la refinería con 12 coches bomba, aunque solo una llegó al interior de la refinería, los demás causaron bajas en el extrarradio de la misma. Tras eso, se produjeron enfrentamientos, que dejaron al menos 20 yihadistas muertos. Asimismo, un suicida se inmoló en una concentración de soldados en Al Rayahs, 18 km al sur. Otros 10 soldados murieron, una semana después del ataque, en un atentado suicida.

#### Ofensiva de Tikrit
El 26 de junio de 2014, las fuerzas gubernamentales lanzaron un asalto aerotransportado en Tikrit, en el que tres
o cuatro
helicópteros volaron hasta un estadio en la universidad de la ciudad. Uno de los aparatos fue derribado y se estrelló en el estadio, mientras que otro tuvo que realizar un aterrizaje de emergencia tras sufrir un fallo mecánico. La tripulación del segundo helicóptero, que incluía un piloto libanés, fue capturada por los insurgentes.
Estallaron intensos combates en torno al recinto universitario, mientras francotiradores militares se posicionaban en edificios altos del campus.
En las primeras horas del asalto, un helicóptero de combate golpeó el recinto del hospital de la ciudad.
El día siguiente (27 de junio de 2014), los combates proseguían en la universidad,
y se enviaron a milicianos chiíes entrenados en Irán, que aseguraron haber capturado todos los edificios altos del campus universitario.

#### Liberación de Tikrit
Desde principios de marzo de 2015, tanto el ejército iraquí como las fuerzas armadas iraníes se propusieron liberar la totalidad de localidad iraquí de Tikrit. Irán envió un contingente de la Guardia Revolucionaria para respaldar a los 30 000 combatientes iraquíes al mando del general Qasem Soleimani, mientras que la aviación estadounidense optó por mantenerse al margen de la operación.
No obstante, el líder de la milicia chií más grande que ha tomado parte en la operación, Hadi al Amiri, aseguró que Al Dur había sido «totalmente liberada», y que simultáneamente se estaba preparando una operación similar en otro pueblo cercano a Tikrit, Al Alam.
Finalmente, el 11 de marzo, las fuerzas iraquíes e iraníes lograron entrar en la ciudad de Tikrit, pero no consiguieron recapturar la urbe. Los tanques irrumpieron en el barrio de Qadisiya, al norte de la ciudad, y avanzaron calle por calle hacia el centro, con el apoyo de helicópteros de combate y artillería pesada. El hospital general fue uno de los primeros edificios estatales en caer en una ciudad completamente vacía. Las escaramuzas más intensas se registraron en las inmediaciones del complejo de palacios construidos por Sadam Husein, que Estado Islámico había convertido en su cuartel general. Poco después, otro batallón inició las arremetidas desde el sur de la urbe empujando a los terroristas hacia la localidad cercana de Huwaija.
Antes de alcanzar Tikrit, las fuerzas progubernamentales habían «limpiado» varias localidades en el camino y roto la defensa de la ciudad el pasado miércoles. Las autoridades del Kurdistán iraquí acusaron al grupo Estado Islámico de haber empleado en enero bombas con gas cloro en un ataque suicida contra peshmergas.
El 25 de marzo y a petición del gobierno iraquí, la aviación estadounidense bombardeó las posiciones de Estado Islámico en Tikrit, colaborando de así implícitamente con las fuerzas iraníes.
El 31 de marzo, el gobierno de Irak anunció que el ejército había «liberado completamente» la ciudad de Tikrit. En una primera ofensiva, las fuerzas iraquíes recuperaron en la noche anterior el control del edificio de la Gobernación provincial de Saladino. Tras este movimiento, a lo largo del día 31 avanzaron hasta hacerse con el dominio de la mayoría de los departamentos del Gobierno, así como de los palacios presidenciales, en donde izaron bandera de Irak.
El 17 de abril, las tropas iraquíes afirmaron haber abatido al considerado mano derecha de Saddam Husein, el líder baazista Izzat Ibrahim al-Duri, que habría actuado contra las fuerzas de la coalición internacional durante la guerra de Irak. Se ha afirmado que fue uno de los líderes más importantes de Estado Islámico, y que a su vez –aunque el Partido Baaz lo niega– mantuvo vínculos con Al Qaeda.
Finalmente, y tras no llegar a poder confirmarse su muerte con las pruebas de ADN, Al Duri reapareció el 15 de mayo de 2015 con una entrevista de audio a la televisión oficial del Partido Baaz en la que hacía referencia a hechos posteriores a los de sus supuesta muerte, pidiendo unidad a los iraquíes para expulsar del país tanto a los islamistas como a los iraníes.

#### Hit
El 2 de octubre de 2014, cientos de terroristas de Estado Islámico lograron penetrar en la ciudad de Hit, en Irak, después de intensos enfrentamientos contra las fuerzas locales y los aliados suníes. Durante la incursión militar en Hit, los integrantes de Estado Islámico hicieron uso de coches bomba para atacar los centros de seguridad y los principales organismos de Gobierno, una serie de agresiones que provocaron la muerte de al menos 42 elementos de seguridad de Irak y cientos de desaparecidos. Los yihadistas lograron apoderarse de un batallón de tanques, el cuartel del Regimiento de Infantería, el cuartel general de los guardias fronterizos de la Cuarta Región, el Departamento de Policía y cinco comisarías, lo que incrementó su potencial ofensivo dado el abandono de suministros.
El 13 de octubre, los yihadistas se apoderaron completamente de la ciudad, y el ejército iraquí debió trasladarse a una base aérea siria cercana.
El 17 de junio, un bombardeo de la Fuerza Aérea Iraqí sobre un campo de entrenamiento de Estado Islámico, cerca de Hit, dejó un saldo de 34 terroristas muertos.

#### Dhuluiya
Fuentes del gobierno iraquí informaron el 5 de octubre que terroristas de Estado Islámico recuperaron el control de la mitad de la ciudad de Dhuluiya, apenas un día después de que el Ejército hiciera retroceder a Estado Islámico y lograra entrar a la urbe, ubicada en la vera del río Tigris, a unos 70 kilómetros al norte de Bagdad.

#### Recaptura de Zumar y Jurf al-Sakhar
El 25 de octubre, las fuerzas kurdas e iraquíes ―con apoyo aéreo de la coalición internacional― lograron hacerse con el control de las ciudades de Zumar y Jurf al-Sakhar. La ofensiva en Zumar tuvo lugar durante la madrugada de ese día, cuando las fuerzas kurdas avanzaron sobre la urbe desde cinco puntos diferentes, causando la muerte de 50 terroristas, según la televisión iraquí.
Por separado, las fuerzas de seguridad iraquíes arrebataron al grupo Estado Islámico el control de la ciudad de Jurf al-Sakhar, unos 50 kilómetros al sur de Bagdad, considerada clave debido a que se halla junto a la ruta que conecta a la capital con Najaf y Kerbala. Durante las operaciones, al menos 498 yihadistas fueron muertos.

#### Al Sirayia y Al Mahbubia
El 23 de noviembre, las fuerzas iraquíes ―respaldadas por milicias chiíes y fuerzas de seguridad kurdas― recuperaron las poblaciones de Al Sirayia y Al Mahbubia, que Estado Islámico había capturado en agosto tras una ofensiva relámpago en el norte y el oeste de Irak, tras fuertes combates con los terroristas.

#### Samarra
El 12 de diciembre de 2014, el ejército iraquí libró fuertes combates contra Estado Islámico en las afueras de Samarra, después de que los terroristas intensificaran su asalto contra la ciudad del norte del país, que alberga uno de los santuarios más sagrados para los musulmanes chiíes. El ayatolá Ali al Sistani advirtió sobre el peligro que supone el avance de la milicia suní hacia las ciudades santas chiíes como Samarra y, según su portavoz, pidió más esfuerzos militares para recuperar territorio que aún está bajo control del grupo terrorista en el norte y el oeste, de mayoría suní.
El 20 de enero de 2015, la Fuerza Aérea bombardeó posiciones de Estado Islámico en los alrededores de la capital y el río Tigris. Poco después la infantería realizó otro ataque, matando a 45 terroristas.
El 1 de junio de 2015, los yihadistas hicieron estallar un coche bomba contra una base militar en Muthanna, al sur de Samarra, dejando 38 muertos y 16 heridos.
El 16 de julio de 2015, cinco agentes iraquíes y milicianos progubernamentales, así como 6 terroristas, murieron en un ataque de Estado Islámico contra una sede de la Policía en la zona de Al Raqa, a 15 kilómetros al sur de Samarra.
El 21 de agosto de 2015, 27 soldados fueron heridos por un atentado suicida contra sus posiciones. El ataque fue una respuesta a los últimos logros del ejército iraquí en la zona de Yamila, entre Samarra y la provincia de Al Anbar.

#### Tal Afar
El 21 de diciembre de 2014, una fuerza especial perteneciente a los servicios de lucha antiterrorista y denominada Unidad de Oro, bombardeó las posiciones de los combatientes de Estado Islámico en del aeropuerto militar de la ciudad de Tal Afar, 80 kilómetros al oeste de Mosul. Finalmente, tras intensos combates, las fuerzas iraquíes recuperaron el control del aeródromo y los terroristas optaron por retirarse.
Las zonas de Sinyar, Telafar y Al Baay han sido blanco de ataques continuos de la aviación iraquí y de la coalición internacional, que lidera Estados Unidos, contra los refugios y puestos de Estado Islámico.
El 20 de agosto de 2017 las fuerzas iraquíes lanzaron una ofensiva para recuperar la ciudad, luego de varios días de combates, finalmente el 27 de agosto de 2017 las fuerzas iraquíes tomaron el control de la ciudad. Tal Afar fue la última gran comarca, que controlaba Estado Islámico en la provincia de Nínive, después de la recuperación de su capital, Mosul, el que fuera el gran bastión de los yihadistas en Irak.

#### Avances iraquíes
Durante la Navidad de 2014, y con ayuda de milicianos tribales y de la aviación internacional, las fuerzas iraquíes recuperaron unas veinte localidades al norte y al oeste de Bagdad que estaban en manos de yihadistas. Los efectivos gubernamentales lanzaron varias ofensivas simultáneas en esas zonas, donde murieron también decenas de terroristas de Estado Islámico. En la provincia occidental de Al Anbar, catorce aldeas fueron recuperadas por el Ejército iraquí en la zona de Al Yazira, en el oeste de la ciudad de Al Ramadi. La ciudad de Hadiza y el sur de la zona de Saladino fueron bombardeadas por la aviación internacional.
Las fuerzas iraquíes iniciaron una operación en áreas situadas al norte de la localidad de Al Dalueia. Además también fueron liberados el pueblo de Al Tarisha y otros cinco en el sur de Al Dalueia, también se decidió que estas acciones continuarán hasta la recuperación de todas las zonas bajo el control de Estado Islámico en el sur de Saladino.
El 4 de enero de 2015, las fuerzas de seguridad iraquíes mataron a 42 terroristas de Estado Islámico en combates a lo largo del país. Treinta de ellos perecieron en un enfrentamiento en el distrito de Al Baghdadi, diez fueron abatidos en Haditha, y otros dos murieron al ser repelido un ataque cerca de la frontera con Arabia Saudí, que dejó un policía fronterizo iraquí muerto y dos heridos.
Al día siguiente, el ejército liberó los poblados de Al-Bu Hadid y Al-Bu Nasser, en la provincia de Ramadi, y desactivó unos 35 artefactos explosivos dejados por Estado Islámico en las casas de sus habitantes. Por otro lado, 26 yihadistas murieron en otro enfrentamiento en Baiji.
El 12 de enero, 18 terroristas murieron y otros 7 fueron heridos durante una operación realizada por el ejército en Al Nabaeh, al norte de Bagdad.
El 22 de enero, se reportó que el ejército había liberado varias localidades en las gobernaciones de Al Anbar y Nínive, con «decenas» de terroristas muertos.
El 3 de marzo, el Ejército de Irak retomó el poder de localidades estratégicas en Saladino y Hamarin, luego de que el día anterior iniciaran un operativo para recuperar Tikrit, en medio de una fuerte ofensiva contra el grupo yihadista, además liberaron las aldeas de Mubarak al Farhan y Albu Said, a unos 30 kilómetros al este de la población de Al Dur, también estratégicas porque su control permite cortar la vía de suministros de Estado Islámico proveniente de Kirkuk.
El 21 de marzo, las fuerzas de seguridad y milicias chiíes afines liberaron las poblaciones de Albu Jalifa y Albu Janfar, situadas al norte de la ciudad Al Karma, a unos 50 km al oeste de Bagdad.
Las fuerzas gubernamentales mataron a 17 yihadistas e hirieron a otros 17 durante la operación que llevó a la recuperación del control de esas dos localidades.
El 1 de junio, Estado Islámico atacó con coche bomba la instalación militar de Al Mazni, Faluya, provocando al menos 40 muertos, 20 heridos y la destrucción de gran parte de la misma.
El 4 de junio, la aviación iraquí bombardeó un convoy de Estado Islámico en el disrito de Al Qa'im, al oeste de la provincia de Ambar, cerca de la frontera con Siria, matando a 150 terroristas.

#### Mosul
En junio de 2014 el EIIL tomó la ciudad de Mosul de manera rápida, capturando muchas armas y reduciendo al ejército iraquí de manera muy eficaz. Luego que el gobernador de Estado Islámico en Mosul muriera durante la Navidad de 2014, se puso de manifiesto que Estados Unidos planeaba recapturar la ciudad. A fines de enero, las fuerzas iraquíes comenzaron los preparativos para el gran asalto.
El día 21 de diciembre de 2014, alrededor de 5000 soldados peshmerga liberaron una serie de localidades que bordean la urbe. Asimismo, ocuparon un área de 500 km² y cortaron importantes rutas de suministros de Estado Islámico entre Mosul, Tal Afar y Siria. Sin embargo, los oficiales kurdos aseguraron que no tenían intenciones de expandirse más allá de las propias regiones kurdas, y que la responsabilidad de liberar Mosul recaía en el ejército iraquí. Se estima que al menos 255 terroristas habrían muerto durante las operaciones kurdas, incluido el nuevo gobernador de Estado Islámico.
El 17 de octubre de 2016 una fuerza de cerca de 30 mil hombres iniciaron una ofensiva hacia la ciudad de Mosul con apoyo de la coalición internacional liderada por los EE. UU., y como locales por las fuerzas iraquíes y kurdas iraquíes; hasta el 27 de octubre del mismo entre 800 y 900 islamistas de Estado Islámico habrían muerto y las fuerzas locales apoyadas por Estados Unidos están a solo 10 km del bastión de Dáesh. Las fuerzas kurdo iraquíes se mueven en dirección norte sur este y oeste y avanzan de manera muy rápida y su comandante es el general Abdelghani al-Assadi.

##### Entrada iraquí y reconquista de Mosul
La campaña terrestre para recuperar Mosul iniciaba el 16 de octubre de 2016 como un paso más a las ofensivas iniciales para tomar la región que comenzaron el 24 de marzo de 2016. Fuerzas de élite iraquíes avanzaron el 4 de noviembre de 2016 en las calles de Mosul, donde se han topado con una férrea resistencia de los combatientes yihadistas de Estado Islámico.
El 29 de junio de 2017, el ejército iraquí capturó casi por completo la ciudad de Mosul reconquistando la mezquita Al Nuri donde Al-Bagdadi proclamó el grupo islamista Dáesh en el año 2014. Solo quedaron algunos focos de una débil resistencia yihadista en Irak.
Con ello el Gobierno iraquí declaró el fin de Estado Islámico en Irak, aunque no es segura la derrota de Desh en Irak ya que la organización terrorista ha trasladado su capital a la ciudad de Tal Afar dentro de Irak.
Tras de 8 meses de combates, finalmente Mosul fue completamente liberada de Estado Islámico y reconquistada por las fuerzas armadas iraquíes el 8 de julio de 2017. Según datos de la ONU, la liberación de Mosul provocó 80 000 muertos y heridos y el desplazamiento de casi 0,9 millones de personas.

#### Diyala
El 26 de enero de 2015, la provincia de Diyala fue liberada por las fuerzas iraquíes, tras expulsar al Estado Islámico de las últimas localidades que controlaban en el noreste de Baquba, según el jefe de la Policía provincial de Diyala, Jamil al Shammari.
En los meses anteriores, los focos de combate principales se habían producido especialmente en la zona norte. Las últimas luchas estallaron el viernes en una zona ubicada en los alrededores de Muqdadiya, que los terroristas ya habían intentado tomar sin éxito en varias ocasiones.
El 16 de julio de 2015, un yihadista suicida se inmoló en un mercado en Jan Bani Saad, en la provincia de Diyala, a 35 km de Bagdad, provocado 120 muertos y 130 heridos. Días después, el lanzamiento de diez misiles en Baquba provocó nueve muertos. El 22 de julio, el lanzamiento de quince morteros provocó un civil muerto cerca de Jan Bani Saad. También fueron secuestrados trece hombres. Asimismo, seis personas murieron por la explosión de un coche bomba entre las poblaciones de Baladruz y Mandali. El 10 de agosto, un nuevo atentado contra un mercado en Baquba provocó cuarenta muertos y otra explosión al este de la ciudad provocó otros siete muertos. El 8 de octubre, 35 personas murieron y 45 resultaron heridas en un ataque con morteros en la ciudad de Baquba.

#### Kirkuk
El 30 de enero de 2015, Estado Islámico lanzó un ataque sobre la localidad de Kirkuk. Los ataques comenzaron en la madrugada con bombardeos en varias posiciones de los peshmerga, causando al menos cinco bajas, entre ellas la de un comandante kurdo. Maktab Khalid, un área al suroeste de la ciudad de Kirkuk, fue capturada por los yihadistas tras fuertes enfrentamientos con las tropas kurdas, según informes de CNN. se especuló que Estado Islámico buscaría alejar a los kurdos y la coalición de su bastión en Mosul.
Además, en el suroeste de Kirkuk, Estado Islámico atacó posiciones kurdas capturando algunas áreas, incluyendo partes del yacimiento petrolífero de Khabbaz. Se reportó que al menos quince empleados petroleros desparecieron luego de que la compañía perdiera contacto con ellos, y podrían haber sido secuestrados. Posteriormente, fueron encontrados.
El 17 de junio de 2015, la coalición bombardeó diversas posiciones de Estado Islámico en los alrededores de Kirkuk, matando a 45 yihadistas e hiriendo a 22. Asimismo, nueve vehículos y un arsenal fueron destruidos en los ataques.
El 6 de julio de 2015, los yihadistas atacaron posiciones kurdas en las zonas de Mogamaa Shahid, Mariam Beik y el pueblo de Al Morra, donde al principio consiguieron capturar algunas zonas. Los ataques fueron repelidos y murieron decenas de yihadistas y un soldado kurdo.
A mediados de octubre de 2017 el Gobierno Iraquí se hizo con el control total de la provincia de Kirkuk desplazando así a los Peshmerga de dicha provincia la cual estos últimos la reclamaron (al mismo tiempo que reclamaron la independencia del gobierno de Irak) y ante ello se produjeron encuentros violentos entre los Peshmerga y las fuerzas del Gobierno Iraquí.

#### Al Baghdadi
El 12 de febrero de 2015, Estado Islámico se hizo con el 90 % de Baghdadi, una localidad situada en el oeste de Irak, amenazando una base aérea donde las fuerzas militares de Estados Unidos están entrenando a tropas iraquíes. Los funcionarios afirmaron que otro grupo de terroristas atacó entonces la fuertemente vigilada base aérea de Ayn Al Asad, a unos cinco kilómetros al suroeste de la localidad, pero no logró acceder al lugar.
Unos 320 infantes estadounidenses están entrenando a miembros de la Séptima División iraquí en la base, que ya había sido alcanzada por proyectiles de morteros en al menos una oportunidad previa desde diciembre de 2014. El Pentágono aseguró que la base no había sido atacada de forma directa, añadiendo que «hubo informes de fuego indirecto ineficaz en las cercanías de la base».
Sin embargo, varios medios informaron que los terroristas de Estado Islámico habrían penetrado hasta el punto que dichos combatientes estadounidenses hubieran quedado atrapados, lo cual el Pentágono negó.
Posteriormente se indicó que las fuerzas iraquíes lograron repeler del ataque y salvar a las tropas de Estados Unidos
Más tarde, el portavoz del Pentágono reconoció que la base fue en efecto atacada, pero no se sabía con certeza si había sido rebasada.
El ataque fue finalmente repelido por los infantes, saldándose con entre 20 y 25 yihadistas muertos. No se produjeron bajas estadounidenses.
Finalmente, el 6 de marzo de 2015, las fuerzas iraquíes lograron expulsar a los yihadistas de la ciudad. Los combatientes en tierra lograron reconquistar la comisaría y tres puentes sobre el río Éufrates, que estaban en manos del grupo Estado Islámico desde septiembre de 2014. Además, el ejército logró ―con apoyo de la coalición internacional― desplazar a los terroristas de siete pueblos al noroeste de la ciudad, en dirección a Haditha.

#### Al Dur
El 6 de marzo de 2015, las fuerzas iraquíes lograron expulsar al grupo Estado Islámico de la localidad de Al Dur, a 25 km de la ciudad de Tikrit. En las operaciones participaron tropas regulares, así como y milicianos chiíes y tribales, respaldados por la aviación iraquí. Al Dur era otro de los blancos prioritarios de la actual campaña.

#### Ramadi
El 15 de mayo de 2015, Estado Islámico tomó el edificio del gobierno en Ramadi, después de un ataque que inició con dos atentados suicidas y dejó unos 50 muertos. Los terroristas hicieron estallar seis coches bomba durante la madrugada para abrirse camino hasta el recinto fortificado, en el centro de la ciudad. Fue la segunda vez en menos de un mes que intentaban conquistarla.
Al menos 50 personas, en su mayoría policías y civiles armados, resultaron muertas en manos de los yihadistas, después de hacerse con el control de la mayoría de los barrios del centro de la ciudad de Ramadi.
El 22 de diciembre de 2015 las fuerzas iraquíes lanzaron otra ofensiva para recuperar Ramadi, para el otro día aseguraron liberar más del 90 por ciento de la ciudad del grupo Estado Islámico.
Finalmente cinco días después la ciudad fue liberada gracias al esfuerzo del ejército iraquí, de los servicios de lucha antiterrorista, de la fuerza aérea iraquí, las policías locales y federales, así como de todos los combatientes tribales y por supuesto los bombardeos de la coalición internacional liderada por Estados Unidos.
El 9 de febrero de 2016 las tropas de Irak lograron recuperar el control de zonas situadas al este de Ramadi de manos del grupo terrorista Estado Islámico, abriendo la ruta que comunica esta urbe con Bagdad y con una importante base militar. Todavía quedan algunos puntos de resistencia de Estado Islámico.

#### Al Qaim
El 10 de junio de 2015, al menos 16 destacados miembros de Estado Islámico murieron y otros 11 resultaron heridos en un bombardeo de la aviación iraquí en Al Qaim, en el oeste iraquí y cerca de la frontera con Siria. Entre los fallecidos figura Ismail Abu Shami, responsable de los asuntos petroleros del grupo terrorista y que fuera la mano derecha del dirigente Abu Sayyaf, muerto en Siria a mediados de mayo en un bombardeo de la coalición internacional y el director de la policía islámica de Estado Islámico en la vecina Al-Bukamal, en el lado sirio de la frontera, mientras que otros dos eran supuestamente cabecillas del batallón Khorasán. Además, fueron abatidos un dirigente de saudí y otro pakistaní.
Finalmente Al Qaim fue liberada de Estado Islámico en noviembre de 2017.

#### Al Anbar
El 27 de junio de 2015, las fuerzas iraquíes obtuvieron sus primeros logros en Ramadi tras arrebatar los barrios de Al Thas y Al Hamira. Asimismo, 17 soldados murieron en un atentado contra una improvisada base militar en Faluya.
El 13 de julio de 2015, las fuerzas iraquíes iniciaron una masiva operación militar desde dos frentes (Fallujah y Ramadi) para expulsar a Estado Islámico de la provincia Al-Anbar. En la primera operación, las fuerzas conjuntas iraquíes han logrado dominar la localidad de Al-Tash, en el sur de Ramadi, capital de Al-Anbar, tras infligir grandes pérdidas en las filas de Estado Islámico. El ejército y los voluntarios armados iraquíes se hicieron con Al-Malaab al-Olumbi, en el oeste de Al-Anbar, y luego repelieron un ataque de Estado Islámico contra esta zona. En esta provincia, las fuerzas de seguridad iraquíes han recuperado el control del barrio de Al-Mazyaq, en la ciudad de Al-Jalediya, en una operación que ha acabado con la vida de miembros de Estado Islámico y ha provocado la huida de decenas de otros terroristas.
Conforme a fuentes fidedignas, entre los terroristas abatidos se encuentran 6 cabecillas. Asimismo, el 13 de julio habían caído las localidades de Albu Shayal y Al-Shiha, ubicadas en el este de Ramadi, las fuerzas iraquíes mataron a varios yihadistas antes de hacerse con el control de la zona de Al-Malaab al-Olumbi, en el oeste de la provincia. En otro operativo similar, el Ejército secundado por las fuerzas populares, conocidas como Al-Hashad Al-Shabi, recuperaron el dominio total de la localidad de Al-Sayar, situada en el norte de Fallujah, que estaba bajo el control de Estado Islámico, y aseguraron haber matado a más de 160 terroristas.
El 26 de julio de 2015, el ejército iraquí recapturó la universidad de Al Anbar, en Ramadi, y avanzó por el barrio de Al Tamim. Asimismo, recapturó la colina de Masheideh. Durante la semana, murieron 18 soldados en ataques suicidas.
El 13 de agosto de 2015 murieron quince soldados y cinco resultaron heridos en una emboscada contra los uniformados, que se dirigían a Al Hamdiya desde Al Buaziya, en Ramadi. En respuesta, diez yihadistas murieron por el bombardeo contra sus posiciones en Al Hamdiya. Y diecisieste soldados murieron en el Instituto Técnico de Saqawiyah, Faluya, por cuatro coches bomba. Después, estallaron enfrentamientos, que destruyeron seis vehículos del ejército iraquí; no se precisaron datos sobre las bajas de Estado Islámico. Además, tres soldados fueron asesinados por Estado Islámico al este de Faluya. Como contraataque, cuatro yihadistas murieron por fuego de artillería cerca de Faluya.
El 22 de agosto, 50 soldados murieron en dos emboscada, según informó un alto funcionario provincial. El 23 de agosto, el jefe de las operaciones militares en Anbar, el mayor general Qassim al-Dulaimi, resultó levemente herido en un ataque con atentados suicidas y disparos de mortero en la zona rural de Jaramshah, norte de Ramadi, que dejó 17 soldados y seis milicianos suníes muertos. El 27 de agosto, Estado Islámico atacó con seis coches bomba la sede que dirige las batallas contra Estado Islámico en la zona de Al Tarah, norte de Ramadi, que causó la muerte a cinco personas, entre ellos al vicecomandante de operaciones en Al Anbar y al comandante de la X Brigada del Ejército. Mientras tanto, el Ejército iraquí recapturó la zona de Yaba, 90 km al norte de Ramadi; murieron 27 miembros de Estado Islámico y 5 miembros de tribus.
El 2 de septiembre, 12 soldados murieron y 16 fueron heridos en dos atentados suicidas en la zona de Al Buhaya y Mashtur, cerca de Haditha. En los enfrentamientos posteriores, ocho yihadistas y tres soldados murieron. Asimismo, siete terroristas murieron en un ataque aéreo de la coalición al oeste de Ramadi. El 8 de octubre, el ejército iraquí, respaldado por la coalición internacional, logró liberar los distritos de Zankura, Albu Jleib y Al Adnaniyah, entre otros, al norte y oeste de Ramadi.

#### Sinjar
Estado Islámico se apoderó de Sinjar en agosto de 2014, cometiendo atrocidades de todo tipo contra la minoría religiosa yazidí que vivía en la ciudad. Miles de yazidíes quedaron entonces atrapados durante semanas en condiciones muy difíciles en los montes Sinjar. Esta situación dramática fue uno de los motivos esgrimidos por Washington para lanzar una campaña de ataques aéreos en Irak contra Estado Islámico. El 12 de noviembre de 2015 las fuerzas kurdas iraquíes con apoyo de la aviación de la coalición internacional lanzaron una amplia ofensiva contra Estado Islámico para recuperar la ciudad norteña de Sinjar, situada en una ruta de aprovisionamiento estratégica de los yihadistas. Más de 20 000 combatientes avanzaron desde las montañas de Sinjar, al norte de la ciudad, y desde el este y el oeste de la ciudad.
Finalmente el 13 de noviembre los kurdos con ayuda de los bombardeos de la coalición internacional lograron liberar Sinjar cortando la ruta de aprovisionamiento de Estado Islámico.

#### Toma de Faluya por Estado Islámico, y reconquista iraquí
El 22 de mayo de 2016 fuerzas iraquíes con apoyo de la aviación estadounidense lanzaron una gran ofensiva con el motivo y objetivo de recuperar el gran bastión de Estado Islámico en Irak. Faluya está aproximadamente a 65 kilómetros al oeste de Bagdad y ha estado bajo el control de Dáesh durante más de dos años. NBC News indicó citando a un alto oficial, cuyo nombre no se reveló, que hay 20 000 fuerzas de seguridad participando de la operación, mientras se espera la llegada de otras 15 000. Además aviones de combate iraquíes atacaron Faluya y mataron a decenas de combatientes de Estado Islámico. También fue alcanzado un taller para la fabricación de bombas.
Finalmente el 26 de junio de 2016 y después de dos años de control yihadista y tras violentos combates, el Ejército de Irak desalojó al Estado Islámico de la ciudad de Falluyah, considerada por el autoproclamado "califato" como uno de sus principales bastiones. Faluya, la segunda ciudad más importante de la provincia de Al Anbar, estaba considerado como el principal bastión de Estado Islámico tras la ciudad septentrional de Mosul.

#### Destrucción del patrimonio de la humanidad por Estado Islámico en Irak
Estado Islámico llevó a cabo destrucción de varios patrimonios de la humanidad y templos religiosos en Irak. Un caso es el de la tumba del Profeta Jonás ubicada en una mezquita en Mosul el 24 de julio de 2014, no solamente destruyeron dicha tumba a mazazos sino que también destruyeron el santuario del imán Aun Bin Al Hasán.
Estado Islámico llevó a cabo la destrucción de templo sagrado de Nabu en la ciudad asiria de Nimrud, Nimrud era considerada la capital del mundo hace tres milenios el complejo fue la capital del mundo. Asurnasirpal II, uno de los grandes reyes guerreros de la civilización asiria, transformó la ciudad bíblica de Calah en una gran urbe, borrada del mapa por ISIS. Dáesh también han anunciado la demolición de varias puertas de la antigua ciudad asiria de Nínive, un recinto de 750 hectáreas plantado en Mosul en los alrededores de la confluencia de los ríos Tigris y Josr. En concreto, los yihadistas han reducido a escombros las puertas de Mashki ―‘la puerta de los abrevaderos’― y Adad ―que lleva el nombre de un dios homónimo, deidad de la tormenta para acadios, asirios y babilonios―. En un vídeo han difundido su intención (con ayuda de dios, según ellos) de destruir las pirámides de Giza en Egipto.

#### Hawiya
El 21 de septiembre de 2017 una ofensiva es llevada a cabo por las fuerzas iraquíes apoyadas por la coalición internacional arremete contra Hawiya (norte), último bastión urbano en manos de Dáesh en Irak dentro de la provincia de Kirkuk. Finalmente logran capturarla a principios de octubre del mismo año. Con la captura de Hawiya, el último bastión de los milicianos de negro en el norte de Irak, la única zona que sigue bajo control de Estado Islámico, es una franja junto a la frontera oeste con Siria. Hawiya está situada cerca de la ciudad petrolera de Kirkuk, dentro de la misma provincia de Kirkuk.

#### Rawa, Al Rumana y Al Qaim
El 17 de noviembre de 2017 fuerzas iraquíes anunciaron la liberación de Rawa de Dáesh, estas junto a la milicia suní Multitud de los Clanes, avanzaron desde tres direcciones (sur, este y oeste). Esta ciudad y la población homónima eran las últimas áreas dominadas por Dáesh en el territorio iraquí, después de haber perdido Al Rumana y Al Qaim el mes de noviembre de 2017. Tras esta victoria, el 9 de diciembre el primer ministro Haider al-Abadi anunció oficialmente "el fin de la guerra contra Daesh", al considerarse totalmente derrotado en Irak al grupo terrorista.

### Siria

#### Raqa
El 14 de enero de 2014 la ciudad de Raqa es tomada por Estado Islámico y la convierte en el principal bastión y capital de su organización en Siria.
El 10 de agosto de 2014, Estado Islámico lanzó un asedio sobre la base aérea de Al Tabqa. Una semana después, la Fuerza Aérea bombardeó el complejo, matando a 31 terroristas y ocho civiles, mientras que el Ejército envió refuerzos.
El 19 de agosto, se dieron las luchas más feroces, empezando con dos ataques suicidas, seguidos de un asalto en tierra por 200 yihadistas. El combate no amainó sino hasta el día 22 de agosto, cuando Estado Islámico intentó penetrar el cerco por tercera vez, que fue repelido una vez más.
El 24 de agosto de 2014, los yihadistas consiguieron penetrar en la base y capturar varias partes de la misma, al mismo momento en que el Ejército se retiraba, dejando una pequeña guarnición detrás. La base fue capturada ese mismo día. Estado Islámico destruyó un MiG 21 y capturó grandes cantidades de armamento, mientras que el resto de los aparatos pudieron ser evacuados.
El 27 de agosto, 20 soldados fueron capturados en las zonas circundantes, mientras que 27 militares y 8 terroristas murieron en combates en los campos al este de Hama.
El 28 de agosto de 2014, la aviación siria bombardeó una reunión de comandantes y jueces de la Sharia, matando a la mayoría de los presentes. También fue bombardeado un campo de entrenamiento de Estado Islámico, cerca de la represa de Baath. Según el OSDH, 160 soldados sirios fueron ejecutados por Estado Islámico entre los días 27 y 28. En el combate murieron 346 terroristas y alrededor de 400 soldados (250 de estos últimos, ejecutados).
El 14 de septiembre de 2014, la aviación siria lanzó un ataque contra un campo de entrenamiento, cerca de la frontera entre las provincias de Deir Ezzor y Raqa, matando al menos a diecisiete yihadistas, incluyendo un niño.
A fines de noviembre de 2014 se intensificaron los bombardeos sobre Raqa. Un ataque de la Fuerza Aérea mató a alrededor de 135 personas, en su mayoría civiles. Los medios locales dieron a conocer que unidades del Ejército habrían destruido un túnel de 30 metros y un edificio ocupado por los terroristas.
Por otro lado, militantes sirios afirmaron que 10 personas ―incluyendo 3 yihadistas de Estado Islámico― murieron durante un bombardeo sobre un puente en el río Éufrates.
El 26 de mayo de 2015, la Fuerza Aérea volvió a atacar la base aérea, matando a 140 terroristas.
El 6 de agosto de 2015, la coalición internacional bombardeó un cuartel yihadista en Al Tabqa, causando la muerte a 29 terroristas.
El 15, 16 y 17 de noviembre de 2015 luego de los atentados de París de noviembre de 2015, Francia llevó a cabo masivos bombardeos sobre Raqa, la capital de Estado Islámico en Siria junto a Estados Unidos. Rusia por su parte también decide bombardear la ciudad el día 17 del mismo mes.
El 5 de noviembre de 2016, las FDS lanzan una ofensiva denominada Ira del Éufrates para aislar la ciudad con el apoyo de los bombardeos de la coalición internacional. El 6 de marzo de 2017 las FDS cortan las rutas de aprovisionamiento hacia los territorios del este.
El 14 de junio de 2017 violentos combates se registran en las puertas de la ciudad tras una progresión desde el este y oeste.
Finalmente el 17 de octubre de 2017 luego de cuatro meses de combates las Fuerzas Democráticas Sirias junto al apoyo de los bombardeos de la aviación estadounidense lograron recuperar el control de la ciudad de Raqqa, tras estar desde el año 2014 en poder de Estado Islámico.

#### Ofensivas para la reconquista de Raqa

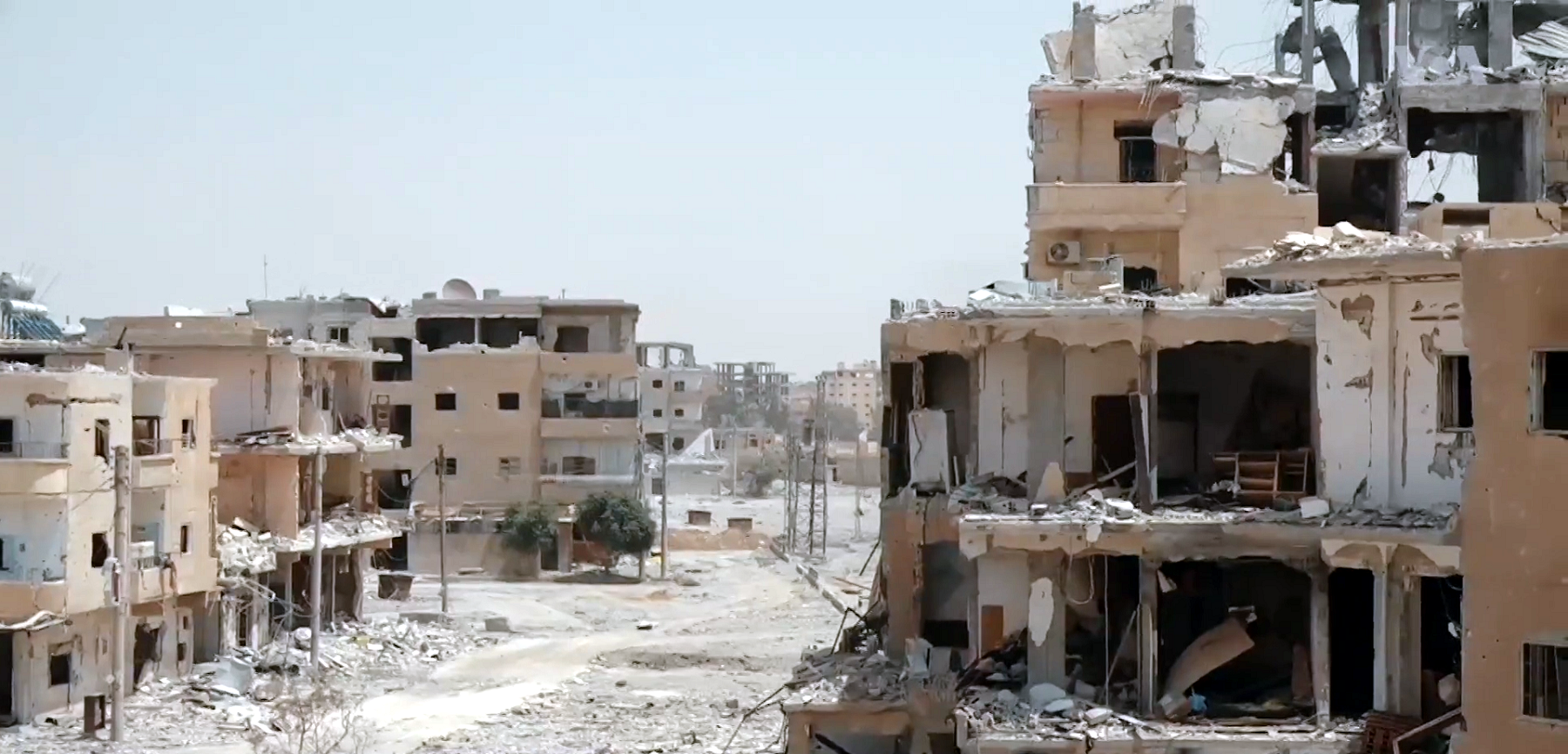
Al Raqa en agosto de 2017

El 24 de mayo de 2016 las fuerzas kurdas y las milicias sirias ―con el respaldo de la aviación estadounidense― lanzaron su mayor golpe para tratar de retomar el control del principal bastión de Estado Islámico en Siria (Raqa).
Para el 4 de mayo de 2016 las tropas sirias lograron entrar en la ciudad apoyados por los bombardeos de la aviación rusa, es la primera vez que en dos años las tropas sirias logran entrar en Raqa.
El principal objetivo de la operación es alcanzar la ciudad de Tabqa, el lago Asad y recuperar el control de la carretera que une Raqa con Alepo.
El 6 de junio de 2017 las Fuerzas Democráticas Sirias entraron en Raqa apoyados por la aviación estadounidense. Las FDS entraron en un barrio al este de Raqa llamado Al Meshleb. Estas fuerzas sirias comenzaron a avanzar en noviembre de 2016, con el inicio de la Operación Ira del Éufrates, recuperando amplias zonas controladas por los terroristas. La ciudad está rodeada desde el este, el norte y el oeste.

#### Asalto al yacimiento de Shaer en Homs
En la noche del 16 de julio de 2014, Estado Islámico lanzó un asalto masivo al yacimiento gasífero de Shaer, situado en la región del desierto de Palmira. El ataque comenzó como un atentado suicida, seguido por ataques a los puestos de control del Ejército. Tras 12 horas de combate, los terroristas capturaron los ocho puestos de control militar y se aseguraron el campo de gas.
Después del ataque, Estado Islámico publicó en Internet un video en el que mostraban dos lanzacohetes y dos tanques que habrían capturado, así como los cuerpos de 50 personas, muchos aparentemente ejecutados.
Poco después, los militares lanzaron una contraofensiva para recuperar el campo de gas, que incluyó ataques aéreos. Al día siguiente, las fuerzas especiales sirias, que se unieron a la batalla como tropas gubernamentales recuperaron partes del campo de Shaer. Entre 11 y 20 soldados, y entre 30 y 40 terroristas de Estado Islámico murieron durante los enfrentamientos del día.
El 19 de julio de 2014, una aeronave siria debió retirarse del campo debido al fuego de ametralladoras pesadas de 23 mm desde posiciones de Estado Islámico, mientras que la batalla pareció asentarse en tácticas de «golpear y correr», luego de que las fuerzas gubernamentales lograran recapturar grandes áreas del campo de gas, pero todavía estaban tratando de tomar el control de los alrededores.
Más tarde, se informó que entre 60 y 65 soldados murieron durante el día, ya fuere por fuego amigo o en la lucha contra el grupo Estado Islámico.
Al día siguiente (20 de julio de 2014), las fuerzas del gobierno expulsaron al grupo Estado Islámico fuera del campo de gas, mientras que la lucha continuó en sus alrededores. Según otra fuente, Estado Islámico todavía tenía el control del campo de gas, a pesar de los esfuerzos del Ejército.
El 22 de julio de 2014, los nuevos refuerzos del gobierno llegaron a la base aérea de Tiyas, al este de la ciudad de Homs, mientras que otros seis soldados perecieron.
El 26 de julio de 2014, el Ejército recapturó el campo de gas y las colinas circundantes, después de que las fuerzas de Estado Islámico se retiraran. Según los militares, esto se logró gracias a una «operación de precisión en la que murieron decenas de terroristas».
Por su parte, Estado Islámico afirmó que cumplió su objetivo, ya que se retiraron después de destruir las instalaciones y capturar al menos 15 tanques y decenas de cohetes.

#### Recaptura de Shaer
El 28 de octubre de 2014, Estado Islámico volvió a atacar la refinería. Sin embargo, para las 9 a. m. del 29, el ejército recuperó algunos sectores de la misma, y el 30 de octubre tomaron el control de los pozos 101 y 102.
En cambio, el OSDH reportó que los terroristas se habían hecho con el campo ese mismo día, forzando a los militares a retirarse. Al día siguiente, Estado Islámico capturó la Compañía de Gas de Hayyan. Al Masdar informó que habían intentado asediar la base T4, ataque que fue repelido por el ejército.
Asimismo, el medio también reportó que, para ese momento, se habían producido 36 bajas en el bando gubernamental, y 100 terroristas cayeron muertos.
Estado Islámico también se hizo con la colina de Zimlat Al Maher (Siriatel), obligando a los militares a retirarse a la base T4.
El 3 de noviembre de 2014, Estado Islámico tomó el yacimiento de Jahar, mientras que el ejército capturó la aldea de Kherbet Al Tayyas. El día 5 recuperaron Zimlat Al Maher y aseguraron los campos de Jahar y Al Moher, así como la compañía de Hayyan. Si bien Estado Islámico retenía partes de la refinería, no tardaron en emprender la retirada debido a la artillería y los bombardeos aéreos. Según Al Masdar, el ejército tomo como prisioneros a 13 yihadistas, 12 de ellos extranjeros (9 chechenos, 2 saudíes y 1 malayo).
El 6 de noviembre de 2014, el ejército terminó de asegurar el yacimiento de Shaer y la colina de Siriatel. En esta segunda batalla murieron 250 yihadistas, 27 soldados sirios y 31 integrantes de las Fuerzas de Defensa Nacionales.

#### Deir Ez Zor
El 3 de diciembre de 2014, Estado Islámico atacó posiciones militares mediante coches bomba manejados por suicidas. Tres días más tarde, los terroristas lanzaron una ofensiva ― «en gran número» y «desde varios ejes», en palabras del experto militar Hassan Hassan― contra el aeropuerto militar de Deir Ezzor.
Si bien consiguieron algunos avances durante el primer par de días, no lograron penetrar la línea de defensa, por lo que la ofensiva fue repelida por tropas del ejército sirio y bombardeos realizados por la aviación de ese país sobre un convoy de suministros. Como resultado del fallido ataque, murieron al menos 100 yihadistas, entre ellos 30 extranjeros.
El intento de ocupación continuó por semanas, y el 19 de diciembre de 2014 el Ejército afirmó haber eliminado al menos a 190 terroristas durante las 72 horas previas.
El 24 de ese diciembre, 11 yihadistas de Estado Islámico, entre ellos un jordano y un egipcio, habrían perecido a causa de otra operación realizada por el ejército sirio.
La ejecución de tres civiles atrajo la ira de los residentes de las ciudades de Sbeihan y al-Dweir, que arremetieron contra una reunión de yihadistas de Dáesh (Estado Islámico),
destruyendo una camioneta equipada con una ametralladora pesada y matando a los siete terroristas que iban a bordo de la misma.
Durante enero de 2015, al menos 74 terroristas habían muerto en combates contra el ejército sirio en diversas zonas de la capital provincial y seis pueblos que la rodean, así como también el aeropuerto militar.
A principios de febrero de 2014, Estado Islámico debió retirarse hacia las localidades de Al Muhasan y Al Buarm ante la contraofensiva del ejército en el aeropuerto.
El 6 de agosto de 2015, 11 yihadistas murieron por el bombardeo efectuado por la coalición internacional contra el antiguo edificio del Organismo de Consumo, ahora un tribunal de los yihadistas, en Al Mayadin (Deir Ezzor).
El 5 de septiembre de 2017 las fuerzas sirias apoyadas por la aviación rusa entraron en la ciudad y declararon la victoria sobre los terroristas para el 25 del mismo mes las fuerzas sirias apoyadas por Rusia controlan el 85 por ciento de la ciudad. Cabe destacar que en el asedio murieron un Teniente General ruso que dirigía el comando de las acciones y tres soldados rusos más. La victoria en dicha ciudad fue tildada de la mayor sobre el grupo terrorista desde el año 2014.[cita requerida]
A principios de noviembre de 2017 los medios oficiales sirios anunciaron que el ejército, apoyado por la aviación rusa, reconquistó la totalidad de la ciudad de Deir Ezzor, situada en el este del país, rico en petróleo. Por su parte la agencia Sana indicó que Deir Ezzor fue "totalmente liberada".

#### Alepo
El 14 de diciembre de 2014, las fuerzas armadas leales al Gobierno sirio fortalecieron su asedio sobre el sector rebelde de Alepo, avanzando hacia la única vía de aprovisionamiento entre esa ciudad y Turquía, mientras el emisario de la ONU intentaba obtener un alto el fuego.
En esta contienda participaron rebeldes moderados y combatientes del Frente al Nusra. Un vehículo militar fue dañado y tres soldados tomados como prisioneros, además 34 terroristas islamistas murieron.
El 8 de enero de 2015, Al Nusra lanzó un asedio contra las localidades chiíes de Al Zahra y Nubl, y encontraron feroz resistencia de las Fuerzas de Defensa Nacionales ―compuestas por civiles― y Hezbolá. La ofensiva fue repelida por ambas organizaciones, que aseguraron haber eliminado al menos a 175 terroristas.
El 28 de mayo, Estado Islámico lanzó una ofensiva contra los rebeldes y el Frente Al Nusra para conquistar la ciudad de Azaz y el paso fronterizo con Turquía de Bab Salama. Durante los primeros nueve días, Estado Islámico arrebató a sus oponentes las localidades de Sauran Azaz, Garnata y Al Taqla. También se produjeron enfrentamientos en la aldea de Shij Rih, que dejaron 14 milicianos de Estado Islámico y 6 rebeldes muertos. Pero, al final, ni consiguieron tomar el puesto fronterizo ni Azaz. Durante la ofensiva, murieron 87 yihadistas, 35 de ellos extranjeros, y 67 rebeldes.
Durante el mes de julio, tanto Estado Islámico y el Frente Al Nusra como la oposición moderada, apoyada por Estados Unidos, cercaron a las tropas leales al régimen y a las milicias afines en la ciudad de Alepo, que se encuentra en una grave crisis humanitaria.
El 10 de agosto, el Frente Al Nusra decidió abandonar sus posiciones en pueblos de la frontera entre Alepo y Turquía y en otras zonas del norte de Alepo, cediendo su control al Frente Levantino, un conglomerado de facciones islamistas opositoras. Ese mismo día, Estado Islámico lanzó una ofensiva contra los rebeldes por el control de la fronteriza ciudad de Marea. El ataque comenzó con la toma de control de la aldea Un Hos, en el que murieron 37 rebeldes y 10 yihadistas. Al día siguiente, cuatro atentados suicidas en Marea provocaron la muerte de 25 rebeldes y ocho yihadistas, cuatro de ellos suicidas. En paralelo, los yihadistas trataron de avanzar por el eje que conforman el área de Al Mazra y el pueblo de Hirbel, en las proximidades de Marea. Asimismo, la coalición bombardeó a Estado Islámico en los alrededores de Al Mazra en las zonas de Un Hush, Un Qura y Hur al Nahar. El objetivo de la ofensiva es, según el OSDH, «cerrar el nudo en torno a Marea». Estado Islámico continuó su avance capturando la localidad de Tlaline. También controla la carretera situada al oeste de la localidad, que conduce a la frontera turca, a 25 km.
También el 11 de agosto, Estado Islámico atacó el aeropuerto militar de Kueires, Alepo, que se saldó con al menos 26 yihadistas y 15 soldados muertos. El 24 de agosto, Estado Islámico volvió a atacar Kueires y la ofensiva continúa. Ambas partes están utilizando artillería y la aviación siria bombardea posiciones yihadistas. Hasta el momento, han muerto 62 yihadistas y 51 soldados sirios, entre ellos 40 oficiales.
El 27 de agosto, Estado Islámico tomó el control de cinco localidades, dos de ellas en la frontera con Turquía, y rodeo casi por completo la ciudad de Marea. Durante la primera semana de octubre, Estado Islámico realizó su mayor expansión desde agosto: conquistó las aldeas de Tel Farah, Fafin, Kfar Suis, Maarata y Kafr Qars, la prisión de Andrat y la escuela de Infantería, en el norte de Alepo.
El 16 de octubre de 2015 las fuerzas sirias lanzaron una nueva ofensiva con objeto de recuperar Alepo. En este nuevo esfuerzo militar le acompañan Rusia con apoyo aéreo, cientos de milicianos del partido chií libanés Hizbulá y, según aseguran fuentes diplomáticas, soldados iraníes.

#### Al Hasakah
En duros combates que tuvieron lugar en el sur de la capital provincial de Al Hasakah, el ejército sirio eliminó a alrededor de 50 terroristas de Estado Islámico. Asimismo, una fuente militar precisó que unidades repelieron un ataque llevado a cabo contra la zona de Tal Ghazal situada al sureste de la ciudad de Qamishli, logrando causar bajas y heridos al enemigo.
El 24 de diciembre, el ejército lanzó un nuevo ataque en Tal al-Qassayeb y Tal Ghazal, matando a 70 terroristas.
En la primera semana de febrero de 2015, las fuerzas de seguridad recapturaron 25 pueblos a lo largo de la provincia, e indicaron que se dirigían a Tal Bark ―a 25 km de distancia― y Tal Amis, uno de los principales bastiones de los terroristas en la región.
Según fuentes locales citadas por la agencia Al Hadath, el avance gubernamental habría forzado a Al Baghdadi a huir a la gobernación iraquí de Nínive.
El 27 de febrero, tras cinco días de combates, los soldados peshmerga arrebataron el control de 103 aldeas de la provincia noroccidental siria de Al Hasaka a los terroristas de Estado Islámico. Al menos 282 yihadistas perecieron en los combates. Según informes, este avance fue realizado bajo el «apoyo eficaz» de la aviación de la coalición internacional.
El 30 de marzo, varios medios locales reportaron que las fuerzas sirias habían liberado 33 localidades de la gobernación, que se encontraban bajo control de Estado Islámico.
El 14 de septiembre, dos coches bomba estallaron frente bases militares sirias y kurdas en la ciudad de Al Hasakah, que dejaron 26 muertos. Y al día siguiente, 7 personas más murieron en un atentado suicida contra la sede del Departamento de Recursos Hídricos en el barrio de Maishiah.[cita requerida]

#### Asalto al yacimiento petrolero sirio de Omar
El OSDH confirmó que Estado Islámico se había hecho con en el yacimiento petrolero sirio de Omar, e informó que durante la operación murieron al menos 19 terroristas, 12 de ellos extranjeros. La organización no señaló si la autoría del hecho recaía en Siria o en Estado Islámico, pero resaltó que fue informada de la llegada de tropas después de los ataques aéreos. Un comandante de alto rango a cargo de los yacimientos de petróleo llamado Abu al-Teem al-Saudi fue asesinado.

#### Palmira
Entre los días 13 (cuando Estado Islámico se apoderó de la histórica ciudad de Palmira) y el 17 de mayo de 2015, después de violentos combates con el ejército en esa misma localidad, Estado Islámico «se retiró de la mayoría de los barrios» del norte de la ciudad, menos de 24 horas después de haberse apoderado de esa zona. El gobernador de Homs, provincia de la que forma parte Palmira, indicó por su parte que el ataque de Estado Islámico en el norte de la ciudad había sido «abortado». Además, cuatro jefes del grupo yihadista habrían sido abatidos en una operación militar de Estados Unidos, según el OSDH. El director de la ONG, Rami Abdel Rahman, precisó no obstante que «los combates continuaban en la periferia norte de Amiriya entre fuerzas leales (al presidente sirio Bashar al Asad) y los yihadistas». Pese a la retirada, la amenaza seguía presente, ya que los terroristas rodeaban prácticamente toda la ciudad y se encontraban a 1 km del sitio arqueológico de Palmira, declarado patrimonio mundial de la humanidad por la Unesco. Se estima que murieron más de 500 personas en dos días.
El 22 de mayo, Al Tanaf, el último puesto fronterizo con Irak que todavía quedaba en manos de las autoridades sirias, cayó en manos de Estado Islámico.
Además, tomó las antiguas ciudad de Nimrud y Dur Sharrukin y las antiguas ciudades de Hatra y Nimrud (asiria). Al apoderarse de las ruinas de Palmira, Dáesh voló el Templo de Bel, de unos 2000 años de antigüedad, el Templo de Baal Shamin y otros restos inigualables como las torres funerarias, el Arco del Triunfo y una parte de la calle de las columnas.
El 17 de julio de 2015 el Ejército sirio, apoyado por combatientes del Movimiento de la Resistencia Islámica de El Líbano (Hezbolá) tomó el control de las localidades de Al-Maqale y Al-Mashtal. Palmira, uno de los seis sitios en Siria declarados Patrimonio de la Humanidad por la Organización de las Naciones Unidas para la Educación, la Ciencia y la Cultura (Unesco), cayó en manos de los takfiríes a finales del pasado mayo.
El 16 de marzo de 2016, diez meses después de que Dáesh la conquistara, las tropas del presidente Bashar al Assad, acompañado por fuerzas rusas recuperaron el control sobre toda la ciudad y las ruinas arqueológicas que son Patrimonio de la Humanidad. El Ejército sirio inició su ofensiva a principios de marzo con apoyo de la Fuerza Aérea de Rusia la cual en las 40 intervenciones, los aviones de combate rusos bombardearon al menos 120 bases yihadistas. Según el OSDH, en los combates murieron 400 milicianos de Dáesh y unos 180 soldados.
El 11 de diciembre de 2016 los yihadistas de Dáesh reconquistaron la ciudad luego de haberla perdido ocho meses atrás por el régimen sirio. La ofensiva de Dáesh duro cuatro días y en el combate se llegó a rodear casi por completo la base ruso-siria T4, la cual queda cerca de dicha localidad.
El 2 de marzo de 2017 milicias afines al gobierno sirio, fuerzas sirias y rusas (con la participación de sus fuerzas especiales) liberaron la ciudad luego de un mes y medio avanzando 60 km adentro de la ciudad, en cuanto a las pérdidas de los terroristas ascienden a más de 1000 muertos y heridos. Han sido destruidos 19 tanques, 37 coches blindados, 98 camionetas con el armamento pesado y más de 100 vehículos.
En esta batalla el general mayor ruso Petr Milyukhin fue gravemente herido al pisar una mina. Posteriormente fue trasladado a un hospital en Moscú (Rusia).

#### Avances sirios hacia Palmira y hacia otras zonas
Durante la noche del 8 de julio, el Ejército sirio logró avanzar y tomar la localidad de Al Bairat acercándose hacia Palmira, y precisaron que la aviación bombardeaba la parte norte de la ciudad donde se ubica un campo militar según comunicó la televisión nacional siria. Las tropas gubernamentales expulsaron a los yihadistas desde el barrio de Nazel al Hayal, a 6 km de Palmira. Otras unidades del ejército sirio, apoyadas por las milicias, liberaron de los yihadistas el sudeste de la ciudad de Al Hasakah, uno de los centros administrativos de los kurdos sirios. La televisión nacional de Siria informó que el ejército destruyó un campo del Frente al Nusra, entre la ciudad de Latakia y la frontera con Turquía. Durante la operación los militares abatieron a 25 terroristas.
Anteriormente, se comunicó que las tropas sirias, con respaldo de Hezbolá, continuaban atacando al Frente al Nusra cerca de la ciudad de Zabadani.

#### Avances de Estado Islámico en Homs (abril-agosto de 2015)
En pocos días, el grupo terrorista se hizo con el control de gran parte del este de Homs, limítrofe con la provincia iraquí de Al Anbar. El 13 de mayo, los yihadistas iniciaron una ofensiva en la parte oriental de Homs, donde capturaron los pueblos de Al Sujna y Al Ameriya, así como la ciudad monumental de Palmira y los yacimientos de gas de Al Arak y Al Hil. Para mediados de ese mes, Estado Islámico controlaba la mitad de la República Siria.
El 25 de mayo, el grupo terrorista, además, tomó el control de nuevas zonas de la provincia de Homs, informó el OSDH. Los extremistas avanzaron por la ruta que une la ciudad monumental de Palmira ―que había caído el día 20― con Damasco y se hicieron con el dominio de unas minas de fosfato y viviendas adyacentes en el área de Jinifis. Asimismo, también se hicieron con Al Walid, también conocido como Al Tanf, el último paso fronterizo entre Siria e Irak.
El 2 de junio, Estado Islámico tomó el control de la localidad de Basire, situada en un importante cruce de carreteras, que conduce a Damasco hacia el sur y Homs.
El 6 de agosto, Estado Islámico arrebató el control al régimen sirio de la estratégica localidad de Quariatain, tras el ataque con 3 coches bomba, que dejó 18 soldados muertos. A principios de junio, fue reconquistada por tropas sirias. Tras tomar el control, secuestró a 230 personas, entre ellos 60 cristianos. Asimismo, liberó 22 cristianos en el norte de Siria.

#### Tal Abyad
El 31 de mayo de 2015, las fuerzas kurdas y los mercenarios del ELS (Ejército Libre Sirio) lanzaron una ofensiva sobre la localidad de Tal Abyad, fronteriza con Turquía, que se encontraba desde hacía más de un año en poder de Estado Islámico. Para el 16 de junio, Tal Abyad se encontraba en manos aliadas
La ofensiva concluyó en 10 de julio, y las fuerzas aliadas estaban a menos de 35 km de Raqa.

#### Manbij
El 31 de mayo de 2016 combatientes árabes y kurdos sirios lograron entrar en la ciudad de Manbij con apoyo de los bombardeos de la coalición aérea estadounidense. Manbij, era un bastión del grupo Estado Islámico en el norte de Siria, todo un avance en su ofensiva por querer reconquistar la ciudad. Finalmente el 6 de agosto del mismo, las FDS kurdo árabes lograron recuperar la ciudad tras dos meses de ofensiva contra esta localidad estratégica del norte de Siria. Además gracias a los bombardeos de la coalición lograron arrebatar varias localidades aledañas a Manbij. En dicha ciudad se presume que tres soldados estadounidenses murieron debido al impacto de un misil guiado por láser.
Finalmente el 13 de agosto de 2016 las fuerzas kurdo-árabes liberaron en su totalidad a la ciudad de Manbij de Estado Islámico, al liberarla los terroristas liberaron a casi 2.000 personas que tenían como escudo.

#### Al Bab
Luego de intensos combates (desde hacia más de tres meses) y con la participación de fuerzas turcas, Hizbullah, fuerzas rusas, fuerzas del gobierno sirio y del ELS la ciudad del Al Bab se liberó casi en su totalidad el día 23 de febrero de 2017 luego de combates contra Dáesh, según el ministro de Defensa turco lo peor de la batalla paso y casi por completo la ciudad se logró liberar.

#### Al Tabqa
A fines de marzo de 2017 cientos de civiles huyeron de la ciudad debido al enfrentamiento de las fuerzas de Estado Islámico y las de las Fuerzas Democráticas Sirias (FSD), una alianza armada liderada por milicias kurdas. Las FSD tratan de progresar en dirección a Al Tabqa, luego de conquistar la carretera que une esta localidad con el este de la vecina provincia de Alepo y la ciudad de Al Raqa y buscan estrechar el cerco en torno a Al Tabqa para irrumpir en su interior. Las FSD (apoyadas por Estados Unidos) informaron de que sus combatientes se hicieron con el dominio total del aeropuerto militar de Al Tabqa, a unos 58 kilómetros de Al Raqa.

#### Al Sujna
El 12 de agosto de 2017 el Ejército de Siria liberó la ciudad de Al Sujna, considerado el mayor bastión del grupo terrorista Estado Islámico en la Provincia de Homs, además de liberar la aldea de Al Terfawe, al noreste de la urbe, así como la aldea de Abu al Alaya, a 73 kilómetros al este de Homs.

#### Mayadin
El 14 de octubre de 2017, las fuerzas del régimen apoyadas por la aviación rusa retoman Mayadin, uno de los últimos bastiones de Dáesh, situado en la provincia de Deir Ezzor (este).

#### Al Bukamal
El 10 de noviembre de 2017 Rusia confirmó la liberación de la ciudad de Al Bukamal en una operación conjunta entre las tropas sirias, la aviación rusa y las milicias chíies.

#### Asalto final contra el último reducto de Estado Islámico en Baghuz
A principios de febrero de 2019 las fuerzas kurdas sirias respaldadas por la coalición extranjera liderada por EE.UU lanzaron un asalto final contra lo que era el último reducto de Estado Islámico ubicado en Baghuz, en la Gobernación de Deir ez-Zor, en el este de Siria. En ese sitio se hallaban cientos de combatientes extranjeros yihadistas luchando y cientos de personas que fueron tomadas como escudos humanos por los yihadistas que se negaron a rendirse ante las fuerzas apoyadas por EE.UU. La toma de Baghuz supuso el final de una guerra global de cuatro años contra EI, que llegó a controlar grandes franjas de Siria e Irak. Al menos 62 personas murieron al principio de esta supuesta ofensiva final, mayormente por agotamiento y desnutrición, tras escapar de territorio en poder de Estado Islámico, dijo el Comité Internacional de Rescate, dos terceras partes eran niños menores de un año.
Para contrarrestar el asalto los yihadistas más experimentados realizaron ataques suicidas contra los convoyes de la alianza arabo-kurda y resistieron a la ofensiva que realizaron dichas fuerzas. Además miles de civiles estuvieron atrapados en los combates que dificultaron finalizar la batalla y tomar el reducto. Un conteo dio como resultado que unas 60 mil personas salieron del reducto. Finalmente el 22 de marzo del mismo año las fuerzas kurdas lograron tomar el reducto y con ello estas fuerzas al igual que la Casa Blanca declararon a Siria libre de la presencia de Dáesh y con ello la victoria sobre la organización terrorista en Siria.

### Guerra en cuatro frentes (septiembre de 2016-presente)

#### Ejército sirio y sus aliados (SAA) y laFuerza Aérea Rusa(RUAF)
Una vez cercado Mosul gran cantidad de integrantes de Estado Islámico pasaron a Siria, lo que permitió organizar una gran ofensiva primero en Palmira obligando al ejército a retroceder 40 km hasta el aeropuerto T4, y luego un ataque en todos los frentes en la bolsa de Deir er Zor, en la cual el ejército perdió varias zonas en especial el cementerio lo que dividió la bolsa en 2. Aunque a finales de enero la ofensiva se detuvo estabilizándose para inicios de febrero.
Por su lado el ejército sirio avanzó sin grandes contratiempos siguiendo la carretera Alepo - Al Bab tomando poblados y villas, para el 5 de febrero ha llegado hasta la villa de Umm Arkilah a poco kilómetros al sur de Al Bab.
El 7 de febrero las fuerzas tigre tomaron Majbel y Tell al Hawara quedando a 4 km al sur de Al Bab, aproximándose por Tadif. Por su parte, Estado Islámico retomó su ofensiva en Kasnahser en vía que conecta Damasco con Alepo. En Homs el ejército sirio retomó los campos de gas al norte de Palmira y la carretera alrededor de lago Jabbul.
El 8 de febrero el ejército sirio (SAA) continúo con su ofensiva al sur de Al - Bab tomando la villa de Tuman, para lanzarse a continuación hacia Dayr Qaq. Mientras que las sigue la ofensiva de la FSA en Al- Bab desde el hospital. Mientras continua el lento avanza a Palmira. Además capturó la colina de Al-Wusta en el lago Jabbul.
El 9 de febrero las SAA se encuentran en control de Deir Qaq, la villa de Shamawiyah y Abu Taltal, encontrándose ya en las afueras de Al Bab. Continua la lucha en Khanaser la SAA trata de empujar a Estado Islámico lejos del camino que une Alepo. Se informa de una emboscada en el cementerio de Deir ez Zor al menos 20 soldados de la SAA capturados.
Fuerzas Democráticas Sirias (SDF) y los kurdos - Operación Furia del Eúfrates
Durante la caída de Alepo los kurdos estuvieron del lado oficial, aunque su intervención no fue importante, aprovechando el estancamiento de la ofensiva turca, se lanzaron a la conquista ampliando su dominio hasta el Éufrates avanzando sin contratiempos durante todo el invierno, siendo detenidos por Dáesh en la presa de Tabqa, para el 4 de febrero anunciaron la tercera fase de la ofensiva de Al Raqa, la cual avanza desde el norte.
El 2 de enero las SDF informan de la toma de Nediye, Swailem, Dehlan, Bîrsan and Êrîêr y Mayan al norte de Raqa
El 7 de febrero la ofensiva kurda avanza sin contratiempos llegando hasta Abba Susah al norte de Raqa. Informan de tanques turcos destruidos en Azaz, por misiles disparados desde Efrin.
El 9 de febrero las SDF capturaron las villas de Senne y Mezila, para aproximarse a Raqa desde tres vías, además de la villa de Shanaynih.
El 10 de febrero se anuncia un ataque conjunto con las SAA hacia Deir er Zor y la captura de Ma'izalah y Shenina quedando así a pocos km del antiguo cuartel de la división 17 del ejército sirio.
Rebeldes apoyados por el ejército turco (FSA) - Operación Escudo del Eúfrates
Por otra parte, rebeldes apoyados por el ejército turco avanzaba casi sin contratiempos en 2016, tomando un gran franja en la cual con cierto esfuerzo se tomó Dabiq (localidad asociada a una leyenda islámica), pero tras la retoma de Palmira, Estado Islámico organizó varios asaltos en los que destruyó o capturó técnica militar turca incluyendo sus tanques Leopard de fabricación alemana. Tras duros combates lograron tomar el hospital de Al Bab, pero su avance se ha detenido, para inicios de febrero con el avance del ejército sirio desde Alepo los combates se centran en Bzaah, una localidad al sur de Al Bab en un intento de rodearla.
El 2 de enero el vocero de Ahrar al-Sham, Abu Yousef al-Muhajir: anuncia que pronto se reiniciará la lucha por Alepo.
El 9 de febrero se informa de la muerte de 3 soldados y 11 heridos por un bombardeo erróneo de la RuAF, mientras se han dado enfrentamientos con las SAA en el sur de Al Bab.
El 10 de febrero se anuncia la captura de Qabasin y la unión de Ahrar al Sham a la ofensiva en Al Bab.
Batalla por Mosul
Es un gran operativo en coordinación con los kurdos, milicias y el ejército iraquí en la que se lanzaron ofensivas desde varios frentes en el sector occidental de la ciudad, siendo cercada completamente a finales del 2016, la operación se ha enfrentado a una cruenta resistencia por parte de Estado Islámico, los cuales han organizado numerosos contraataques y operaciones suicidas, lo que agregado a la guerra urbana ha hecho que la batalla sea particularmente sangrienta, hasta inicios de febrero de 2017 el ejército llegó a las orillas del Tigris dando por liberada la parte occidental de la ciudad y deteniendo la ofensiva.
La nueva ofensiva que se prepara para la toma de Mosul, puede venir de tres frentes: la primera a través del Tigris, sorteando las secciones destruidas de los puentes en Mosul, la segunda desde el aeropuerto al sur de la ciudad o realizando un cerco completo de la ciudad para realizar un avance en todos los frentes.

### Líbano
El 2 de agosto de 2014, combatientes de Estado Islámico batallaron en las colinas libanesas de Arsal contra tropas libanesas, dejando un saldo de 14 suboficiales y dos oficiales muertos, y decenas de yihadistas suníes muertos en los combates. Por otra parte, 22 soldados y 20 policías desaparecieron, y 85 militares resultaron heridos, según el Ejército y una fuente de la seguridad. Los yihadistas secuestraron entonces a 19 soldados y 15 policías libaneses.
Por otra parte, el 28 de agosto fueron liberados cinco militares libaneses. No era la primera vez que ocurre ello, ya que siete habían sido secuestrados con anterioridad.

#### Qaa y Nahle
El 28 de marzo de 2015, unidades de élite del Ejército libanés avanzaron en el noreste del Líbano, tomando del control de dos posiciones estratégicas, las operaciones fueron rápidas y lograron recuperar posiciones en las localidades de Qaa y Nahle, en la región de Arsal, fronteriza con Siria. Estas zonas, al igual que otra colina recuperada el mes anterior, que estaban ocupadas por grupos armados extremistas, son estratégicas porque desde ellas se divisa Siria.

### Kurdistán

#### La batalla por Kobane
A mediados de septiembre de 2014, Estado Islámico inició la ofensiva contra Kobane, uno de los tres principales enclaves kurdos de Siria, y desde entonces no ha dejado de conquistar terreno pese a los bombardeos de la coalición internacional.
Desde el inicio de la ofensiva yihadista, la ciudad permanecía asediada por el este, el oeste y el sur, pero no así por el norte, por donde limita con el territorio turco.
El 5 de octubre de 2014, Estado Islámico siguió avanzando hacia Kobane, desatando una crisis humanitaria en la frontera con Turquía. Con el correr de los días, la batalla por el control de Kobane había avanzado hasta instalarse junto a la frontera.
Al día siguiente, tras perder a 20 terroristas, Estado Islámico logró izar su bandera en un edificio residencial. El presidente turco afirmó que la caída de la ciudad en manos de los 9000 yihadistas era «inminente».
Para el 10 de octubre, Estado Islámico se habría hecho con el 40 % de la ciudad.
El 11 de octubre de 2014, los yihadistas emprendieron un ataque al noreste de Kobane, en un intento de rodearla completamente, mientras que en su interior cada vez se acercaba más al centro de la población. Ese día los aviones de la fuerza multinacional tuvieron como blanco posiciones de los radicales tanto dentro como en las afueras de Kobane, sobre todo en las cercanías del complejo de seguridad tomado por Estado Islámico.
El Mando Central de Estados Unidos anunció que entre el 10 y 11 de octubre, la coalición efectuó nueve ataques contra las posiciones de Estado Islámico en Siria, concentrados en Kobane, donde destruyó dos campos de entrenamiento y vehículos de combate de los yihadistas.
El 17 de octubre, tras una ofensiva lanzada por el Ejército iraquí, e intensos combates y bombardeos de la alianza internacional, Kobane habría quedado temporalmente a salvo del asedio luego de sufrir al menos seis bombardeos. Cabe recordar que los yihadistas controlaban el 50 % de la urbe, en la cual lanzaron ofensivas en el este y cerca del centro, al tiempo que los milicianos kurdos atacaban en el suroeste.
Sin embargo, la urbe no fue completamente liberada de Estado Islámico, continuando todavía sitiada por los yihadistas en lucha contra los bombardeos de la coalición y las fuerzas kurdas. Además, se hizo notable que los turcos se han posicionado en la frontera de su país para combatir a Estado Islámico si los terroristas deciden cruzar.
En dicha ciudad, los terroristas capturaron 3 aviones MIG de procedencia siria, y desertores iraquíes les habrían entrenado para operarlos.
Para mediados de noviembre de 2014, el número de muertos durante la batalla por Kobane había ascendido a alrededor de 1200 personas entre todos los bandos, y en menos de dos semanas Estado Islámico habría pasado a controlar solo el 20 % de la urbe.
A fines de enero de 2015, las bajas de Estado Islámico sumaban al menos 1278 terroristas muertos debido a los bombardeos de la coalición.
El 15 de enero de 2015, el terrorista canadiense John Maguire ―que anteriormente había llamado a la realización de atentados en Canadá―, murió combatiendo en Kobane. Asimismo, otros 4 ciudadanos canadienses de origen somalí perecieron en diversas partes de Siria.
Para el 27 de enero de 2015, las fuerzas kurdas controlaban el 90 % de la urbe, habiendo forzado a los terroristas a emprender la retirada, y asediado a los últimos reductos en el sur de la ciudad.
El 6 de marzo, los kurdos expulsaron completamente al grupo Estado Islámico, haciéndole huir hacia la ciudad de Yarabulus.
En mayo de 2015, Estado Islámico volvió a atacar Kobane con tres coches bomba, uno de ellos en el paso fronterizo con Turquía, que dejó 12 muertos y 70 heridos. A continuación, unos 100 terroristas entraron a la ciudad por el oeste, sur y sureste. Los yihadistas se atrincheraron en cuatro edificios con civiles; en uno de ellos los terroristas se volaron con explosivos que llevaban. Finalmente, el asalto se saldó con 223 civiles, 35 milicianos kurdos y 92 terroristas muertos.

#### Sinyar
El 17 de diciembre de 2014, 8000 soldados peshmerga kurdos lanzaron una ofensiva para recapturar la ciudad de Sinyar, que se encontraba bajo el control de Estado Islámico desde hacía cuatro meses. Dos días después, lograron romper el asedio impuesto por Estado Islámico al monte Sinyar, e iniciaron la evacuación de los civiles allí cercados.
Al menos 80 miembros de Estado Islámico murieron durante las primeras 24 horas de operaciones kurdas en esa zona y en la cercana Zamar, en el norte de Irak, según el dirigente del Partido Democrático del Kurdistán (PDK) iraquí, Mohiedín al Mazuri. Los batallones kurdos Al Zerifani y Dohuk, bajo las órdenes del comandante Aziz Wizi, fueron los protagonistas de esta victoria frente al grupo Estado Islámico.
Para el 21 de diciembre de 2014, las fuerzas kurdas habrían liberado más de la mitad de la urbe, incluyendo el hospital principal, con un saldo de 400 miembros de Estado Islámico muertos.
Según testimonios de residentes locales, Estado Islámico habría ejecutado a 45 de sus terroristas por no haber logrado defender la ciudad.
El 9 de agosto, 16 yihadistas murieron al repeler las tropas kurdas un ataque contra la zona de Sinyar.

### Arabia Saudí
El grupo terrorista Estado Islámico atacó por primera vez Arabia Saudí el 22 de mayo de 2015, cuando atentó en una mezquita chií en la aldea de Al Qadaih, a las afueras de Qatif, que causó 21 muertos. El 29 de mayo atentó contra otra mezquita chií, que dejó 4 muertos. Aunque fueron los primeros ataques reivindicados por Estado Islámico, ya en noviembre de 2014 se habían producido otras arremetidas contra chiíes: hombres armados abrieron fuego en una huseiniya (oratorio chií) contra los fieles, matando a ocho de ellos.
En respuesta a los ataques, se produjeron centenares de detenciones. Entre abril y agosto se detuvieron a casi 950 personas relacionadas con el terrorismo. También se han producido ataques por parte de los hutíes en la frontera con Yemen.

### Rusia
El 24 de junio de 2015, el vocero de Estado Islámico, Abu Muhammad al-Adnani, declaró la creación de una nueva wilayat (gobernación o emirato en árabe), en la región rusa del norte del Cáucaso. El súbdito de Al-Baghdadi a cargo de esta región es Abu Mohammad al-Qadari. La organización terrorista no solamente declaró su posesión de las tierras, sino que hizo subdivisiones: Dagestán, Chechenia, Ingusetia y el llamado KBK (Kabardia, Balkaria y Karacháyevo-Cherkesia).
Ese mismo día, fuerzas especiales Spetsnaz se enfrentaron contra Estado Islámico cerca de Guimrý, en Dagestán, matando a dos terroristas.
El 2 de agosto, ocho terroristas fueron muertos en un enfrentamiento contra las fuerzas de seguridad en Dagestán.
A principios del 2016, se registraron ataques por parte de miembros de Estado Islámico a comisarías, zonas turísticas y emboscadas a militares en Dagestán y Chechenia.

### Afganistán
Guerra de Afganistán (2015-presente) Estado Islámico cuenta con 6000 combatientes bien entrenados en ese país.

#### Provincia de Nangarhar
Después del atentado de Kabúl donde murieron 81 personas y 200 más resultaron heridas, el gobierno afgano en medio de la guerra con el Talibán inicia una ofensiva aérea y terrestre con apoyo de Estados Unidos contra Estado Islámico en la provincia de Nangarhar, bastión de Daesh, el 24 de julio, muriendo 63 yihadistas el primer día. Para agosto de ese mismo año la cifra de terroristas muertos era de 300.

#### Lanzamiento de «la madre de todas las bombas»
El 13 de abril de 2017 se lanzó contra una red de túneles y búnkeres del grupo Estado Islámico y Jorasan la mayor bomba no nuclear lanzada jamás en la historia más precisamente la GBU-43. Esta es conocida como «la madre de todas las bombas» y estaba dirigida a eliminar a todos los fundamentalistas que estaban bajo tierra en los túneles y búnkeres de dichos grupos yihadistas en el distrito de Achin en la provincia de Nangarhar en Afganistán.

### Túnez

#### Asalto a Ben Gardane
A principios de marzo del 2016 miembros de Estado Islámico procedentes de Libia intentaron tomar la ciudad de Ben Gardane atacando principalmente la comisaría pero fueron repelidos por fuerzas de seguridad tunecinas con apoyo de helicópteros y soldados. El saldo de esa batalla fueron 11 miembros de seguridad muertos, 7 civiles y 36 yihadistas muertos.
Después de este suceso el gobierno de Túnez aumento la vigilancia con cámaras de seguridad y enviando soldados a la frontera con Libia donde se registraron escaramuzas.

### Libia

#### Derna
La presencia de Estado Islámico en Libia se inició el 5 de octubre de 2014, cuando la ciudad de Derna, ubicada en la provincia costera de Cirenaica, cayó en manos del grupo terrorista, dándole control total sobre sus 100 000 habitantes.

#### Sirte
El grupo Estado Islámico difundió un video con la decapitación de 21 cristianos coptos egipcios en la costa de Sirte. La respuesta egipcia fue bombardeos contra sus bases y arsenales. Y el 19 de mayo de 2015, Estado Islámico publicó otro vídeo con el asesinato de 28 cristianos etíopes en el sureste de Libia.
El 20 de febrero de 2015, un grupo de extremistas identificados como miembros de Estado Islámico invadieron la ciudad libia de Sirte, rica en petróleo. Cabe destacar que entre la ciudad de Sirte y la frontera con Egipto se concentran hasta el 66 % de los yacimientos de petróleo libio.
El 22 de mayo, Estado Islámico ocupó de nuevo la ciudad de Sirte, tras afianzar sus posiciones en Libia gracias al caos que país sufre desde el asesinato del expresidente Muamar Gadafi en 2011. De momento, los gobiernos occidentales no parecían dispuestos a combatirlos en ese territorio, a diferencia de los bombardeos que realizan en sus posiciones en el Medio Oriente.
El 29 de mayo, la base militar de Al Qardabiya, desde la que se controla el aeropuerto civil de Sirte, fue capturada por los terroristas, según informó una fuente de seguridad. Estado Islámico capturó Sirte y sus alrededores enteros tras la conquista de una estratégica planta eléctrica. El 6 de agosto, Estado Islámico asesinó a un juez.
Durante agosto, hubo enfrentamientos entre Estado Islámico y miembros de la tribu Feryan, que dejaron 106 muertos, la mayoría de la tribu Feryan. Según medios locales, Estado Islámico atacó un hospital en Sirte y asesinó a 22 miembros de otras tribus, que se encontraban hospitalizados. La violencia se desató por el asesinato de un importante sacerdote musulmán.

#### Ofensiva por la recuperación de Sirte (2016)
El 9 de junio de 2016 fuerzas libias oficiales del gobierno lograron penetrar en la ciudad apoyadas por bombardeos de la aviación rusa y estadounidense. Las fuerzas leales al gobierno anunciaron el 12 de mayo el comienzo de la ofensiva para alanzar al IS en la zona litoral de 200 kilómetros que "conquistó" en 2014. En los combates desde el comienzo de la ofensiva por la recuperación de la ciudad más de 100 soldados libios afines al gobierno de unidad han muerto desde que hace un mes esta fuerza emprendiera una ofensiva para recuperarla y hubo más de 250 heridos. Aún los combates por el control de la ciudad continúan.
El 5 de diciembre de 2016 el GNA anuncio la liberación total de la ciudad, en total en la última ofensiva murieron entre 600 y más de 700 milicianos libios del GNA en los combates.
En Libia, Estados Unidos organizó en total 14 bombardeos, alcanzando un total de 492 desde el comienzo de la operación.

#### Toma de campos petroleros de Al Bahi y Al Mabouk
El 3 de marzo de 2015, mercenarios de una agrupación terrorista vinculada a Estado Islámico arremetieron contra dos campos petroleros de Libia: Al Bahi y Al Mabouk. El coronel Ali al Hassi manifestó que «los extremistas tomaron el control de los campos de Al Bahi y de Al Mabouk y están de camino a tomar el campo de Al Dahra, después de que las fuerzas encargadas de su vigilancia se retiraran, por falta de munición».
En los enfrentamientos entre las fuerzas de seguridad y el grupo también se registraron varios incendios en el terminal de Al Sedra.
Debido a los ataques a los campos petroleros, la corporación estatal petrolera libia solicitó acogerse a una cláusula de fuerza mayor para eximir al Estado de sus obligaciones contractuales, y advirtió del peligro para otras terminales e instalaciones.
El 2 de agosto, cinco personas murieron por enfrentamientos entre el ejército y milicias islamistas cerca del puerto petrolero de Brega, en la ciudad de Abjabiya.

#### Harawa
El 5 de junio de 2015, Estado Islámico se hizo con el control de Harawa, al este de Sirte, según un comunicado publicado en las redes sociales, y una fuente militar confirmó que los terroristas habían ocupado los edificios gubernamentales.

#### Mojtar Belmojtar
El Gobierno libio reconocido por la comunidad internacional había informado de que el conocido yihadista argelino Mojtar Belmojtar había muerto el 14 de junio de 2015, en un ataque estadounidense en territorio libio, que según fuentes militares del país africano fue llevado a cabo en la localidad de Ajdabiya, ubicada cerca de Benghazi.
Posteriormente se demostró lo contrario debido a que en enero de 2016 Mr Malboro como es también llamado ordenó el ataque contra el hotel de Uagadugú la capital de Burkina Fasso, en esta ocasión los terroristas atacaron el café-restaurante Le Cappucino y el hotel Splendid, en la cual murieron 27 personas de 18 nacionalidades distintas y más de 50 resultaron heridas.

#### Otros enfrentamientos contra Estado Islámico
El 29 de mayo de 2015, un soldado del Ejército libio leal al Gobierno impuesto por la OTAN tras la caída del expresidente Muammar Kaddafi, establecido en Tobruk, murió en un combate con yihadistas de Estado Islámico en la localidad de Al Bayda, informó una fuente de seguridad.
Otros cuatro soldados leales al gobierno de Tobrukok resultaron heridos en una escaramuza que se libró en los alrededores de Bab Lamluda, una pequeña localidad situada en la ruta que conduce a Bengazi, la segunda ciudad del país norteafricano.
El 1 de junio, Estado Islámico declaró la guerra a las milicias armadas locales, herederas del derrocamiento del presidente Muamar Gadafi, además de continuar los enfrentamientos contra el gobierno libio, con asiento en Trípoli.
El 2 de agosto, murieron ocho soldados en el atentado contra un puesto de control en la ciudad de Abjabiya. Y el 6 de agosto, cuatro militares murieron en enfrentamientos entre el ejército y las milicias islamistas de Maylis al Shura y Zuar de Bengasi.

#### Puertos de Al Sidra y Ras Lanuf
El 4 de enero de 2016 una facción terrorista de Estado Islámico atacó los puertos petroleros de Al Sidra y Ras Lanuf. Por otra parte, Estado Islámico aseguró controlar de forma «total» Ben Jawad, a pocos kilómetros del puerto de Al Sidra.

#### Ben Yawad y Nofliya
El 31 de mayo de 2016 unidades de las tropas leales al Ejército del Gobierno de Unidad Nacional de Libia (GNA) reconquistaron las ciudades de Ben Yawad y Nofliya, al este de Sirte y sin pérdidas para las fuerzas de GNA.

#### Ofensiva gubernamental en el este de Libia
El 16 de julio de 2015, las fuerzas islamistas leales al Gobierno cesante de Trípoli atacaron posiciones de la rama libia de Estado Islámico en Derna.
Según la fuente, efectivos de la plataforma de milicias Maylis al Shura y Zuar al Derna iniciaron una nueva ofensiva con el lanzamiento de varios cohetes de tipo Haun contra posiciones de Estado Islámico en la zona de Al Fatayah, en el extrarradio de Derna.
Maylis al Shura y Zuar de Derna, integradas en la plataforma Fajr Libya, leal al Gobierno de Trípoli, combatían desde hace semanas al grupo Estado Islámico en Derna.
Por otra parte, una fuente de seguridad de la ciudad oriental de Bengasi aseguró que fuerzas armadas dirigidas por el general Jalifa Haftar, jefe de las fuerzas leales al Ejecutivo de Tobruk, bombardearon esta madrugada el barrio de Al Laiti, escenario de combates desde hace días.
La fuente indicó que Hafter, considerado uno de los principales escollos para la paz en el país, usó varios cohetes de tipo Hauser en respuesta a la muerte de Atiya al Naili conocido por "Afarit" (el diablillo), uno de sus comandantes más importantes comandante de una brigada de fuerzas especiales del Ejército libio en Bengasi, en los enfrentamientos a tres bandas que se suceden desde hace dos semanas en esta ciudad, la segunda en importancia del país.

#### Intervención de Francia, Estados Unidos, Italia y Reino Unido
A fines de febrero de 2016 aviones estadounidenses bombardearon un campamento de la organización terrorista Estado Islámico en Libia para desmantelar a un grupo de radicales tunecinos que presuntamente estaban relacionados con los dos atentados perpetrados el pasado año en Túnez. El ataque tuvo como objetivo un campamento cerca de Sabratha. Estados Unidos llevó a cabo varios ataques puntuales contra objetivos terroristas en Libia por tierra y aire en los últimos años. Los más notorios fueron el bombardeo, en diciembre de 2015 en Derna, que acabó con la vida del supuesto líder de Estado Islámico en Libia, Abu Nabil.
En febrero de 2016 el diario francés Le Monde afirmó que fuerzas especiales francesas están establecidas en territorio libio para misiones especiales de combate al igual que el Reino Unido desplegó también sus fuerzas especiales dentro del territorio libio.
El 1 de agosto de 2016, a petición del Gobierno de Acuerdo Nacional (NGA por su siglas en inglés) libio, Estados Unidos bombardeó objetivos de Dáesh en la ciudad de Sirte.

### Egipto
Las fuerzas armadas egipcias mantienen desde finales de 2014 la guerra contra una organización terrorista denominada Wilayat Sina la cual mantiene lazos y ha jurado lealtad a Estado Islámico. Los combates se centran en el norte de la península del Sinaí y desde entonces ha matado a cientos de terroristas.
En mayo de 2015, Leon Panetta (exsecretario de Defensa estadounidense) expresó el apoyo de su país a la fuerza militar panárabe durante una entrevista con el presidente Abdel Fattah El Sisi, informó el 29 de mayo de 2015 un comunicado oficial.
El Ministerio de Salud egipcio difundió un reporte, según el cual, en 2014, 643 militares y civiles no beligerantes murieron por ataques y atentados dinamiteros en el Sinaí reivindicados por grupos islamistas, el más activo de los cuales es Ansar Beit Al Maqdis, que juró a fines de ese año lealtad al grupo Estado Islámico.
El 29 de junio, los terroristas asesinaron al fiscal general de Egipto, Hisham Barakat, al explotar una bomba al paso de su convoy en El Cairo. Días antes, tres jueces habían sido asesinados a tiros en su coche. Estado Islámico también es responsable de la explosión de una bomba frente al consulado italiano en El Cairo, que causó la muerte de un civil.
El 1 de julio, cientos de terroristas lanzaron una ofensiva contra puestos de control del ejército y una comisaría en la ciudad de Sheij Zueid, bastión de los yihadistas, dejando más de 50 muertos. El ejército respondió con ataques aéreos, con decenas de muertos. Poco después, destrozaron una patrulla militar con un misil, perecieron todos los tripulantes.

### Nigeria
Hacia 2014, la red terrorista Boko Haram conquistó decenas de localidades nigerianas, fundando un califato propio, y jurando a su vez lealtad al califato de la banda terrorista Estado Islámico.
Boko Haram es responsable del secuestro de más de 200 niñas en Chibok y de cientos de muertos por los frecuentes atentados, normalmente en el norte del país, y, sobre todo, en mercados y estaciones de autobús.

### Camerún
El 19 de enero de 2015, varias personas murieron y más de 60 fueron secuestradas en un ataque del grupo terrorista Boko Haram en el norte de Camerún, coincidiendo con la llegada de tropas chadianas al país para detener el avance de los yihadistas nigerianos.

### Chad
Boko Haram llegó a Chad hacia 2015. Por otra parte, tropas camerunesas y chadianas se enfrentaron el 4 de febrero de ese año con Boko Haram en la ciudad de Fotokol, en la frontera entre Camerún y Nigeria.

### Somalia
Estado Islámico ocupó el 26 de octubre de 2016 la ciudad portuaria somalí de Qandala, primera localidad de este país en ser tomada por el grupo terrorista. En diciembre de ese año, fuerzas armadas somalíes retomaron el control de la ciudad expulsando a los terroristas.

### Filipinas

#### Marawi
El Ejército intenta expulsar a los yihadistas de Marawi, en la isla de Mindanao, ciudad que empezó a ser invadida por Estado Islámico y los combates iniciaron el 23 de mayo de 2017. Se originó principalmente por una operación de la policía y el Ejército filipino contra los grupos yihadistas Maúte y Abu Sayyaf ―ambos afiliados a Estado Islámico―, con el fin de capturar al líder de esta última organización.

## Intervenciones militares

### Coalición aérea occidental

#### Estados Unidos

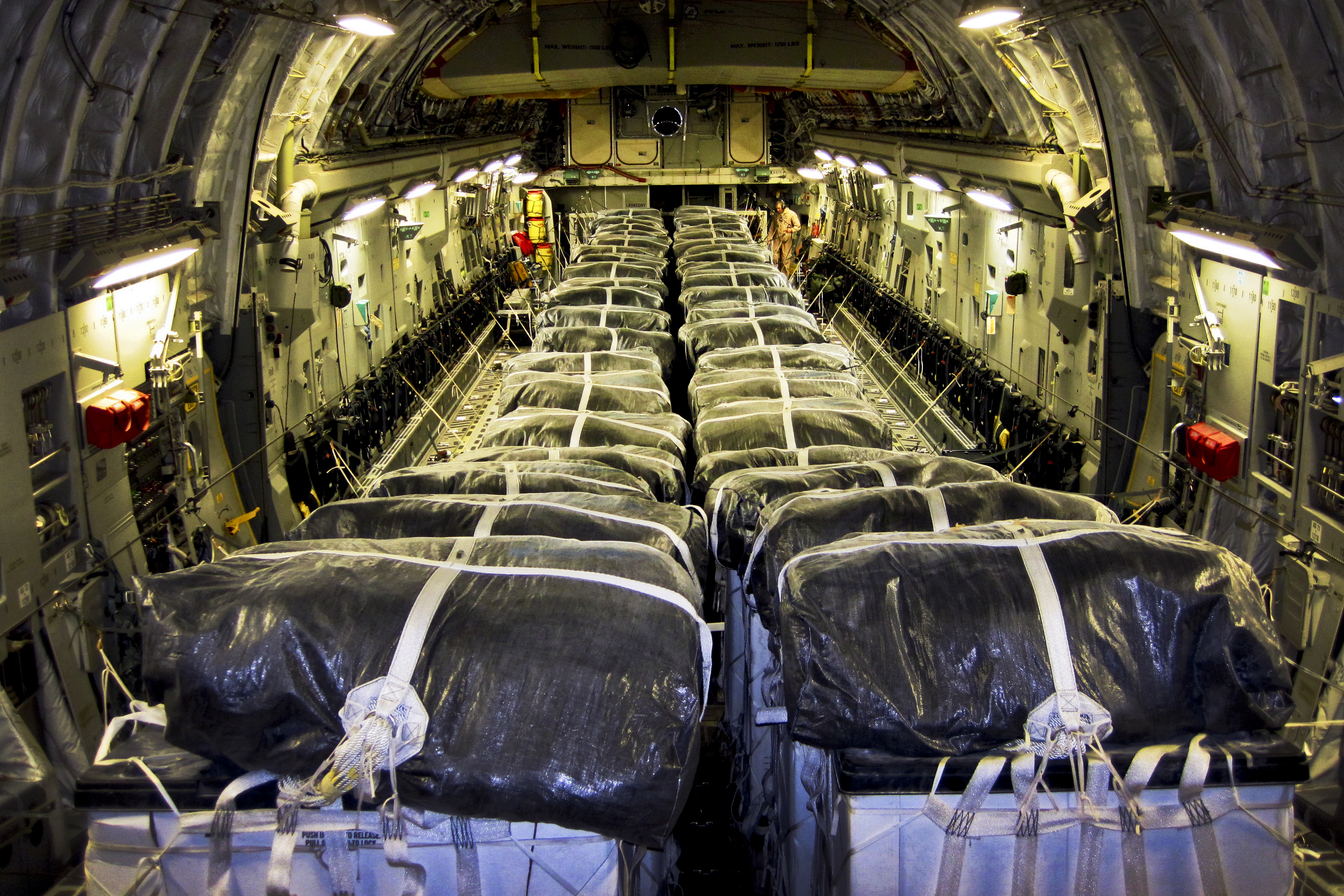
Ayuda humanitaria de Estados Unidos a Irak, 8 de agosto de 2014.

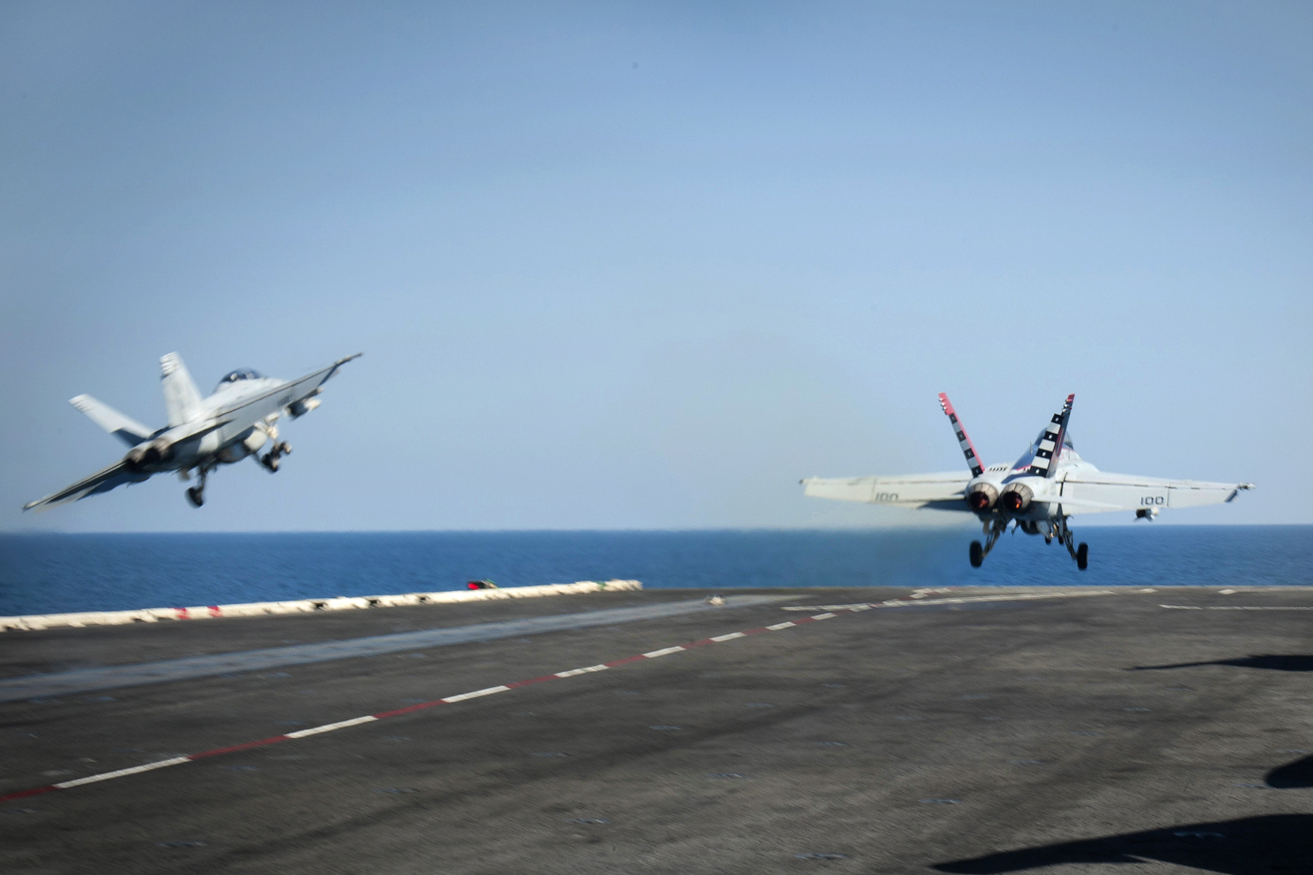
Dos aviones F/A-18 Super Hornet de Estados Unidos en octubre de 2014.

El 7 de agosto de 2014, el presidente Barack Obama anunció la intervención de su país en la escalada de enfrentamientos al estado iraquí con los yihadistas de Estado Islámico, por primera vez desde la retirada de las tropas estadounidenses de la guerra de Irak en 2011.
Al día siguiente, dos cazas F-18 de la Fuerza Aérea de Estados Unidos lanzaron un ataque contra la artillería de Estado Islámico, que estaba siendo utilizada contra fuerzas kurdas que defendían Erbil, cerca de donde hay personal estadounidense. No solo Barack Obama decidió llevar a cabo el bombardeo, sino que también decidió enviar ayuda humanitaria a las regiones del norte de Irak, además de ayudar a rescatar a los refugiados de minoría cristiana en Irak y a los denominados yazídíes que se encontraban en el monte Sinyar acorralados por los miembros de Estado Islámico, quienes son constantemente masacrados por estos terroristas.
El 8 de septiembre de 2014, la aviación estadounidense bombardeó posiciones de Estado Islámico en la ciudad de Mosul para frenar su avance hacia Erbil, capital de la región autónoma de Kurdistán. Sus ataques aéreos se habían limitado a las periferias de la provincia de Nínive. Por otra parte continuaron los bombardeos en los alrededores de la represa como desde los primeros días de la intervención militar estadounidense. Los bombardeos se centraron principalmente en Majmur, Sinyar, la represa de Mosul o Zamar, donde se registraban fuertes batallas entre los combatientes yihadistas y los peshmergas kurdos.
El 10 de septiembre de 2014 el presidente Obama anunció por cadena nacional y al mundo que Estados Unidos formará una coalición internacional para bombardear Siria e Irak, y llamó al Capitolio a exhortar a los legisladores estadounidenses para que aprueben el envió de armas a opositores sirios. Además, anunció la entrega de 25 millones de dólares estadounidenses a Irak para combatir a Estado Islámico, que, según la CIA, contaba en su momento con entre 20 000 y 31 500 combatientes en Irak y Siria, además de los 10 000 que ya tenía en sus filas.
El 16 de septiembre de 2014, la fuerza aérea estadounidense bombardeó posiciones de Estado Islámico que estaban atacando una trinchera iraquí en el suroeste de Bagdad. Esta es la primera ofensiva fuera del ámbito de los bombardeos en el norte de Irak y la primera en la capital iraquí.
Finalmente, lograron cortar el cerco con los rebeldes en el monte Sinyar y recuperar la represa más grande de Irak en manos de los yihadistas.
El 18 de septiembre de 2014, aviones F-18 estadounidenses bombardearon un centro de entrenamiento militar yihadista cerca de la ciudad de Mosul, lanzando 14 misiles y matando a 62 yihadistas y dejando heridos a 102. Además, entre el 17 y 18 de septiembre destruyeron varios edificios supuestamente ocupados por los yihadistas, informó el Mando Central.
El 22 de septiembre de 2014, Estados Unidos y sus aliados de la coalición bombardearon Raqa, la capital de Estado Islámico en Siria. Lo hicieron a través de cazas, bombarderos y misiles Tomahawk desde buques de guerra, después de que el presidente Barack Obama advirtiera en un discurso del 10 de septiembre que Estados Unidos estaba preparado para atacar a los terroristas del grupo yihadista en Siria. El Pentágono anunció que fue una decisión del jefe del Comando Central el general Lloyd Austin quien la tomó ese mismo día.
Además, los ataques también estuvieron dirigidos contra Khorasán, una filial de Al Qaeda que amenaza con destruir los intereses occidentales. Se cree que su líder Muhsin al-Fadhli habría muerto en los bombardeos, aunque el Pentágono no confirmó su deceso.
El 23 de septiembre de 2014, un bombardeo en la provincia de Alepo, dirigido a un edificio residencial ocupado por yihadistas de Al Nusra, dejó un saldo de 50 islamistas y ocho civiles ―entre ellos 3 niños― muertos.
Ese mismo día, John Kerry declaró que «las fronteras nacionales no impedirán a Estados Unidos luchar contra Estado Islámico». Ban Ki-moon instó a Washington a evitar muertes de civiles durante el curso de los ataques contra los terroristas.
Al día siguiente (24 de septiembre de 2014) tuvo lugar una nueva serie de ataques aéreos contra posiciones de los yihadistas. Uno de ellos se registró al noroeste de la ciudad iraquí de El-Kaim, situada en la frontera con Siria. Otros dos bombardeos tuvieron lugar en el sureste de la capital kurda de Erbil, y otros dos más al oeste de Bagdad.
Además, un quinto golpe se registró en el noroeste de Siria, en la ciudad fronteriza de Bukamal.
La coalición liderada por Estados Unidos también bombardeó los alrededores de la ciudad mayoritariamente kurda de Ayn Al-Arab, o Kobane, en la provincia septentrional de Aleppo, en la frontera con Turquía.
Estados Unidos también llevó a cabo bombardeos contra campos petroleros en Siria administrados por Estado Islámico, cerca de las ciudades de Al Omar y Deir ez Zor.
Los ataques dejaron un saldo de 14 yihadistas y cinco civiles muertos.
Las autoridades sirias reconocieron haber sido informadas con antelación sobre los ataques y afirmaron el Presidente Bashar al Assad apoya los esfuerzos internacionales para erradicar a los grupos terroristas del país.
Martin Dempsey, jefe del Estado Mayor Conjunto de Estados Unidos, anunció que los bombardeos no serían suficientes para combatir a los islamistas radicales y que, en el caso de Siria, necesitarían entrenar a entre 12 000 y 15 000 rebeldes moderados para recuperar el territorio perdido ante Estado Islámico.
En la madrugada del 27 de septiembre, un oficial del Comando Central confirmó que los ataques aéreos sobre Siria son «prácticamente constantes», y que unos 52 terroristas habían muerto.
El 27 de septiembre de 2014, aviones de Estados Unidos, Arabia Saudí, Emiratos Árabes Unidos y Jordania atacaron siete veces instalaciones del grupo terrorista en Alepo, Raqa y Kobane en Siria, y tres áreas en el suroeste de Erbil.
Un edificio y dos vehículos armados de Estado Islámico en la ciudad kurda de Ain al Arab fueron bombardeados, más un aeropuerto, una base y un campo de entrenamiento de Estado Islámico en Raqa, su cuartel principal, incluidos silos de cereal en el este del país. Por primera vez, aviones de la coalición atacaron posiciones yihadistas en la frontera con Turquía.
Desde el inicio de la ofensiva en Siria, los aviones de la coalición bombardearon doce refinerías controladas por Estado Islámico en Siria. Estas producían entre 300 y 500 barriles de petróleo diarios y generaban unos dos millones de dólares estadounidenses de ingresos diarios a la organización terrorista suní. Los yihadistas vendían posteriormente el petróleo de contrabando a intermediarios de los países vecinos.
El 5 de octubre de 2014, un ataque aéreo estadounidense en Hasaka ―al noreste de Siria― dejó un saldo de 30 terroristas muertos, y posibilitó el escape de 16 prisioneros de una cárcel administrada por Estado Islámico.
Además, bombardeos estadounidenses destruyeron posiciones de Estado Islámico en el noroeste de Al Mayadin en el norte de Siria, y otros dos al noroeste de la ciudad de Raqa. Mientras tanto, en Irak, la mayoría de los bombardeos estuvieron concentrados en zonas al noreste de Faluya y al oeste de Bagdad. En cambio, otro ataque destruyó objetivos cerca de la ciudad de Sinyar, en el noroeste de Irak, cerca de la frontera con Siria.
El 7 de octubre de 2014 tuvo lugar un ataque en el noreste de Deir ez Zor, en el que destrozaron un almacén de producción de artefactos explosivos improvisados. Otro bombardeo se llevó a cabo en suroeste de Rabiya, en un lugar donde se encontraba un pequeño grupo de yihadistas. El ataque contó con respaldo de la aviación belga.
El 9 de octubre de 2014, las fuerzas de la coalición encabezada por Estados Unidos bombardeó zonas yihadistas que provocaron al menos 220 bajas en el grupo terrorista, así como algunos heridos y la destrucción de 25 vehículos, además se logró eliminar a dos importantes cabecillas de Estado Islámico. Estos terroristas se dirigían a Rabia, cerca de Ramadi (la capital de la región de Al Anbar).
Por otro lado, cazas estadounidenses, británicos y neerlandeses también bombardearon objetivos insurgentes en Mosul.

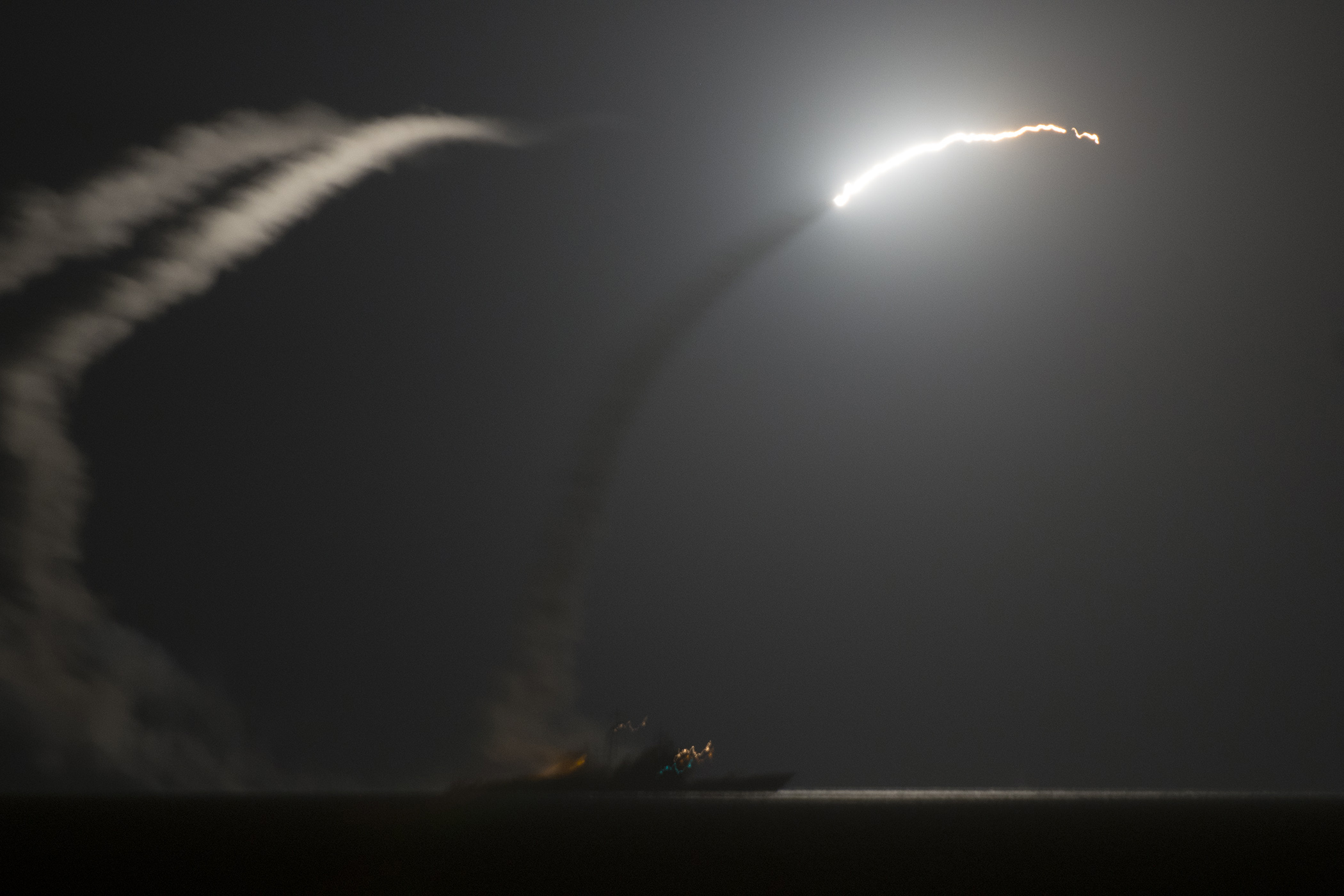
Una escena de la contraofensiva contra Estado Islámico.

Entre el sábado 18 y el domingo 19 de octubre de 2014, la coalición lanzó 13 ataques aéreos más contra posiciones de Estado Islámico en Siria, y 10 más en Irak. Once de los ataques tuvieron lugar cerca la ciudad siriokurda de Kobane, donde destruyeron 20 posiciones de combate, 5 vehículos y 2 edificios de Estado Islámico. Otros dos ataques en Siria se produjeron al sureste de Deir ez-Zor, y tuvieron como resultado el daño de una refinería de petróleo controlada por los yihadistas. En Irak, aviones aliados efectuaron tres ataques aéreos al oeste de Bayji, donde destruyeron un vehículo acorazado y dos puestos de control de Estado Islámico. Asimismo, realizaron cinco bombardeos cerca de Falujah, y otros dos más en la represa de Mosul, en los que acabaron con varios puestos de control y vehículos de los terroristas.
Entre el 22 y el 23 de octubre de 2014, aviones de la coalición atacaron a Estado Islámico con bombardeos sobre Irak, más otras seis ofensivas cerca de Kobane. Además, realizaron otros tres ataques al sureste y oeste de la estratégica represa de Mosul.
Otras tres ofensivas aéreas al sur de la refinería de Baiji inutilizaron a la misma, mientras otro ataque cerca de Baiji apuntó a un campo de entrenamiento de Estado Islámico. La coalición también atacó a extremistas suníes cerca de Faluya, al oeste de Bagdad. En Siria, bombarderos estadounidenses lanzaron seis ataques sobre yihadistas cerca de Kobane, asediada por Estado Islámico desde hace semanas.
Según el Mando Central, durante los primeros tres meses de la ofensiva, Estados Unidos y sus aliados habían sobrevolado 6600 puntos en Irak y Siria, y lanzado más de 1700 bombas
Entre el 19 y 21 de noviembre de 2014, Estados Unidos y aliados realizaron 30 ataques aéreos en Siria e Irak. En Siria tuvieron lugar 7 bombardeos cerca de la ciudad estratégica de Kobane, destruyendo varias unidades militares de Estado Islámico, así como posiciones e instalaciones ocupadas por los extremistas.
En Irak, la coalición lanzó 23 ataques en las urbes de Baiji, Kirkuk y Mosul. En esta última, lograron eliminar a unos 35 terroristas.
El 29 de noviembre de 2014, el Observatorio Sirio para los Derechos Humanos reportó que, tras una jornada de encarnizados combates contra los kurdos y bombardeos de la coalición en Kobane, al menos 50 terroristas de Estado Islámico perecieron.
El 18 de diciembre de 2014, tres jerarcas del extremismo islámico fueron muertos en un bombardeo aliado; sus nombres eran Haji Mutazz ―cercano a Al-Baghdadi―, Abd al Basit y Radwin Talib, descritos como «oficiales terroristas de alto rango» por la fuente gubernamental estadounidense.
El OSDH reconoció que entre el 23 de septiembre y el 23 de diciembre de 2014, los bombardeos de la coalición habían matado a 1046 terroristas a lo largo de Siria.
Sin embargo, esta cifra no contempla a los 600 muertos por los ataques aéreos sobre Kobane.
El 1 de enero de 2015, bombas de la coalición cayeron sobre una reunión de terroristas en Mosul, matando a 15 de ellos, incluyendo altos dirigentes.
El 23 de febrero de 2015, el Mando Central admitió que ―en palabras de un general― los bombardeos habrían matado al menos a 8500 yihadistas de Estado Islámico.
El 5 de junio de 2015 en una cumbre en París celebrada, los países de la coalición anti Estado Islámico ratificaron la estrategia, pese a que Siria, que no ha autorizado los bombardeos de la coalición, e incluso Irak, que sí los permite, la calificaron de "fracaso". Según dijo Estados Unidos, unos 10 000 yihadistas fueron muertos desde que comenzaron los ataques aéreos.
Desde el inicio de la ofensiva contra Estado Islámico hasta el 28 de septiembre de 2015, la coalición internacional había realizado cerca de 7000 ataques aéreos (4444 sobre Irak y 2558 en Siria), según cifras del mando estadounidense. Un 80 % de estos bombardeos fueron realizados por la aviación de Estados Unidos.
Desde agosto de 2014 hasta mayo de 2017 la coalición liderada por EE.UU. ha llevado a cabo 21.910 ataques aéreos en las cuales asesino a más de 600 personas y ha sido denunciada en 727 veces de las cuales según la coalición solo 145 han resultado denuncias creíbles.

#### Francia
La intervención francesa en Irak contra Estado Islámico y su motivación fueron afirmadas durante diferentes declaraciones de las autoridades:

En Irak y en Siria más especialmente, la organización terrorista Dáesh, que pretende instalar un Estado islámico, ha conseguido grados de maestría territorial transfronteriza, organizacional, de capacidad fiducia y equipamiento jamás conocidos hasta ahora. Y ha hecho del mundo testigo de sus actos bárbaros. Cada día, aterroriza poblaciones enteras, desestabiliza una región ya muy frágil, y su meta es constituir un Estado terrorista en los entornos de Europa.
Jean-Yves Le Drian, ministro de Defensa francés, 9 de septiembre de 2014

La determinación de los degolladores de Dáesh es fuerte, la nuestra debe serlo todavía más.
Laurent Fabius, ministro de Asuntos Exteriores de Francia, 10 de septiembre de 2014

No hay tiempo que perder frente a la amenaza de los yihadistas de Dáesh, quienes han tomado el control de grandes sectores de los territorios iraquíes y sirios, multiplicando a las exacciones.
Presidente de la República Francesa, François Hollande

A las 9:40 del 19 de septiembre de 2014, dos caza-bombarderos Rafale franceses, con base en Abu Dabi, destruyeron un arsenal de armas situado en las cercanías de Mosul, matando a 75 terroristas.
El 24 de octubre, la aviación francesa destruyó doce arsenales de Estado Islámico en Irak. Los aviones franceses lanzaron 70 bombas, derrumbando doce edificios en los cuales terroristas de Estado Islámico producían minas, bombas y armas para usar en ataques contra las tropas iraquíes, según indicó el Jefe de Estado Mayor francés Pierre de Villiers, sin precisar el área operativa.
El 24 de febrero de 2015, el portaaviones Charles de Gaulle entró en servicio cuando cuatro cazas de combate Rafale y otros cuatro aviones más, cargados con bombas de 250 kg, despegaron del buque. La misión de los aviones fue obtener información así como bombardear posiciones de Estado Islámico, en respaldo al ejército iraquí contra Estado Islámico.
De esa manera, el 25 de febrero los cazas bombardearon objetivos de Estado Islámico en Irak.
El 27 de septiembre de 2015, Francia comunicó que sus aviones atacaron objetivos identificados en misiones de reconocimiento y vigilancia llevadas a cabo quince días atrás, y señaló que los ataques habían golpeado «santuarios en los que son entrenados los que atacan al país».
El 15 de noviembre y tras los atentados de París de noviembre de 2015, la aviación francesa lanzó un bombardeo esa noche contra objetivos del grupo en Raqa, la autoproclamada capital del Califato, en el este de Siria. Diez aviones franceses lanzaron 20 bombas sobre blancos precisos, que incluyeron dos campos de entrenamiento. La operación fue realizada en coordinación con las fuerzas estadounidenses. El bombardeo incluyó la participación de 10 aviones de combate, que actuaron simultáneamente, desde bases en Jordania y los Emiratos Árabes Unidos. Francia había movilizado su portaaviones Charles de Gaulle el pasado 5 de noviembre hacia el Golfo para aumentar el nivel de sus operaciones.
Dos días después Francia llevó también ataques consecutivos contra Estado Islámico en Raqa su capital, hasta el 17 de noviembre son al menos 15 los ataques realizados por caza bombarderos franceses sobre Raqa.
El 26 de noviembre el presidente francés François Hollande, se reunió con su homólogo ruso Vladímir Putin en una reunión que tenía como primer objetivo contar con Rusia dentro de la coalición internacional contra Estado Islámico. Además, tenía como segundo objetivo discutir la situación del presidente sirio Bashar al-Asad y las tropas rebeldes. Otro objetivo importante era mejorar las relaciones diplomáticas franco-rusas, las cuales se encontraban estancadas desde la Guerra Fría y por diversos sucesos en los cuales Francia se opuso a Rusia. Esta reunión cumplió en gran parte con lo previsto y debido a la creciente amistad entre Rusia y Francia tras los Atentados en París (debido al apoyo inmediato de Rusia hacia Francia y a los intereses en común), tanto medios franceses como rusos hablan de la reencarnación de la amistad entre Rusia y Francia.

#### Reino Unido

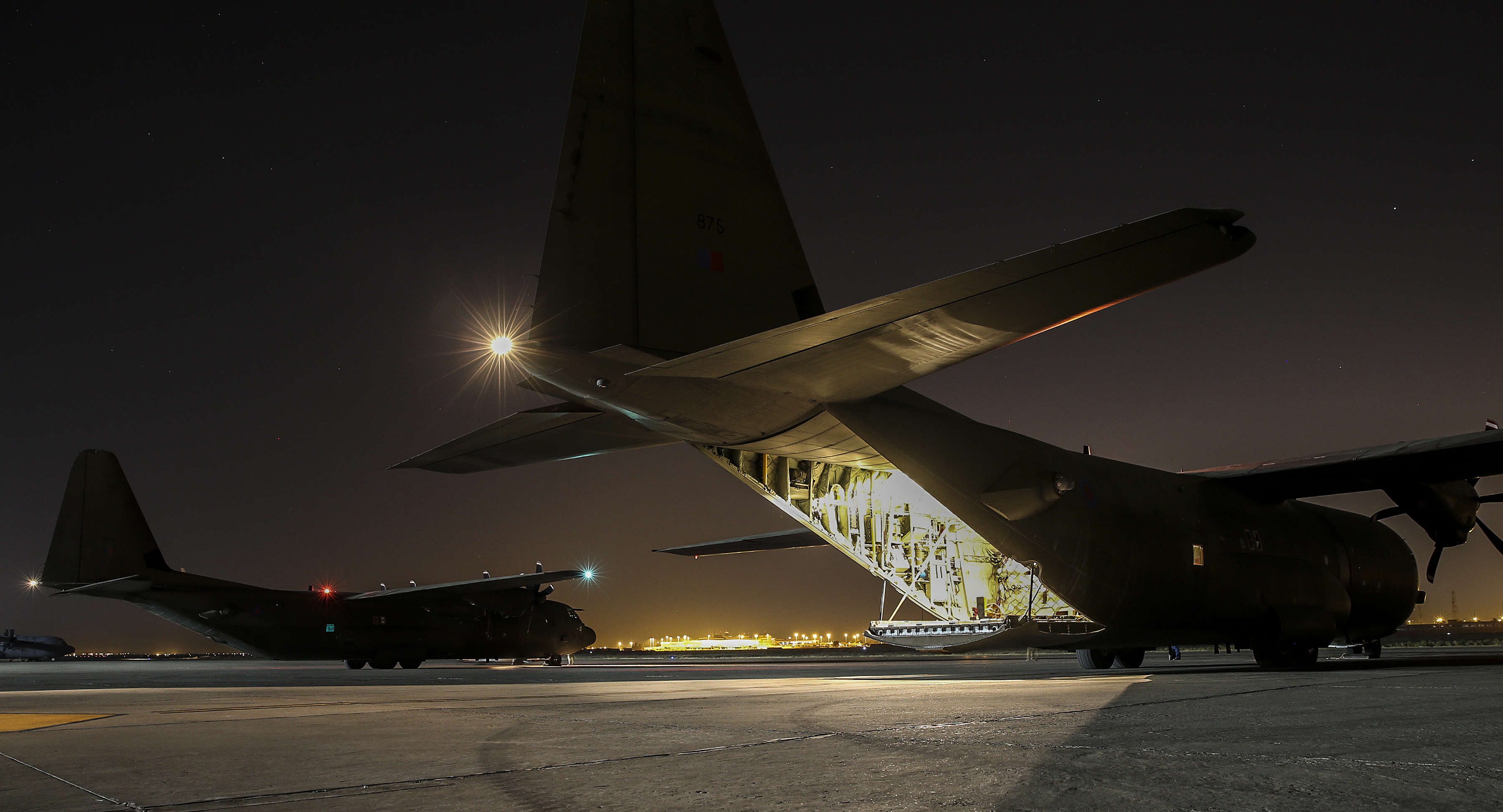
Aviones de transporte C-130 Hercules de la Royal Air Force, empleados en misiones de transporte de ayuda humanitaria.

El 27 de septiembre de 2015, dos aviones de combate Tornado de la Royal Air Force, acompañados de un avión de reabastecimiento del tipo Voyager, comenzaron a realizar vuelos de reconocimiento sobre posiciones de Estado Islámico en Irak, un día después de que la Cámara de los Comunes autorizara la participación británica en la campaña militar contra la milicia terrorista.
El 30 de septiembre, dos aviones Tornado destruyeron un reducto y un vehículo armado pertenecientes a los terroristas, a solo 3 km de la frontera con Turquía.
El 6 de octubre, dos aviones Tornado bombardearon con bombas Paveway, guiadas por láser, un edificio ocupado por yihadistas de Estado Islámico cerca de Ramadi.

#### Bélgica
El 5 de octubre de 2014, dos aviones belgas bombardearon posiciones en territorio iraquí al detectar elementos de Estado Islámico combatiendo contra fuerzas de ese país, esto se llevó a cabo dentro de la Operación Falcon (nombre de la operación belga dentro de la guerra). El parlamento belga dio el visto bueno a la intervención en Irak el 26 de septiembre con el envío de seis cazas F-16.

#### Países Bajos
El 7 de octubre, dos aviones F-16 neerlandeses atacaron por primera vez objetivos de Estado Islámico en Irak; los cazas lanzaron tres bombas contra vehículos armados en manos de los yihadistas, y posiblemente habrían matado a tres miembros de Estado Islámico.

#### Australia
El 8 de octubre de 2014, Australia llevó a cabo su primera ofensiva aérea. Un F-18 lanzó dos bombas contra unas instalaciones de Estado Islámico.
En más de 40 misiones en Irak contra Estado Islámico, la aviación australiana ha eliminado un número indeterminado de yihadistas e incluso destruido refinerías de petróleo bajo su control, en palabras de David Johnston, almirante a cargo de las operaciones.
El terrorista Mohammad Ali Baryalei, un prófugo de la justicia australiana, ha sido acusado de planear asesinatos al azar de civiles en Sídney al estilo de Estado Islámico, había muerto en combate en Oriente Medio a fines de octubre.
El 12 de septiembre de 2015 el primer ministro australiano confirmó que aviones australianos realizaron la primera operación de combate contra posiciones de Estado Islámico en Siria, posteriormente al reconocimiento del terreno por aviones Hornet, un avión de reabastecimiento de combustible y otro de reconocimiento participaron en esta misión, sin lanzar ninguna bomba.
El 15 de septiembre, el Mando Central informó que la Fuerza Aérea Australiana, junto a la coalición occidental en Siria, realizó tres bombardeos aéreos sobre un lugar de recolección de petróleo, una unidad táctica de Estado Islámico y un transporte blindado de personal. El Mando Central también reveló que también se realizaron otros quince bombardeos aéreos en Irak.

#### Canadá
El 2 de noviembre de 2014, dos F-18 canadienses bombardearon posiciones de Estado Islámico en los alrededores de Fallujah, una semana después de la muerte de dos soldados canadienses en ataques ejecutados en Canadá por personas supuestamente influenciadas por Estado Islámico.
El 5 de noviembre, los primeros ataques realizados por los cazas canadienses en Irak contra Estado Islámico destruyeron artefactos de construcción y un camión que los yihadistas querían utilizar para inundar un valle.
El 9 de abril de 2015, Canadá lanzó ataques aéreos contra Estado Islámico en Siria. Las autoridades militares canadienses añadieron que los ataques fueron realizados por dos CF-18 que utilizaron «municiones guiadas de precisión» contra una posición de Estado Islámico en Raqa. En el ataque también participaron otros ocho aviones de países de la coalición, incluidos seis de Estados Unidos.
Este ataque se debe a que en abril el primer ministro canadiense, el conservador Stephen Harper, decidió expandir las operaciones contra Estado Islámico y prolongarlas hasta el 30 de marzo de 2016. La operación canadiense lleva el nombre de Operación Impacto.

### Operaciones en tierra de la coalición occidental

#### Estados Unidos
El 18 de diciembre de 2014, una primera unidad terrestre del ejército estadounidense entró en combate abierto contra combatientes de Estado Islámico en la provincia occidental iraquí de Anbar. El combate se registró cerca de la base Ain al-Assad que se encuentra a 90 kilómetros de la ciudad de Ramadi. Tras dos horas de combate, los estadounidenses, apoyados por cazabombarderos F-18, lograron repeler el ataque contra la base. Los terroristas se vieron forzados a retirarse de la zona de Al-Dolab, que se encuentra a 10 km de la base.
Durante ese mismo día, efectivos estadounidenses participaron en un contraataque que fue llevado a cabo por fuerzas locales y del Ejército iraquí cerca de la base. Según confirmó el Departamento de Defensa, Estados Unidos es objeto de ataques de Estado Islámico desde diciembre de 2014.
El 12 de febrero de 2015, Estado Islámico se hizo con el 90 % de Baghdadi, una localidad situada en el oeste de Irak, amenazando una base aérea donde las fuerzas militares de Estados Unidos están entrenando a tropas iraquíes. Los funcionarios afirmaron que otro grupo de terroristas atacó entonces la fuertemente vigilada base aérea de Ayn Al Asad, a unos cinco kilómetros al suroeste de la localidad, pero no logró acceder al lugar. Unos 320 infantes estadounidenses están entrenando a miembros de la Séptima División iraquí en la base, que ya había sido alcanzada por proyectiles de morteros en al menos una oportunidad previa desde diciembre de 2014. Fuerzas iraquíes lograron repeler el ataque sin registrarse ninguna víctima por parte de las fuerzas estadounidenses.
El 11 de marzo de 2015, un soldado estadounidense recibió un disparo en la base de Besmaya, siendo el primero en resultar herido en un enfrentamiento contra Estado Islámico, desde que las tropas de ese país toman parte en las labores de defensa, a pesar de que su trabajo es entrenar a las tropas iraquíes. Se ha cifrado en un centenar la cantidad de militares estadounidenses que se encuentran en ese lugar, además de sus compatriotas adicionales, que ejercen funciones de guardia.
El 16 de mayo de 2015, tropas especiales estadounidenses montaron una repentina operación en la localidad siria de Omar, que concluyó con un tiroteo en el que fue abatido un comandante de Estado Islámico llamado Abu Sayyaf, fue capturada su esposa y se rescató a una mujer que estaba esclavizada, informó el Pentágono.
El 19 de marzo de 2016 el segundo soldado estadounidense murió en acción debido a un ataque indirecto con cohetes a una base en Makhmur al norte de Irak mientras que ocho soldados estadounidenses sufrieron heridas.
Tres días después la base volvió a sufrir otro ataque más por parte de yihadistas de Estado Islámico pero esta vez sin causar bajas en las filas estadounidenses.
El 18 de julio de 2016 tres soldados estadounidenses murieron debido al impacto de un misil guiado por láser saldándose con la muerte de ellos tres y un soldado herido, al día siguiente otro soldado estadounidense resultó herido.

##### Operaciones de rescate de rehenes por Estados Unidos
Efectivos pertenecientes a Fuerza Delta ―el grupo de élite estadounidense― efectuaron una operación en Raqa con el objetivo de rescatar a rehenes estadounidenses, entre ellos James Foley y Steven Sotloff, periodistas en manos de terroristas de Estado Islámico. Dos docenas de miembros de la fuerza especial estadounidense entraron en combate con los yihadistas, en el cual un efectivo resultó herido. La misión fracasó debido a que los periodistas se encontraban fuera de la ciudad y fueron finalmente ejecutados, al igual que los otros rehenes.
En la noche del 1 de enero de 2015, dos intentos de misiones de rescate para salvar a los rehenes en poder de Estado Islámico en Siria terminaron en fracaso. Según los militantes, las acciones se llevaron a cabo el 1 de enero en Raqa. El objetivo era recuperar un número de rehenes, incluyendo a Muadh al-Kasasbeh, el piloto jordano capturado tras el derribo de su avión sobre territorio controlado por los terroristas, que finalmente fue ejecutado en febrero.
La operación se llevó a cabo alrededor de 20 kilómetros al este del centro de la ciudad principal. Abu Ibrahim al-Raquaoui, un militante en Raqa y administrador de la campaña secreta anti Estado Islámico local, «Raqa está siendo silenciosamente sacrificada», confirmó que las dos operaciones de rescate intentos se hicieron durante la noche.
Según informes, cinco aviones de la coalición sobrevolaban a baja altura sobre la ciudad, mientras que se llevaron a cabo más de doce allanamientos en las afueras. Aeronaves de reconocimiento se utilizaron para prestar ayuda en los ataques, que resultaron en la destrucción de un número de clave es edificios.
En el área Rumelia, al otro extremo de la ciudad, dos helicópteros intentaron desplegar fuerzas especiales sobre el terreno para rescatar a los rehenes. Sin embargo, ambos recibieron fuego pesado de los terroristas de Estado Islámico. Testigos afirmaron haber escuchado los disparos y helicópteros de combate dando vueltas sobre la zona.
Ante los disparos de los yihadistas, ambos aparatos se vieron obligados a abortar su intento de aterrizaje. Fuertes enfrentamientos estallaron en torno a la calle Al Saqiya, donde estos habían tratado de aterrizar. Otro intento tuvo lugar en el este de Raqa, entre las aldeas de la zona Alekershi.
El 22 de octubre de 2015, en Hawija, fuerzas estadounidenses e iraquíes rescataron a aproximadamente 70 kurdos y 20 miembros de las Fuerzas de Seguridad iraquíes que habían sido apresados por Estado Islámico en Irak, luego de obtener información sobre su «inminente ejecución». También fueron capturados varios terroristas. Asimismo, también murió el primer militar estadounidense (en combate) de esta contienda.

#### Reino Unido
Por otra parte, fuentes de inteligencia revelaron que el primer ministro, David Cameron, había dado «carta blanca» al SAS para atacar al grupo Estado Islámico en donde sea que estuvieran, en respuesta a los 30 ciudadanos británicos que fueron asesinados por Estado Islámico en Túnez el 26 de junio.
El 2 de enero de 2016 cinco supuestos espías británicos fueron ejecutados por Estado Islámico y a su vez los yihadistas amenazaron con invadir el Reino Unido.
El 6 de febrero de 2016 tres soldados de las fuerzas especiales británicas fueron heridos cuando el ejército iraquí fue cercado por treinta milicianos de Estado Islámico en las afueras de Mosul. El contingente anti Estado Islámico contaba con una patrulla de veinticinco soldados de fuerzas especiales procedentes de Estados Unidos, Reino Unido y Alemania. Finalmente todos los soldados de Estado Islámico fueron neutralizados.
En enero de 2016 fuerzas especiales británicas fueron desplegadas en Libia con el fin de proteger los campos petrolíferos de Libia.

#### Australia
En 2015 el país oceánico cuenta con unos 530 efectivos en Irak, de los cuales unos 200 son fuerzas especiales, mientras el resto se encuentran en la base de Taji, en el norte de Bagdad. En una operación conjunta con Nueva Zelanda, Australia entrena a unidades del Ejército iraquí en una campaña «detrás de las cámaras».

#### Francia
Para febrero de 2016 según Le Monde, Francia realiza operaciones militares clandestinas en Libia, es decir acciones de comando, sabotaje y asesinatos selectivos contra militantes o dirigentes de Estado Islámico, en el marco de una estrategia occidental de lucha contra el terrorismo islámico en todo el Magreb. Además la aviación francesa realiza desde hace meses operaciones de información y espionaje, en estrecha colaboración con el arma aérea de los Estados Unidos, fruto de la concertación al más alto nivel.
El 18 de julio de 2016 tres soldados de las fuerzas especiales francesas murieron tras el derribo de un helicóptero por la Brigada de Defensa de Bengasi en la ciudad libia de Bengasi. A última hora del 20 de julio de 2016, medios libios informaban de la muerte de al menos tres soldados franceses que operaban en suelo libio, una noticia confirmada a la mañana siguiente por el propio Ministerio de Defensa francés. Inicialmente, el presidente francés Francois Hollande señaló que se trataba de un accidente, pero después el Ministerio de Defensa quien informó que la aeronave fue derribada por la Brigada de Defensa de Bengasi. El helicóptero fue derribado por un misil SA-7 portátil que se dispara sobre el hombro. la muerte de los tres soldados francés mientras operaban en Bengazi confirma el secreto a voces de que fuerzas occidentales han enviado tropas sobre el terreno para colaborar con el LNA de Jalifa Hifter, que ya recibe apoyo oficial de países como Egipto.

#### Italia
Según una agencia de inteligencia israelí, Italia tiene actualmente desplegadas fuerzas especiales en Libia. A finales de abril, un convoy que transportaba soldados de las fuerzas especiales británicas e italianas, fue víctima de una ataque suicida perpetrado por varios miembros de Estado Islámico en la ciudad costera de Misurata, hiriendo algunos soldados italianos.
A mediados de septiembre, el Gobierno italiano decidió establecer un hospital de campo en las proximidades del aeropuerto de Misurata (Libia) para asistir médicamente a los soldados heridos en la ofensiva, el cual contaba con cien sanitarios y doscientos soldados para su defensa.
Asimismo, se confirmó a mediados de octubre que Italia desplegó alrededor de 500 efectivos de fuerzas especiales de la Fuerza Aérea y el Ejército, así como artillería ligera y helicópteros de ataque AW129 Mangusta en las inmediaciones de la ciudad de Mosul, como parte de la batalla que se libro en esa ciudad.

#### Canadá
El 19 de enero de 2015, el general canadiense Michael Rouleau admitió que sus fuerzas especiales intercambiaban disparos desde hacía una semana con terroristas de Estado Islámico de Irak y el Levante (EIIL) en Irak, mientras adiestraban a las fuerzas iraquíes para el combate. Las fuerzas canadienses cayeron bajo el fuego de morteros y ametralladoras y respondieron al ataque, en un acto que el comandante de las fuerzas especiales de Canadá describió como «de legítima defensa», sin producirse víctimas en las fuerzas canadienses.
El 26 de enero de 2015, las fuerzas canadienses expresaron que mantuvieron dos nuevos enfrentamientos contra Estado Islámico de Irak y el Levante, según un comunicado del comandante de las fuerzas especiales, Paul Forget. Por otra parte, la revelación de estos nuevos combates provocó que los partidos de la oposición volvieran a acusar al Gobierno del primer ministro canadiense, Stephen Harper, de engañar al país sobre el papel de sus soldados en Irak.
Posteriormente a ello el 6 de marzo de 2015 año se registraba el primer soldado canadiense muerto, cuando el soldado de apellido Doiron fue abatido por soldados kurdos en la oscuridad de la noche cuando su unidad de fuerzas especiales canadienses regresaba a un puesto de observación. Los kurdos indicaron que sus fuerzas, aliadas de Canadá en la lucha contra Estado Islámico de Irak y el Levante, abrieron fuego contra los militares canadienses cuando estos se presentaron sin previo aviso en las líneas del frente, al mismo tiempo los canadienses indicaron lo contrario. Este hecho se ha descrito como de fuego amigo. Además del soldado muerto, los kurdos hirieron a tres soldados canadienses.
En febrero de 2016 Canadá decide poner fin a su intervención en Irak y Siria debido a que el primer ministro Justin Trudeau dio a conocer que su país desea mantener la paz.

### Coalición aérea árabe
El 6 de febrero de 2015, los aviones marroquíes que participaban en la coalición contra Estado Islámico cesaron los bombardeos contra sus posiciones en Irak y Siria, después de que lo hicieran los de los Emiratos Árabes Unidos, aunque estos no lo hayan confirmado oficialmente, fuentes estadounidenses revelaron al New York Times, sin ser en ningún momento desmentidas, que los aviones emiratíes dejaron de participar en los bombardeos desde que se conoció la captura del piloto jordano Moaz Kasasbeh.

#### Jordania
El 25 de diciembre de 2014, Jordania suspendió temporalmente su participación en los bombardeos después de que Estado Islámico capturara a un piloto jordano durante una operación en Siria, luego del derribo de su avión el día anterior, según la parlamentaria jordana Rula al-Hroob. Además, han crecido las voces en todo el país que exigen el cese de la participación del país en la coalición internacional contra Estado Islámico, debido a la oposición de diputados jordanos a la guerra. Finalmente, la misión para rescatar al piloto jordano por fuerzas especiales estadounidenses resultó un fracaso y el piloto fue asesinado por los terroristas.
El 5 de febrero de 2015, luego de que Estado Islámico publicara un video la ejecución del piloto jordano capturado, los indignados mandos militares jordanos cancelaron la tregua y autorizaron la Operación Mártir Muaz: una treintena de aviones bombardearon objetivos en Siria, y afirmaron haber matado a 7000 terroristas en tan solo tres días.
Según el ejército, los ataques estuvieron dirigidos a centros de formación de Estado Islámico y depósitos de municiones, y fuentes de seguridad citadas por Reuters reportaron que estos habían tenido lugar en Deir Ezzor y Raqa. Según Estado Islámico, en una de esas operaciones habría muerto una cooperante estadounidense de 26 años, sin que Washington confirmara o negara la información.
Supuestamente, esta cooperante que Estado Islámico capturó, responde al nombre de Kayla Mueller, habría sido capturada en 2013 en el norte de Siria y en un primer momento se la había condenado a «cadena perpetua», en venganza por el encarcelamiento de la paquistaní Aafia Siddiqui. La familia de la joven había pedido a medios de comunicación, ONG y autoridades estadounidenses que no hiciesen pública la identidad de Kayla, por temor a que Estado Islámico tomase represalias.
Sin embargo, tras las últimas noticias, publicaron un comunicado en el que mostraban su confianza en la posibilidad de que su hija estuviese viva, e hicieron un llamamiento al grupo terrorista para que «cuide de ella».

#### Libia
El 16 de febrero de 2015, la Fuerza Aérea de Egipto, en conjunto con la Fuerza Aérea de Libia efectuaron al menos ocho ataques aéreos contra posiciones de Estado Islámico en Libia. La ofensiva egipcia tuvo lugar en las localidades libias de Derna, Sirte y Ben Jawad, todas ubicadas en la costa del mar Mediterráneo.
Los bombardeos se llevaron a cabo luego de que los terroristas presentaran un video con el asesinato de 21 coptos egipcios.
El comandante de la defensa aérea de Libia, Saqer al Jorushi, comentó a Al Arabiya que los ataques egipcios estuvieron coordinados con el Ejército libio. Entre 40 y 50 yihadistas murieron en los ataques aéreos en Libia.

#### Turquía
Pese a la aparente ambigüedad en la postura de Turquía ante Estado Islámico, el 24 de julio de 2015, la aviación de dicho país inicio una vasta ofensiva contra el los terroristas y contra el Partido de los Trabajadores del Kurdistán (PKK).
La situación en Turquía empeoró bruscamente tras el atentado perpetrado por Estado Islámico en Suruc, ciudad cercana a la frontera con Siria, y el asesinato de varios policías en las provincias del sureste, reivindicado por el PKK. Además, más de 50 personas resultaron víctimas de las acciones de los terroristas. El primer ministro turco Ahmet Davutoglu que «la operación del Ejército turco en el norte de Irak contra los militantes de Partido de los Trabajadores del Kurdistán (PKK), se mantendrá hasta que estos sean desarmados».
Además Turquía desplegó (por primera vez en cuatro años) luego de que rebeldes kurdos mataran a cerca de 30 soldados y policías, en dos ataques, 16 soldados muertos en una emboscada de la guerrilla en el área de Daglica y al poco, en la provincia suroriental de Cizre, tres uniformados morían por fuego de artillería lanzado por supuestos miembros del PKK y luego dos más en dos provincias distintas. Por ello fuerzas especiales se desplegaron en suelo del PKK para asesinar a "un centenar de terroristas" del PKK, según la agencia de prensa Dogan, que cita a fuentes militares.
El 10 de septiembre de 2015 la Fuerza Aérea Turca bombardeo campamentos de los rebeldes del Partido de los Trabajadores del Kurdistán (PKK) que dejaron por lo menos 60 muertos en el norte de Irak. La aviación turca atacó las bases de Qandil, Khakurk, Havashin, Metina, Basyan, Gare, Zap y Haft Anin. Desde finales de julio de 2015, el gobierno de Turquía ordenó una serie de bombardeos aéreos contra las bases de los rebeldes kurdos en el norte de Irak, en represalía por los ataques contra sus fuerzas de seguridad.
Turquía ha bombardeado a Siria por la amenaza de Estado Islámico. Ambos países mantienen conflictos desde 2012 cuando se desató la guerra civil siria pero se han agravado las tensiones y acciones bélicas por el accionar de Estado Islámico en Siria.
El 28 de noviembre de 2015, el Ejército sirio denunció un ataque de Turquía contra una de sus posiciones en el norte de la provincia de Latakia (noroeste de Siria).
Los bombardeos se produjeron en la localidad de Harcele, cerca de la frontera turca, en una operación llevada a cabo por dos aviones F-16.
Los bombardeos fueron una represalia por un atentado atribuido a Estado Islámico en el centro de Ankara en el que murieron asesinados más de cien ciudadanos turcos.
El 19 de diciembre de 2015 Turquía retiró sus tropas del norte de Irak tal como se lo había solicitado el gobierno de Irak y el de Estados Unidos.
Aunque no todas fueron retiradas, porque luego del atentado en Estambul a principios de enero de 2016 la artillería turca de tanques y cañones atacaron objetivos yihadistas en Siria e Irak intensificando su ofensiva, y no retirando sus fuerzas del norte de Irak como lo había pedido el gobierno iraquí.
A fines de febrero de 2016 tanques turcos cruzaron la frontera turca para adentrarse en la provincia siria de Alepo, según Telesur, de que un informe publicado por la agencia de noticias turca ANHA, los soldados empezaron a cavar una trinchera en las cercanías del pueblo de Meidán Ekbis para sitiar el lugar.
Por otra parte, el sitio web RT (Moscú) informó que la agencia de noticias TASS transmitió de que las fuerzas turcas están realizando bombardeos contra la ciudad kurda de Afrín, que está situada en territorio sirio.
El 24 de agosto de 2016 Turquía lanzó su mayor campaña militar hasta el momento en Siria con el envío de tanques, aviones y fuerzas de operaciones especiales, con el objetivo de recuperar uno de los bastiones de Estado Islámico en Siria.
La ofensiva conjunta con los bombardeos de EE.UU. es contra la ciudad de Jarabulus, una de las últimas que los islamistas controlan en la frontera con Turquía parece dirigida a disminuir la tensión generada entre ambos países tras el golpe de Estado fallido de julio y tiene como objetivo liberar el paso para que los rebeldes sirios tomen el control de esa ciudad fronteriza y supone una escalada significativa en el combate contra Estado Islámico además de contener las aspiraciones territoriales de las milicias kurdas, las cuales Turquía ve como su enemigo principal en este conflicto. Esos grupos estaban a punto de avanzar sobre Jarabulus.
El 11 de febrero de 2017 fuerzas del ELS y turcas entraron en las perfierias de la parte oeste de la ciudad de Al Bab, desde hace tres meses que vienen combatiendo contra las fuerzas de Daesh y ya controlan la parte oeste, es decir ya controlan el 10 %. En la periferia sur de Al Bab se encuentra el Ejército sirio, apoyado por la milicia chií libanesa Hizbulá y tropas rusas. El 10 de ferebro han tomado el control de la localidad de Tadif, al sur de Al Bab, y han matado a "650 terroristas", según Rusia. El 23 de febrero de 2017 la ciudad de Al Bab fue liberada casi en su totalidad, según un anuncio del Ministro de Defensa turco.
El 29 de marzo de 2017 Turquía dio por finalizada la Operación Escudo del Éufrates. Aunque el primer ministro turco preciso que si se requería otra operación en Siria se llevaría a cabo.
Hasta la fecha cerca de 93 soldados turcos han muerto en el conflicto de la guerra civil siria y contra Dáesh, 66 desde la Operación Escudo del Éufrates desde agosto de 2016 en Siria.

### Israel
En agosto de 2015 Israel atacó a Siria en represalia por la caída de cohetes en su territorio.
Según la cadena iraní HispanTV, los ataques estarían destinados a debilitar al ejército sirio.
El Observatorio Sirio para los Derechos Humanos dijo que no hubo víctimas.
También hubo árabes israelíes que se unieron a Estado Islámico.
Israel y Rusia alcanzaron un acuerdo para coordinar sus acciones militares en Siria.

### Intervención liderada por Irán

#### Irán
El 3 de diciembre de 2014 ―según fuentes del Pentágono―, Irán habría bombardeado posiciones de Estado Islámico en el este de Irak, utilizando sus aviones F-4 Phantom. Sin embargo, tanto Washington como Teherán negaron que los ataques se estén llevando a cabo en conjunto con la coalición. Además, el Brigadier General Massoud Jazayeri desmintió «cualquier intención de colaborar con Washington».
El 6 de diciembre de 2014, el viceministro de Exteriores persa, Ibrahim Rahimpur, reconoció que sus aeronaves atacaron posiciones de Estado Islámico en Irak, así mismo también indicó que el principal fin de los golpes aéreos es «prestar ayuda a los amigos de Irak», además señaló que «Irán no coordinó sus acciones con Estados Unidos, pero sí con el Gobierno de Irak, ya que cualquier operación militar de ayuda se realiza a su petición».
El 28 de diciembre de 2014, el brigadier general Hamid Taqavi de la Guardia Revolucionaria de Irán, murió durante un combate contra Estado Islámico en Irak. Según una declaración de la Guardia en línea, Taqavi murió «mientras cumplía su misión de asesoría para confrontar a los terroristas de Estado Islámico en Samarra».
El 9 de octubre de 2015, el cuerpo de los Guardias de la Revolución de Irán confirmó la muerte en Siria de uno de sus generales, Hossein Hamadani, asesinado cerca de Alepo mientras asesoraba al Ejército sirio. No se precisó la autoría de su asesinato, aunque el ELS (Ejército Libre Sirio, formado por mercenarios extranjeros) se ha atribuido su muerte.
En el fin de semana del 6 de mayo de 2016 se registraron combates en torno a la estratégica ciudad de Khan Tuman (al sur de Alepo) donde Irán sufrió la baja de al menos 13 oficiales durante las batallas en el sur de Alepo. La cifra fue confirmada por medios estatales, aunque se prevé que la cifra de decesos es mucho más alta, según consigna el Consejo Nacional de la Resistencia iraní (CNRI) debido a que la Guardia Revolucionaria Iraní centró allí su misión en Siria para tomar el control de la mayor parte de Alepo. Con ello para el 8 de mayo de 2016 la cifra de militares iraníes asciende a mínimamente 245 soldados muertos en su misión en Siria y a 35 soldados muertos en Irak, en la cual se cuenta por lo menos 5 oficiales de alto rango muertos.

#### Hezbolá
En julio de 2014, Hezbolá envió un número indeterminado de estrategas y analistas de inteligencia a Bagdad, como respaldo al despliegue militar iraní en contra de Estado Islámico. El 16 de julio sufrió su primer baja.
El diario Christian Science Monitor aseguró que una unidad de 250 soldados ejercía la responsabilidad de «aconsejar, entrenar y coordinar a las milicas chiíes iraquíes»,
mientras que la agencia Reuters reportó que había «docenas» de veteranos en Irak.

### Petición internacional para intervención terrestre
En mayo de 2015, en una carta enviada y publicada por el matutino británico The Daily Mail, el general británico Richard Dannatt (exjefe de Personal de las Fuerzas Armadas Británicas y que llegó a asesorar al Partido Conservador en cuestiones de defensa), además de los generales David Richards y Tim Cross, recomendaron el envío de una brigada de infantería, en el caso de Dannatt de 5000 soldados británicos como parte de una coalición internacional, la supuesta escalada militar del año 2015 a partir de los ataques aéreos contra las bases de Estado Islámico ha demostrado ser insuficiente, expresaron ellos. «Ha llegado el momento de abrir un debate público», destacó en la misiva dirigida (de Dannatt) a los dirigentes políticos, especialmente al primer ministro británico David Cameron y que reconoce la necesidad de forzar una resolución en el Consejo de Seguridad de la ONU y de negociar la posibilidad de un «santuario» para el presidente Asad que despeje la posibilidad de intervenir directamente en Siria. Cross, quien consideró que «la falta de voluntad y de motivación es un problema fundamental en el Ejército iraquí». «No hay cohesión ni tienen un liderazgo fuerte: no creo que nadie pueda dudarlo a estas alturas», sostuvo.
El 14 de junio de 2015, el expresidente de los Estados Unidos George W. Bush pidió una intervención militar en Irak y Siria.
Según una encuesta conjunta de Wall Street Journal y NBC News, publicada el 24 de junio de 2015, el 60 por ciento de los estadounidenses afirmaron apoyar el envío de tropas a Irak para luchar contra Estado Islámico.

### Intervención militar en Irak

#### Intervención alemana

##### Campaña terrestre
El 1 de diciembre de 2015 Alemania realizó un anuncio sobre la intervención militar terrestre de ese país en Irak. (Para ampliar la información véase: Intervención alemana en Siria, más adelante).

#### Intervención estadounidense

##### Campaña terrestre
El 1 de diciembre de 2015 el Departamento de Defensa de los Estados Unidos a través de Secretario Ashton Carter, anuncia que el presidente de su país Barack Obama había autorizado desplegar en Irak un contingente de Fuerzas Especiales Expedicionarias cuyos fines son apoyar al contingente militar habido en Irak, por lo que procederían a «llevar a cabo incursiones, liberar rehenes, reunir información de inteligencia y capturar a líderes de Estado Islámico.

### Intervención militar en Siria

#### Intervención alemana

##### Campaña terrestre
El 1 de diciembre de 2015 el Gobierno alemán envió una misión militar contra Estado Islámico en Siria e Irak de la que formarán parte 1200 militares. La decisión fue tomada y aprobada por amplia mayoría de los integrantes del Parlamento de ese país, por lo que la canciller Angela Merkel posee el permiso jurídico para organizar la misión antes de Navidad. Dicha operación militar del ejército alemán es considerada como la mayor intervención en el extranjero en estos momentos, su segundo mayor despliegue después de Afganistán.

#### Intervención rusa
En diciembre de 2015 Rusia entró oficialmente en la Guerra Civil Siria y contra Estado Islámico. El 14 de marzo de 2016, Putin, presidente de Rusia, anunció oficialmente el inicio de la retirada de las tropas de Rusia en Siria al dar por cumplida su misión antiterrorista, pero dijo que Rusia mantendrá su presencia en el puerto sirio de Tartus y en el aeródromo Hmeymim.
Desde el comienzo de la participación rusa pasando por la retirada gradual y permanencia actual de Rusia en la guerra han muerto en Siria 127 soldados rusos, contando los 39 soldados rusos que viajaban en el accidentado Antonov An-26 en Siria y contando, aunque fuera de Siria pero como parte de la misión, 8 soldados murieron (de las 92 personas que viajaban, la cual fallecieron todas) un avión Tu-154 con destino a Siria se estrelló en el Mar Negro; el 17 de septiembre de 2018 un avión ruso de reconocimiento Ilyushin Il-20 fue derribado por las defensas antiaéreas sirias por error mientras aviones de la aviación israelí atacaban la localidad de Latakia, muriendo en el acto 15 soldados rusos. Estos tres accidentes de aviación militar junto con las demás bajas hace un total de 135 soldados rusos muertos en la misión en Siria y contra Dáesh. Según el Ministerio de Defensa de Rusia, 116 soldados rusos han muerto en la guerra en Siria.
Después de que el 6 de diciembre de 2017 Rusia anunciara que todos los territorios controlados antes por los terroristas de Daesh en Siria fueron liberados, Vladímir Putin, ordenó un recorte del contingente ruso emplazado en el país árabe.
Desde el principio de su participación en la guerra en septiembre de 2015, Rusia anunció que envió más de 63.000 militares a Siria, además señaló que la Fuerza Aérea Rusa realizó más de 39.000 incursiones, en las que abatieron a más de 86.000 insurgentes y destruyeron 121.466 objetivos terroristas.

##### Ataque a la base aérea rusa T4
Tanto Estado Islámico como la agencia estadounidense Stratfor anunciaron que Dáesh atacó la semana pasada una base aérea de importancia estratégica en el centro de Siria el pasado 17 de mayo conocida como T4, una de las más importantes de Siria, utilizada por las fuerzas rusas y destruyeron varios de sus helicópteros. "En particular, cuatro helicópteros de ataque rusos MI-24 parecen haber sido destruidos", apunta la agencia. Asimismo, Stratfor destaca que la parte noreste del aeropuerto, donde se concentra el uso de helicópteros, sufrió daños considerables, y además hubo veinte camiones que fueron alcanzados por el fuego de artillería. La base T4 alberga dos escuadrones de aviones de combate, compuestos por cazas Sukhoi Su-22 y el otro por Su-20, que han estado efectuando misiones como la que recientemente acabó con la recuperación de Palmira de manos de Estado Islámico. El Ministerio ruso de Defensa expresó que los vehículos y equipos aéreos quemados, además de los abundantes cráteres de impactos de proyectiles, llevan ahí desde hace meses y han sido causados durante los "intensos combates desarrollados en este aeródromo entre las fuerzas del Gobierno sirio y milicianos de grupos terroristas".
El 11 de diciembre de 2016, Estado Islámico reconquistó Palmira y luego de dicha reconquista se registraron combates en dicha base ruso siria la cual queda cerca de dicha ciudad, en la ofensiva los yihadistas rodearon casi por completo la base.

##### Ataque al Aeródromo de Hmeimim
El 31 de diciembre de 2017 un grupo de rebeldes (sin conocer exactamente que tipo de agrupación) atacó el aeródromo de Hmeimim. Rusia admitió el ataque y que dos militares rusos perdieron la vida en ellos, pero negó la perdida de material bélico en la que el periódico ruso Kommersant había reportado que 10 personas resultaron heridas y que al menos siete aviones de combate apostados en el aeródromo de Hmeimim fueron destruidos. Entre los aparatos perdidos habría cuatro bombarderos Su-24, dos modernos cazas Su-35S y un transporte An-72, según relataron fuentes militares al periódico. Además Rusia también desmintió que como indica el periódico ruso Kommersant que los morteros de los atacantes hicieron estallar un depósito de municiones.

##### Bombardeos
Durante meses, Rusia había defendido su estrategia ante el conflicto y más aún con la afirmación del presidente Putin de que ayudaría a Siria a luchar contra el terrorismo. Primero, impulsar a los opositores sirios a unificar sus posiciones para negociar con el gobierno una salida a la crisis política, y más tarde crear una coalición militar que incluya a Turquía, Arabia Saudí y al ejército regular sirio para combatir a Estado Islámico.
En septiembre de 2015, varios informes de la inteligencia estadounidense apuntaron que Rusia había enviado una avanzadilla militar para apoyar a las fuerzas de Al Assad, en la zona de Latakia. Además de los militares, se informó sobre el envío de viviendas prefabricadas ―que podrían alojar hasta un millar de asesores o militares rusos― así como un sistema de control de tráfico aéreo.
Fotos de soldados rusos enviadas por Internet mostraron su presencia en Siria. Según detalló el Daily Mail, las fotos, en un principio, habrían sido difundidas por los propios soldados rusos en sus cuentas de redes sociales. Luego, ante la escalada de la tensión, las habrían borrado. En ellas se ve a soldados vistiendo las uniformes tradicionales del Ejército ruso, posando junto a pancartas con los rostros de Assad y Putin o custodiando camiones sirios. El rastreo de las ubicaciones demostró la presencia de soldados rusos en Alepo, Latakia, Hama, Damasco, Tartus y Al Soda: prácticamente en todo el país.
Según fuentes, los soldados que se negaron a combatir en Siria fueron reenviados a su base. Según el diario La Vanguardia, el 16 de septiembre de 2015, un representante del Estado Mayor les reveló que la compañía sería enviada al puerto sirio de Latakia, y no descartó que tuvieran que participar en acciones de combate.
Según ciertos reportes, elementos de las Fuerzas Armadas de Rusia habrían empezado a participar en operaciones de combate. Sin embargo, Moscú desmintió tales afirmaciones, afirmando que se estaban realizando ejercicios militares y que sus soldados eran «expertos sobre el terreno».
El 30 de septiembre de 2015, Rusia comenzó una intervención aérea en Siria en defensa de Al-Assad con el bombardeo de objetivos de Estado Islámico, poco después de que el presidente Vladímir Putin obtuviera la preceptiva autorización parlamentaria. El ataque ruso se concentró en la ciudad de Homs y las localidades de Rastane y Talbisse, bajo el control del Frente al Nusra, una facción rival de Estado Islámico y otros grupos pertenecientes al «Ejército Libre Sirio».
Tal como había adelantado su jefe de gabinete Serguéi Ivanov, el presidente Putin ha señalado que «ese apoyo se efectuará desde el aire, sin participación en operaciones terrestres».
Estados Unidos, enfrentado con el Kremlin por esta cuestión, ha tomado la misma postura que Francia, expresando que el ataque de Rusia no tiene propósitos estratégicos contra Estado Islámico, pero también añadió que apoyaría los ataques en tanto estuvieran dirigidos contra Estado Islámico, sin mezclarlo con un acto en respaldo de Al-Assad.
El 3 de octubre de 2015, fuentes rusas informaron que la aviación rusa bombardeó y destruyó un centro de mando, un arsenal y un almacén subterráneo de explosivos de Estado Islámico. Los ataques aéreos rusos se centraron en las provincias de Idleb y Al Raqa. Además, los bombarderos Su-24M destruyeron en la zona de Yisr al Shugur una base yihadista con armamento y automóviles militares utilizados por los terroristas para cometer atentados, y en la misma provincia resultó totalmente destruido otro fortín de Estado Islámico cerca de Maaret al Nuaman con armamento, munición y material explosivo. La inteligencia rusa informó de que los terroristas estaban abandonando las zonas bajo su control, y que el pánico en sus filas comenzaba a ocasionar deserciones; unos 600 mercenarios abandonaron sus posiciones e interntaron escapar hacia Europa.
El 7 de octubre de 2015, Rusia dijo haber atacado posiciones del grupo autodenominado Estado Islámico en Siria con misiles disparados desde barcos en el mar Caspio lanzando 26 misiles crucero a 11 blancos diferentes, destruyéndolos completamente. Según el ministro Shoigu, Rusia había golpeado 112 blancos diferentes desde el inicio de la campaña aérea.
Hasta el 16 de octubre de 2015, el Ejército de Rusia informó que ha efectuado más de 600 vuelos de combate y bombardeado 380 instalaciones del grupo yihadista Estado Islámico en Siria desde que comenzó operaciones en ese país. Rusia lanzó una operación aérea, con más de 50 aviones de combate y helicópteros artillados, contra los yihadistas en Siria el pasado 30 de septiembre, a petición del presidente sirio Bashar al-Assad, pero ha aclarado que no participará en operaciones terrestres.

##### Derribo delSu-24ruso por las fuerzas turcas
El 24 de noviembre de 2015 un avión de combate ruso Su-24 fue derribado por Fuerzas Aéreas turcas en la frontera entre Siria y Turquía. Asimismo, un helicóptero Mi-8 que se acercó a rescatar a los pilotos del caza fue también derribado. Murieron uno de los pilotos del caza y un infante de marina que participaba en la operación de rescate.
El copiloto ruso fue rescatado posteriormente con vida por las fuerzas especiales sirias y rusas.

##### Derribo del Ilyushin Il-20 perteneciente a la Fuerza Aérea Rusa
El 17 de septiembre de 2018 un avión de reconocimiento ruso Ilyushin Il-20 fue derribado por las defensas antiaéreas sirias S-200 por error mientras estas disparaban a aviones cazas israelíes F-16 que estaban atacando la región siria de Latakia. Este avión de reconocimiento estaba sobrevolando el Mar Mediterráneo (a 35 km de la costa siria) y se disponía a regresar a la base rusa de Jmeimim y se encontraba a 35 kilómetros de la costa siria. Cayo abatido en medio de los disparos antiaéreos la cual según Rusia fue utilizado como escudos por las naves aéreas israelíes que bombardeaban la zona mientras la fragata francesa Auvergne también lo hacia. Además Moscú acusó a Israel de no haber avisado sobre el ataque a Latakia. El avión ruso En el accidente murieron 15 soldados rusos.

##### Accidente delTu-154en el Mar Negro
El 26 de diciembre de 2016 un avión militar ruso, un Tupolev Tu-154 que había despegado de la localidad de Sochi e iba hacia Siria, cayó en el Mar Negro con 92 personas, entre los fallecidos se incluyen
64 miembros de un coro,
10 periodistas enviados de los canales NTV, Channel One y Zvezdá,
8 miembros de la tripulación,
8 militares,
2 responsables civiles y
1 miembro de una organización humanitaria internacional.

##### Accidente delAntónov-26
El 6 de marzo de 2018 se estrelló en Latakia, al noroeste de Siria, un Antónov-26 de transporte militar. Los 39 ocupantes que viajaban a bordo, todos ellos militares y de ellos seis miembros de la tripulación, perecieron en el accidente, que se produjo cuando iban a tomar tierra, según el Ministerio de Defensa ruso, a tan sólo 500 metros de la pista de la base aérea rusa de Hmeimim. El ministerio de Defensa ruso dijo que no se trato de un derribo y que su accidente esta bajo investigación. Se ha abierto una investigación criminal por posibles negligencias.

##### Campaña terrestre
El 8 de octubre de 2015, fuentes anónimas afirmaron que Rusia había desplegado al Spetsnaz en territorio sirio, para llevar a cabo operaciones especiales.
El 20 de octubre de 2015, el OSDH informó que en la noche anterior, tres combatientes rusos habían muerto en la provincia de Latakia, cuando combatían junto a tropas sirias contra los terroristas, aunque el gobierno ruso lo desmintió. El director del OSDH dijo que se trataba de combatientes rusos, aunque no sabía con precisión si se trataba de miembros de las fuerzas regulares rusas. Veteranos rusos de la guerra en el este de Ucrania informaron a la Agencia EFE sobre la muerte de ocho combatientes de origen ruso en Siria.
El 24 de octubre de 2015 un soldado ruso fue encontrado muerto, según el gobierno ruso fue resultado de un suicidio pero los familiares de dicho soldado no creyeron que se haya tratado de un suicidio.
El 12 de noviembre de 2015 blogueros rusos usaron fotos sacadas de las redes sociales, imágenes que han sido geolocalizadas o contrastadas con mapas de satélite para señalar que hay soldados rusos sobre el terreno en Siria, y no precisamente dentro de las bases. Ha llamado la atención que el armamento que portan estos blindados no es utilizado por el ejército sirio. Estados Unidos mencionó que Rusia ha incrementado su presencia en Siria hasta los 4000 efectivos (precedentemente había 2000). Ahora han sido tres veteranos rusos los geolocalizados en varias fotos, muchas de ellas en zonas ‘sensibles’ como Hama, Homs y Alepo, tres puntos que están muy lejos de la base que oficialmente tiene Rusia en Siria, en la región de Latakia. Estas fotos contradicen que tropas de tierra rusas solo se limitan a las labores de permanecer dentro de sus bases y que los cazas rusos solo llevan ataques aéreos contra objetivos terroristas.

##### Alianza para eliminar al terrorismo en Siria
Luego del incidente del derribo del avión ruso por Turquía, ambos países Rusia y Turquía (en enero de 2017) acordaron una tregua para luchar contra Dáesh y el terrorismo en Siria como habían acordado tanto Irán como Siria (en diciembre de 2016).
Luego de dicha tregua, el 9 de febrero de 2017 fuerzas del ELS y turcas trataban de liberar la localidad de Al Bab, un bombardeo ruso asesino accidentalmente a tres soldados turcos e hirió accidentalmente a 11 de ellos (1 en estado crítico), por ello el Presidente ruso Vladímir Putin pidió disculpas.

## Derrota de Estado Islámico en Irak y Siria
El 6 de diciembre de 2017, Rusia anunció la derrota total de los terroristas de Daesh en Siria. Mientras que el 9 de diciembre de 2017 el primer ministro iraquí, Haider al Abadi por parte de su país Irak declaró que Daesh sufrió la derrota militar en el país. Al mismo tiempo Irán también declaró la derrota de la organización terrorista en Irak y Siria.

## Supuesta creación de Estado Islámico para derrocar a Al Assad
Tanto el analista político estadounidense Patrick Welch como el exrepresentante ante el Senado de Illinois, aseguraron que Estados Unidos creó al grupo terrorista Estado Islámico con el fin de acabar con el Gobierno constitucional del presidente Bashar Al Assad. El excongresista aseguró que la administración estadounidense «hará lo imposible para mantener su presencia en Irak». Welch afirmó que Estados Unidos se ha valido del grupo takfirí como pretexto para desplegar de nuevo sus fuerzas militares en el país.[cita requerida]
Además, según el antiguo analista de la Agencia de Seguridad Nacional de Estados Unidos, Edward Snowden, los servicios de inteligencia estadounidenses y británicos habrían creado a Estado Islámico (EI, EIIL, DAESH o ISIS) mediante un trabajo conjunto.

### Apoyo logístico
El 6 de marzo de 2015, durante la operación «Picadura de Escorpión», que tuvo lugar en el distrito Tal Abata, al oeste de Mosul, las fuerzas especiales iraquíes detuvieron a tres asesores militares de Estado Islámico, que tenían pasaportes estadounidenses.

### Entrega de armas por parte de Estados Unidos
El 14 de diciembre de 2014, Nahla Al-Hababi, la representante de la provincia de Nínive en el Parlamento iraquí informó que Estados Unidos ha entregado armas a Estado Islámico en la ciudad iraquí de Tal Afar, al oeste de la capital de la provincia noroccidental de Nínive, Mosul, que se había convertido desde junio en un bastión de la banda takfirí, según una parlamentaria del país árabe. Sin precisar fechas exactas, explicó que los aterrizajes tuvieron lugar en tres ocasiones distintas y han suministrado a los terroristas una cantidad de armamentos «que bastan para un ejército».
Un video difundido el 21 de octubre demostró que los miembros de Estado Islámico se habían apoderado de una parte de los armamentos y equipos médicos arrojados por aviones de Estados Unidos para fuerzas kurdas que defendían la ciudad siria de Kobane, fronteriza con Turquía. El 29 de diciembre, otro cargamento de armas cayó en Saladino, una gobernación controlada por los takfiríes. Por un lado, la inteligencia iraquí habría confirmado previamente que Estados Unidos estaría suministrando armas a Al Baghdadi, mientras que el Comando Central aseguró que las armas estaban destinadas a los kurdos en Kobane.
El legislador iraquí Qasim Al Araji afirmó al Parlamento iraquí que su grupo, la organización Badr (escisión de la rama militar del antiguo Consejo Supremo de la Revolución Islámica en Irak), tiene pruebas que demuestran que el Gobierno de Estados Unidos suministra apoyo militar a Estado Islámico y al mismo tiempo Hadi Al Ameri, secretario general de Badr, afirmó a Press TV que un avión militar estadounidense lanzó desde el aire armamento a la gobernación de Saladino, una zona del país controlada por el grupo yihadista.
El congresista estadounidense Rand Paul también había hecho referencia a la transferencia de armamento por parte de los Estados Unidos reconociendo que «una de las razones por las que Estado Islámico se ha "envalentonado" es porque nosotros hemos estado armando a sus aliados».

### Derribo de aviones británicos con ayuda a Estado Islámico
El 24 de febrero de 2015, el ejército de Irak derribó dos aviones británicos sobre la provincia de Al Ambar, que según Hamek Al Zameli, «Estados Unidos prefiere mantener como un patio trasero conflictivo cerca de Bagdad». El legislador, que preside la Comisión de la Seguridad y Defensa del Parlamento iraquí, añadió que desde esa zona, con amplios espacios abiertos, llegaban informes diarios de la población local, en los que se denunciaba la presencia de aviones del Reino Unido y de Estados Unidos con armamento destinado al grupo Estado Islámico. Asimismo, también aseguró que su comisión parlamentaria tiene acceso imágenes de estas dos aeronaves derribadas y solicitó a Londres explicaciones al respecto.

### Financiamiento
Yousaf al Salafi, comandante de Estado Islámico detenido el 21 de enero de 2015, junto con otros dos compañeros, por los servicios de inteligencia pakistaníes, admitió haber recibido fondos procedentes de Estados Unidos para mantener activo al grupo Estado Islámico en Pakistán. Además, se confirmó que Al Salafi había trabajado durante semanas con Hafiz Tayyab, imán de una mezquita local, detenido cinco meses atrás por reclutar a jóvenes pakistaníes para luchar con Estado Islámico en Siria.
La misma fuente afirmó que «Washington ha condenado las actividades de Estado Islámico, pero no ha sido capaz de detener la financiación a esta organización».
Asimismo, existen datos que apuntan que las revelaciones de Al Salafi fueron compartidas con el secretario de Estado estadounidense John Kerry durante su visita a Islamabad. Otra fuente afirmó que «La cuestión también fue abordada con el general Lloyd Austin, comandante del Mando Central durante su visita a Islamabad».

## Persecución y muerte de Al-Baghdadi
El 9 de noviembre de 2014, la aviación estadounidense bombardeó la cúpula donde mantenían una reunión líderes de Estado Islámico, entre los cuales posiblemente se encontraba Al-Baghdadi. Por su parte, el Gobierno iraquí asegura que su aviación había bombardeado el día anterior esta región, y que fue ese ataque el que alcanzó a Al-Baghdadi. Además, «destrozaron» un convoy de diez vehículos armados en los alrededores de la ciudad de Mosul en lo que Estados Unidos consideró un "encuentro" de líderes de la milicia yihadista suní. También alcanzaron la ciudad de Al Qaim, 290 km al oeste, junto a la frontera con Siria.
El 20 de enero de 2015, el primer ministro iraquí, Haider al Abadi, expresó que Al-Baghdadi habría sido herido de gravedad en la ciudad de Al Qaim, como resultado de un bombardeo, y expresó además que se salvó «por casualidad y de milagro».
El 23 de abril, Estado Islámico aparentemente confirmó que Al-Baghdadi había fallecido a causa de sus graves heridas, infligidas por un bombardeo el 18 de marzo, según la agencia de noticias iraquí Waradana, citada por RIA Novosti. Según la agencia, los terroristas inmediatamente juraron lealtad a su nuevo líder, Abu Alaa Afri, en la ciudad de Tal Afar.
El 11 de octubre de 2015 las fuerzas iraquíes atacaron en un bombardeo aéreo el convoy del líder de Estado Islámico, Abu Bakr al-Baghdadi, según anunció el gobierno de Bagdad, que no pudo precisar si resultó herido o muerto en el ataque. Al-Baghdadi se dirigió a la localidad de Karabla, en la provincia de Al-Anbar, para asistir a «una reunión de los líderes terroristas» y «El lugar del encuentro [de los jefes de Estado Islámico] también fue bombardeado, y varios de los jefes que estaban presentes murieron o resultaron heridos», añadió el comunicado. Según fuentes hospitalarias de Karabla, en el ataque habrían resultado muertas ocho personas. Para las autoridades iraquíes se trata de «importantes comandantes» de Estado Islámico.
El 26 y 27 de mayo de 2017 Rusia bombardeo una reunión donde Al Bagdadi mantenía reunión con líderes de Dáesh y 300 militantes en los suburbios de Al Raqqa. Rusia no puede afirmar su muerte pero cree que Al Bagddadi falleció en dicho bombardeo aunque si confirma que 30 mandos intermedios murieron. Entre los altos mandos cuya muerte los rusos dan por segura en ese ataque figuran el emir de Raqa, Abú al-Hadji, el jefe de seguridad de Estado Islámico, Suleiman al Shauakh y el emir Ibrahim al-Naef la Hadj, que controlaba una de las zonas colindantes con Raqa.
El 30 de junio del 2017, la televisión iraní mostró imágenes en las que, supuestamente, aparecía el líder de Estado Islámico muerto. Posteriormente, uno de los jefes de la Guardia Revolucionaria; Hojat ol Eslam Alí Shirazi, confirmó el deceso de Abu Bakr al Bagdadi, líder de la organización terrorista Estado Islámico.
Luego de que el OSDH declarara muerto al Califa al Baghdadi, El Pentágono no aseguró que el mismo Al Baghdadi este muerto. Además en julio de 2017 el Ministerio del Interior de Irak afirmó que al Baghdadi permanece vivo no en Raqqa (Siria) pero si dentro de Siria.

### Muerte
El 26 de octubre de 2019 el auto proclamado Califa Al-Baghdadi fue cercado por comandos del Ejército de los Estados Unidos luego de que estos comandos intercambiaran fuego con militantes del grupo terroristas Daesh, al verse Al-Bagdhdadi rodeado por los efectivos decidió inmolarse con un chaleco que comprendía explosivos, asesinando también a niños que se encontraban allí. Los comandos comprendían alrededor de unos 70 efectivos y se llevó a cabo en la provincia de Idlib al noroeste de Siria, en un complejo residencial en el que se encontraba Al-Baghdadi, a menos de 5 km. de la frontera con Turquía. El presidente Donald Trump comunicó la noticia al mundo y aseguró además que los militares lograron conseguir valiosa información del grupo terrorista. En el asalto no murió ningún efectivo estadounidense, pero si fueron asesinados varios miembros de Dáesh.

## Muerte de Al-Quraishi
El 3 de febrero de 2022, Estados Unidos llevo a cabo la operación mas importante contra ISIS luego del asesinato del líder de ese entonces Al Baghdadi, casi tres años después, en 2022 en la localidad de Atme, en la provincia de Idlib, fuerzas especiales intervinieron en una vivienda desciendo de helicópteros y atacaron el complejo rodeando al líder de ISIS,  Abu Ibrahim al-Hashimi al-Quraishi, en ese momento se desato un tiroteo y justo en el momento cuando se acorralo al líder de esta organización, Al Quraishi decidió inmolarse matando supuestamente y según la casa Blanca a civiles que estaban con el. No se reporto ningún soldado estadounidense herido.

## Causas y consecuencias

### Irak y Siria
Algunos, generalmente críticos de la invasión de Irak en 2003, creen que la raíz de estos acontecimientos se remonta a la construcción sin éxito de la nación iraquí, así como a la división étnica y sectaria.
Por otro lado, la guerra civil siria dio al grupo Estado Islámico y otros grupos yihadistas suníes una causa y un campo de batalla, cuando parecía que su campaña en Irak se encontraba en declive. Sus victorias en suelo sirio les dieron una base y un impulso.
Según Tony Blair, ex primer ministro del Reino Unido, «no hay duda de que una de las principales causas inmediatas de la toma de control de Mosul por Estado Islámico es la situación en Siria. La operación en Mosul fue planeada y organizada desde Raqa, a través de la frontera siria. Los luchadores se entrenaron y se endurecieron en la guerra siria. Es cierto que se originan en Irak y que se han enfocado [de nuevo] en Irak durante los últimos meses. Pero el extremismo islamista, en todas sus distintas manifestaciones como grupo, se reconstruyó, se refinanció y se rearmó como resultado de su habilidad para crecer y ganar experiencia en la guerra en Siria».
El punto de vista de Blair fue criticado por varios oficiales y políticos, entre ellos el antiguo general Michael Rose, el miembro del gabinete de Blair, Clare Short y el exparlamentario del Partido Conservador Peter Tapsell, como engañoso, ya que en su opinión no mencionaba la invasión de Irak como causa próxima del aumento del extremismo.
Fareed Zakaria, redactor de la revista Time y asesor político en una ocasión de la política de Oriente Medio de la Administración Bush, alegó que la contraproducente intervención occidental en Irak y Siria sirvió para acelerar la lucha interna sectaria en ambos países y les dio poder a los radicales de ambos lados.
El Financial Times describió los conflictos que abarcan Irak y Siria como guerras religiosas similares a la guerra de los Treinta Años europea.
Según Richard Barrett, el número de ciudadanos británicos que han ido a Siria e Irak para luchar a favor de los insurgentes podría ser de unos 500 yihadistas.

### Retirada del ejército iraquí
El Ejército iraquí, considerado por algunos como el ejército mejor entrenado y armado del mundo árabe,
colapsó de tal manera que grupos con algunos miles de terroristas (como Estado Islámico y sus aliados) fueron capaces de tomar el control de Mosul y Tikrit con facilidad. Además, se retiró de Kirkuk, cediendo el territorio a los peshmerga kurdos. Hay distintas teorías que explican estos sucesos. Según The Daily Telegraph, una hipótesis es que los generales en los cuarteles militares de esas ciudades compartieran la misma ideología baazista, y fueran los primeros en huir.
Según The Guardian, es posible que los tres generales iraquíes responsables de Mosul, Tikrit y Kirkuk no quisieran luchar por un estado que no estaba funcionando.
También es posible que las tropas iraquíes se dieran cuenta rápidamente de que no eran rival para los yihadistas, veteranos de guerra y motivados ideológicamente.
Una tercera teoría sugiere que entregar a los kurdos Kirkuk (capital de una región con grandes reservas de petróleo) podría ser el primer paso en una serie de movimientos para replantearse las relaciones entre Bagdad y los kurdos, y sacar al país de su estado de caos permanente. Esta teoría se fundamenta en la opinión de algunos de que los kurdos han perdido la fe en la habilidad del primer ministro Nuri al-Maliki de servir tanto a sus intereses como a los de Irak.
El viceprimer ministro iraquí Rowsch Shaways, de origen kurdo, ha reprochado la falta de cooperación entre el Ejército iraquí y los peshmerga, de la que ha responsabilizado directamente a Al-Maliki, acusándole de no querer colaborar con los kurdos.

### Suníes y chiíes
Según los críticos del gobierno de Irak, las políticas prochiíes de Al-Maliki han sido una de las principales razones de la alienación de los árabes suníes y kurdos, lo que ha desempeñado un papel importante en el deterioro de la seguridad y la aparición de los extremistas suníes.
Al-Maliki, por su parte, ha acusado a Arabia Saudí de apoyar y financiar al grupo Estado Islámico, que quieren crear un califato suní en el corazón de Oriente Medio.
Esta opinión fue respaldada por escritores de la revista Foreign Policy y The Daily Beast, que afirmaron que el gobierno saudí, viendo la predominancia política de la población chií de Irak como una amenaza, decidieron proporcionar armas y material a la oposición radical suní.
El analista del Washington Institute for Near East Policy Michael Knights señaló que la oposición mutua al Gobierno liderado por chiíes permitió forjar una alianza entre el grupo islamista Estado Islámico y los insurgentes influenciados por el baazismo secular, como la Orden de Naqshbandi, hasta entonces opuestos ideológicamente. La coordinación entre ambos grupos le proporcionó al grupo Estado Islámico la ayuda de redes clandestinas de exmilitares, insurgentes, funcionarios suníes y grupos tribales, todos ellos simpatizantes de la era del gobierno baaz de Saddam Hussein. Gracias a este apoyo, un grupo relativamente pequeño de militantes pudo llevar a cabo un "golpe" en regiones suníes donde el Partido Baaz, prohibido en 2003, todavía conserva un cierto grado de apoyo. Como consecuencia de la presencia de Naqshbandi, el Consejo Militar Revolucionario, y otros grupos seculares suníes, tribus y algunos Consejos del Despertar opuestos a Estado Islámico apoyaron la insurrección.
Knights informó, además, que en los años que precedieron la insurrección, la Orden de Naqshbandi, liderada por ad-Duri, buscó vincularse a los elementos de la sociedad suní opuestos al Gobierno de Maliki, fomentó el establecimiento de campamentos de protesta en varios sitios, incluyendo Hauiya, e intentó atraer a milicias suníes. La llegada de Estado Islámico desde Siria sirvió en definitiva como el catalizador final de una revuelta más amplia y general.

### Economía del petróleo
En el mercado internacional de crudo no ha pasado inadvertida la bajada de precios que ha supuesto la intervención de Estado Islámico en esta economía, ya que es la primera fuente de financiación de Estado Islámico.
Algunos expertos interpretan que la bajada del precio del barril, desde niveles por encima de los 100 euros a niveles en torno a 50 euros, beneficia económicamente a los países occidentales y los vuelve remisos a emprender iniciativas bélicas para acabar con Estado Islámico, ya que para ellos sería como "matar a la gallina de los huevos de oro". En la actualidad, la vía de salida del petróleo de Estado Islámico es a través de su frontera con Turquía, la cual podría comprar el barril en torno a los 30 euros y ponerlo en el mercado internacional a 50 euros, lo que le aporta pingües beneficios. Por ello, algunos opinadores piensan que Turquía está más interesada en bombardear las posiciones kurdas que las de Estado Islámico.
De igual manera, se podría pensar que los estados occidentales ponen más interés en evitar que Estado Islámico tenga una salida al mar, a través de Siria, que en acabar definitivamente con el grupo terrorista, considerando que sus posiciones en Siria están a menos de 100 km de la costa. Y que si dispusieran de una salida al mar, no dependerían de Turquía para comercializar su petróleo.

## Reacciones

### Internas
A pesar de la crisis de seguridad, el Parlamento iraquí no permitió a Maliki declarar el estado de emergencia. Muchos parlamentarios suníes y kurdos boicotearon la sesión porque se oponían a la ampliación de los poderes del primer ministro.

#### Chiíes
El 13 de junio de 2014, la máxima autoridad religiosa para los chiíes en Irak, el gran ayatolá Ali al-Sistani, pidió a la gente luchar contra los terroristas. Según uno de sus representantes, el sheij Abdulmehdi al-Karbalai, pidió a las «personas capaces de llevar armas y luchar contra los terroristas en defensa de su país... que se ofrezcan como voluntarios en las fuerzas de seguridad para conseguir esta meta sagrada».
A finales de junio, el poderoso clérigo chií Muqtada al-Sadr se comprometió a «hacer temblar el suelo» bajo los pies de los yihadistas, días después de que combatientes leales desfilaran con armas en la zona de la ciudad de Sadr, al norte de Bagdad, jurando luchar contra la ofensiva insurgente.

#### Suníes
El vicepresidente iraquí fugitivo Tariq al-Hashimi, un suní, describió la caída de Mosul como la «Revolución del pueblo oprimido, pisoteado y marginado de Mosul», negó que Estado Islámico
hubiera desempeñado un papel destacado entre los opositores del gobierno y alegó que la militancia contra el gobierno central estaba liderada por tribus suníes y suníes marginados.
Otro suní destacado, Ali Hatem al-Suleiman (emir de la gran tribu Dulaimi), afirmó que «Son los rebeldes tribales los que están en control de la situación en Mosul. No es razonable decir que un grupo como Estado Islámico, que tiene un número pequeño de hombres y vehículos, pueda estar en control de una gran ciudad como Mosul. Por lo tanto, está claro que esta es una revolución tribal, pero el gobierno está tratando de forzarnos a todos a llevar el manto de los terroristas y de Estado Islámico».
Un miembro del consejo gubernamental insurgente de Mosul, excoronel de la era baazista, aseguró que la oposición al gobierno estaba compuesta por múltiples facciones árabes suníes, muchas de las cuales estaban lideradas por oficiales del disuelto ejército. El excoronel afirmó que varias facciones opositoras estaban trabajando para minimizar la influencia de Estado Islámico y designar a oficiales capaces de restaurar los servicios en la zonas controladas por insurgentes.

#### Kurdos
El parlamentario kurdo Shoresh Haji expresó su deseo de que «el liderazgo kurdo no pierda esta oportunidad de oro para que las tierras kurdas en los territorios disputados vuelvan a estar bajo control kurdo».

### Internacionales

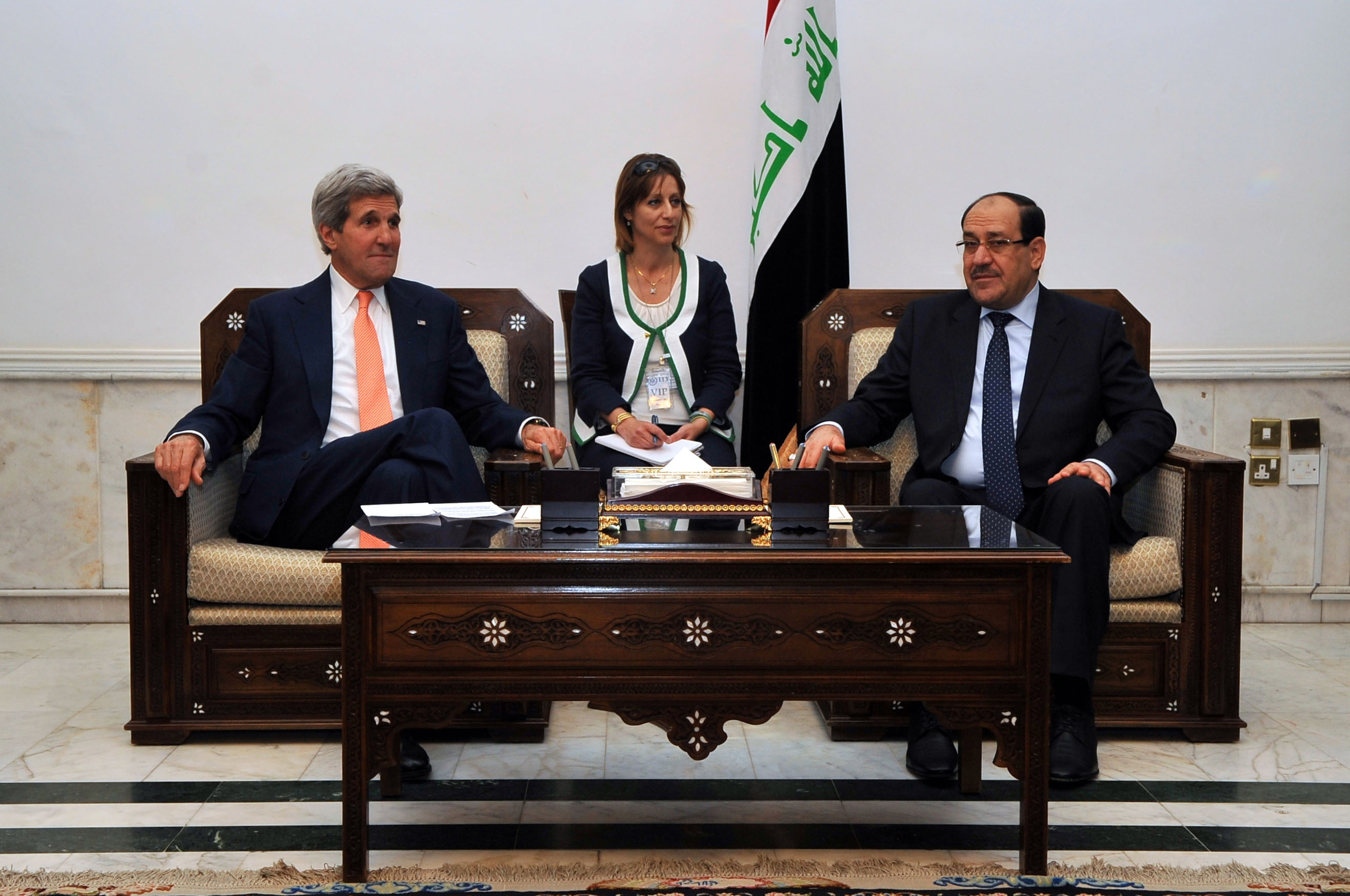
El presidente de Irak Nuri al-Maliki reunido con el secretario de Estado de los Estados Unidos John Kerry y una intérprete el 23 de junio de 2014.

#### Países relacionados
Países implicados en apoyo militar
- Estados Unidos: el 12 de junio de 2015, el presidente Barack Obama dijo que estaba explorando todas las opciones para salvar a las fuerzas de seguridad de Irak del colapso, y que las empresas estadounidenses estaban evacuando a cientos de una importante base aérea: «Nuestro equipo de seguridad nacional está mirando todas las opciones. [...] No descarto nada». La senadora Lindsey Graham advirtió de que la captura por parte de Estado Islámico de Irak y Siria crearía un «infierno sobre la tierra», y pidió el despliegue urgente de la fuerza aérea de Estados Unidos para «cambiar la ecuación del campo de batalla».[741]

- Irán: el 12 de junio de 2015, el presidente Hasán Rouhaní declaró: «Por nuestra parte, como gobierno de la República Islámica de Irán... combatiremos la violencia, el extremismo y el terrorismo en la región y en el mundo». El 11 de junio, el ministro de Asuntos Exteriores Mohammad Yavad Zarif condenó el «asesinato de ciudadanos iraquíes», y ofreció al gobierno de Irak su apoyo contra el terrorismo, aunque sin explicar en qué consistiría esa ayuda.[742] Irán envió a las fuerzas de la Guardia Revolucionaria para ayudar a Irak a recapturar Tikrit. Irán desplegó también a tres batallones de la Fuerza Quds de operaciones especiales[743] y envió un total de 2000 hombres entre el 12 y el 14 de junio.[744] Según el diario Washington Post, cualquier apoyo de Irán será sutil, limitado a planificación y estrategia militar en lugar de efectivos militares.[745]

- Rusia: el presidente Vladímir Putin expresó su «apoyo total» al gobierno iraquí.[746] Ocho días más tarde, el viceministro de Exteriores, Serguéi Riabkov, anunció que «Rusia no va a quedarse de brazos cruzados frente a los intentos por parte de grupos terroristas de extender el terrorismo en los estados regionales» e instó a Europa y los Estados Unidos a tomar medidas contra Estado Islámico.[747] El 29 de junio, Rusia entregó aviones de ataque terrestre Sukhoi Su-25 a la Fuerza Aérea Iraquí, días después de una solicitud por parte del gobierno iraquí.[748] Desde el 30 de septiembre del 2015, Rusia, a petición del gobierno sirio, ha comenzado operaciones aéreas directas a través de su Fuerza Aeroespacial, desde su base aérea en Latakia al amparo de las relaciones de colaboración existentes desde hace décadas entre ambas naciones. Rusia ha aumentado además la entrega de información satelital al EAS, y ha anunciado que Siria, Rusia e Irak conformarán un centro de información en Bagdad para luchar contra Estado Islámico.

- Siria: el 11 de junio de 2015, el ministro de Asuntos Exteriores y Expatriados condenó los recientes actos terroristas de Estado Islámico en el territorio de Irak. También expresó su apoyo y solidaridad hacia el gobierno iraquí en su lucha contra los grupos terroristas armados.[749] El 15 de junio, la Fuerza Aérea Siria, coordinándose con el gobierno iraquí, llevó a cabo ataques aéreos en bases de Estado Islámico de Raqa y Hasaka dentro de Siria, y en Shaddadi, un pueblo cercano a la frontera con Irak.[44][750]

Otros países implicados
- India: el 16 de junio de 2015, el ministro de Asuntos Exteriores de la India condenó la toma de ciudades iraquíes como Mosul y Tikrit por terroristas y reiteró su apoyo al gobierno y al pueblo iraquí en su lucha contra el terrorismo internacional. También estableció una línea de ayuda de 24 horas en su embajada de Bagdad, para la asistencia a los ciudadanos indios atrapados en estas ciudades. Se ha informado que 40 de ellos fueron capturados en Mosul.[235]

- Turquía: Estado Islámico capturó el consulado general de Ankara en Mosul y detuvo a 49 ciudadanos turcos, incluyendo el cónsul general Öztürk Yılmaz. También tomó como rehenes a 31 camioneros turcos. Algunos informes sugieren que los rehenes fueron trasladados a la residencia del gobernador de Estado Islámico en Mosul, preparándose posiblemente para su liberación. Turquía ha pedido una reunión de emergencia de la OTAN.[751] Sin embargo, Turquía ha sido señalada por prestar apoyo a grupos terroristas como Al Nusra y Estado Islámico, además de negarse a aceptar que los voluntarios kurdos crucen la frontera para apoyar a sus compatriotas en el lado sirio, especialmente durante la batalla de Kobane.

#### Otros
Organismos internacionales
- Liga Árabe: el 12 de junio de 2015, el secretario general de la Liga Árabe, Nabil el-Araby, condenó lo que describió como «actividades criminales» cometidas por Estado Islámico en Mosul, y enfatizó la necesidad de un «consenso nacional en Irak en este momento crítico, en que está amenazada la seguridad y la estabilidad política de Irak».[752]

- Naciones Unidas: el 10 de junio de 2015, el secretario general de las Naciones Unidas, Ban Ki-moon, pidió a todos los dirigentes políticos de Irak que muestren la unidad nacional del país contra la invasión de Estado Islámico, expresó su profunda preocupación por el «grave deterioro», y condenó los recientes ataques terroristas que han dejado decenas de muertos y heridos en las provincias del norte y este de Irak. Recordó que todos los estados miembros de la ONU tienen la obligación de implementar y hacer cumplir las sanciones financieras, el embargo de armas y la prohibición de viajar impuesta a Estado Islámico de acuerdo con el régimen de sanciones en virtud de las Resoluciones del Consejo de Seguridad 1267 (de 1999) y 1989 (de 2011).[753] También evacuó a sus 60 miembros del personal de Bagdad a la vecina Jordania.[754] Cuando Estado Islámico publicó fotografías gráficas de sus luchadores disparando a decenas de hombres jóvenes, la ONU dijo el 16 de junio que es casi seguro que las «ejecuciones» a sangre fría aparentemente llevadas a cabo por terroristas en el norte de Irak ascienden a crímenes de guerra.[755]

Estados miembros de la ONU
- Reino Unido: el 17 de junio de 2015, el primer ministro David Cameron dijo que el Reino Unido reabriría la embajada británica en Irán en un esfuerzo de reconstruir la relación diplomática entre ambas naciones para ayudar a combatir el terrorismo en Irak.[756] El 18 de junio, Cameron afirmó creer que Estado Islámico estaba planeando un ataque terrorista en el Reino Unido.[757]

### Conferencia de París
El 15 de septiembre de 2014, se reunieron en París los representantes de veintiséis países (Alemania, Arabia Saudí, Baréin, Bélgica, Canadá, Catar, China, Dinamarca, Egipto, Emiratos Árabes Unidos, España, Estados Unidos, Francia, Irak, Italia, Japón, Jordania, Kuwait, Líbano, Noruega, Omán, Países Bajos, Reino Unido, República Checa, Rusia y Turquía) y de tres organizaciones internacionales (Liga Árabe, Naciones Unidas y Unión Europea) para proporcionar ayuda militar y humanitaria a la población de Irak, además de considerar al grupo Estado Islámico una amenaza internacional e implementar una alianza de combate.

## Víctimas

### Estado Islámico
El 22 de enero del año 2015, el embajador de los Estados Unidos en Irak Stuart Jones dijo que los bombardeos de la coalición habían reducido a Estado Islámico de varias formas, entre ellas, matando a la mitad de sus líderes en Irak y en Siria.
A comienzos de febrero de 2015, el ministro de Defensa australiano, Kevin Andrews, dijo que más de 6000 soldados de Estado Islámico habían muerto por bombardeos desde que estos comenzaran, y que más de 800 kilómetros cuadrados de territorio habían sido recapturados; pero se estima que Estado Islámico incrementó su cantidad de soldados, agregando 31 500, número que incluye 3000 personas provenientes de naciones occidentales.
El 23 de febrero del año 2015, un general del ejército de los Estados Unidos, Lloyd Austin, dijo que más de 8500 militantes de Estado Islámico habían fallecido a causa de bombardeos de la coalición en Irak y en Siria. A comienzos de marzo de 2015, el general Lloyd repitió esta declaración, diciendo que «Estado Islámico ha asumido una posición defensiva» en Irak, y que «estamos donde dijimos que íbamos a estar», con respecto a los bombardeos.
Esto contrasta con las declaraciones de Jordania de que sus bombardeos exclusivamente habían matado a 7000 militantes en Irak y en Siria en el transcurso de tres días, desde el 5 al 7 de febrero.
El 21 de enero del año 2016, el ministro de Defensa francés Jean-Yves Le Drian dijo que más de 22 000 soldados de Estado Islámico habían muerto a causa de los bombardeos de la coalición en Irak y en Siria.